# Listă de compozitori
Aceasta este o listă de compozitori din întreaga lume.

## A
- Mary Anne à Beckett (1817–1863)
- Michel van der Aa (n. 1970)
- Thorvald Aagaard (1877–1937)
- Truid Aagesen (cun. 1593–1625)
- Heikki Aaltoila (1905–1992)
- Juhan Aavik (1884–1982)
- Evaristo Felice Dall'Abaco (1675–1742)
- Joseph Abaco (dall'Abaco) (1710–1805)
- Antonio Maria Abbatini (c. 1595–1680)
- Gamal Abdel-Rahim (1924–1988)
- Mohamed Abdelwahab Abdelfattah (n. 1962)
- Keiko Abe (n. 1937)
- Rosalina Abejo (1922–1991)
- Carl Friedrich Abel (1723–1787)
- Clamor Heinrich Abel (1634–1696)
- Ludwig Abel (1835–1895)
- Mark Abel (n. 1948)
- Michael Abels (n. 1962)
- Peter Abelard (1079–1142)
- Nicanor Abelardo (1893–1934)
- David Abell (d. c. 1576)
- John Abell (1653–după 1724)
- Walter Abendroth (1896–1973)
- Jan Håkan Åberg (n. 1916)
- Lasse Åberg (n. 1940)
- Johann Joseph Abert (1832–1915)
- 4th Earl de Abingdon (Willoughby Bertie) (1740–1799)
- Peter Ablinger (n. 1959)
- Lora Aborn (1907–2005)
- Girolamo Abos (1715–1760)
- Paul Abraham (1892–1960)
- Maurice Abrahams (1883–1931)
- Hans Abrahamsen (n. 1952)
- Harriett Abrams (1758–1821)
- Alexander Abramsky (1898–1985)
- Kornél Ábrányi (1822–1903)
- Zequinha de Abreu (1880–1935)
- Ayoob Tarish Absi (n. 1942)
- Jean Absil (1893–1974)
- Franz Abt (1819–1885)
- Henry Abyngdon (c. 1418–1497)
- Filippo Acciaiuoli (1637–1700)
- Jean-Baptiste Accolay (1833–1900)
- Joseph Achron (1886–1943)
- Dieter Acker (1940–2006)
- Marcial del Adalid (1826–1881)
- Adolphe Adam (1803–1856)
- ca (n. 1942)
- Mark Adamo (n. 1962)
- Alton Augustus Adams, Sr. (1889–1987)
- H. Leslie Adams (n. 1932)
- John Adams (n. 1947)
- John Luther Adams (n. 1953)
- Stephen Adams (Michael Maybrick) (1841–1913)
- Thomas Adams (1785–1858)
- Ella Adayevskaya (Elisabeth Schultz-Adaïewsky) (1846–1926)
- Richard Addinsell (1904–1977)
- John Addison (c. 1765–1844)
- John Addison (1920–1998)
- Thomas Adès (n. 1971)
- Vasif Adigezalov (1935–2006)
- Hugo Adler (1894–1955)
- Lawrence Cecil Adler (1914–2001)
- Samuel Adler (n. 1928)
- Anton Cajetan Adlgasser (1729–1777)
- Bruce Adolphe (n. 1955)
- Olle Adolphson (1934–2004)
- Theodor W. Adorno (1903–1969)
- Emmanuel Adriaenssen (c. 1554–1604)
- John Adson (c. 1587–1640)
- Josina van Aerssen (1733–1797)
- Nikolay Afanas'yev (1820–1898)
- Zeca Afonso (1929–1987)
- Agostino Agazzari (1578–1640)
- Klaus Ager (n. 1946)
- Milton Ager (1893–1979)
- François d'Agincourt (1684–1758)
- Maria Teresa Agnesi (1720–1795)
- Lejla Agolli (n. 1950)
- Lodovico Agostini (1534–1590)
- Paolo Agostino (c. 1583–1629)
- Johan Agrell (1701–1765)
- Alexander Agricola (c. 1446–1506)
- Johann Friedrich Agricola (1720–1774)
- Martin Agricola (1486–1556)
- Dionisio Aguado (1784–1849)
- Graciela Agudelo (n. 1945)
- Ernani Aguiar (n. 1950)
- Miguel del Águila (n. 1957)
- Sebastian Aguilera de Heredia (1561–1627)
- Eden Ahbez (1908–1995)
- Johann Georg Ahle (1651–1706)
- Johann Rudolph Ahle (1625–1673)
- Countess Maria Theresia Ahlefeldt (1755–1810)
- Jacob Niclas Ahlström (1805–1857)
- Ahn Eak-tai (1906–1965)
- Oscar Ahnfelt (1813–1882)
- Kalevi Aho (n. 1949)
- Sieglinde Ahrens (n. 1936)
- Gregor Aichinger (c. 1565–1628)
- Bartholomäus Aich (17 sec)
- Karl Stefan Aichelburg (1782–1817)
- John Akar (1927–1975)
- Doris Akers (1923–1995)
- Toshiko Akiyoshi (n. 1929)
- Necil Kazım Akses (1908–1999)
- Yasushi Akutagawa (1925–1989)
- Jehan Alain (1911–1940)
- Alamanda de Castelnau (cun. second half de 12 sec)
- Pierre Alamire (Peter van den Hove) (c. 1470–1536)
- Johannes Alanus (cun. sfârșitul 14th or early 15 sec)
- Jean-Delphin Alard (1815–1888)
- Isaac Albéniz (1860–1909)
- Mateo Pérez de Albéniz (1755–1831)
- Pedro Albéniz y Basanta (1795–1855)
- Pedro Alberch Vila (1517–1582)
- Petur Alberg (1885–1940)
- Eleanor Alberga (n. 1949)
- Pirro Albergati (1663–1735)
- es (1722–1756)
- Eugen d'Albert (1864–1932)
- Heinrich Albert (1604–1651)
- Stephen Albert (1941–1992)
- Thomas Albert (n. 1948)
- Domenico Alberti (c. 1710–1740)
- Gasparo Alberti (c. 1489–c. 1560)
- Giuseppe Matteo Alberti (1685–1751)
- Innocentio Alberti (c. 1535–1615)
- Johann Friedrich Alberti (1642–1710)
- Ignazio Albertini (1644–1685)
- Joachim Albertini (1748–1812)
- Henrico Albicastro (von Weissenburg) (c. 1660–după 1730)
- Tomaso Albinoni (1671–1751)
- Charles Albrecht (1817–1895)
- Johann Georg Albrechtsberger (1736–1809)
- William Albright (1944–1998)
- Mark Alburger (n. 1957)
- Nilo Alcala (n. 1978)
- Macedonio Alcalá (1831–1869)
- Luna Alcalay (1928–2012)
- José Bernardo Alcedo (1788–1878)
- Michael Alcorn (n. 1962)
- Amancio Jacinto Alcorta (1805–1862)
- Casimiro Alcorta (1840–1913)
- Henry Aldrich (1647–1710)
- Amanda Ira Aldridge (1866–1956)
- Robert Aldridge (n. 1954)
- Giuseppe Aldrovandini (1671–1707)
- Vittoria Aleotti (c. 1575–după 1620)
- Leni Alexander (1924–2005)
- Liana Alexandra (n. 1947)
- Franco Alfano (1875–1954)
- Alfonso X de Castile (1221–1284)
- Kenneth J. Alford (1881–1945)
- Hugo Alfvén (1872–1960)
- Charlotte Alington Barnard (1830–1869)
- Francesc Alió (1862–1908)
- Franghiz Ali-Zadeh (n. 1947)
- Charles-Valentin Alkan (1813–1888)
- Siegfried Alkan (1858–1941)
- Esther Allan (1914–1985)
- Gregorio Allegri (1582–1652)
- Steve Allen (1921–2000)
- Pedro Humberto Allende (1885–1959)
- Juan Allende-Blin (n. 1928)
- Kristi Allik (n. 1952)
- Richard Allison (1560/1570?–1610?)
- Frances Allitsen (1848–1912)
- Francisco António de Almeida (c. 1702–1755)
- João Pedro de Almeida Mota (1744–1817)
- Laurindo Almeida (1917–1995)
- Atso Almila (n. 1953)
- Carl Jonas Love Almqvist (1793–1866)
- Eyvind Alnæs (1872–1932)
- Daniel Alomía Robles (1871–1942)
- Francisco Alonso (1887–1948)
- Eduardo Alonso-Crespo (n. 1956)
- Yardena Alotin (1930–1994)
- Birgitte Alsted (n. 1942)
- Johann Ernst Altenburg (1734–1801)
- Michael Altenburg (1584–1640)
- Martha Alter (1904–1976)
- Johann Christoph Altnickol (1720–1759)
- Fermín María Álvarez (1833–1898)
- Antonio Álvarez Alonso (1867–1903)
- Miguel Álvarez-Fernández (n. 1979)
- Elias Parish Alvars (1808–1849)
- Maria de Alvear (n. 1960)
- Berta Alves de Sousa (1906–1997)
- William Alwyn (1905–1985)
- Alexander Alyabyev (1787–1851)
- Maryanne Amacher (n. 1943)
- Filippo Amadei (c. 1665–c. 1725)
- Amalia Catharina, Contesă de Erbach (1640–1697)
- Amalie, Prințesă de Saxonia (1794–1870)
- Amaradeva (n. 1927)
- Joan Albert Amargós (n. 1950)
- Miguel de Ambiela (1655–1733)
- August Wilhelm Ambros (1816–1876)
- Marco Ambrosini (n. 1964)
- de⁠(Hermann Ambrosius)[Ambrosius&page=de&targettitle=de traduceți] (1897–1983)
- Bjarne Amdahl (1903–1968)
- René Amengual (1911–1954)
- Jean-Claude Amiot (n. 1939)
- Emanuel Amiran-Pougatchov (1909–1993)
- Charles Amirkhanian (n. 1945)
- Elias Nikolaus Ammerbach (c. 1530–1597)
- Ammiya (c. 1400 BC)
- John Amner (1579–1641)
- Cataldo Amodei (c. 1650–c. 1695)
- David Amram (n. 1930)
- Gilbert Amy (n. 1936)
- Juan de Anchieta (1462–1523)
- Solange Ancona (n. 1943)
- Laura Andel (n. 1968)
- Gwyneth Van Anden Walker (n. 1947)
- Avril Anderson (n. 1953)
- Beth Anderson (n. 1950)
- Johann Andreas Amon (1763–1825)
- Fritz Andersen (1829–1910)
- Joachim Andersen (1847–1909)
- Julian Anderson (n. 1967)
- Laurie Anderson (n. 1947)
- Leroy Anderson (1908–1975)
- T. J. Anderson (n. 1928)
- Tom Anderson (1910–1991)
- Rafael Andia (n. 1942)
- Ruth Anderson (n. 1928)
- Johann André (1741–1799)
- Elfrida Andrée (1841–1929)
- Kerry Andrew (n. 1978)
- Johann Anton André (1775–1842)
- Andrea da Firenze (d. 1415)
- Elfrida Andrée (1841–1929)
- Saint Andrew de Crete (c. 650–712, 726 or 740)
- Iosif Andriasov (1933–2000)
- Hendrik Andriessen (1892–1981)
- Jurriaan Andriessen (1925–1996)
- Louis Andriessen (n. 1939)
- Willem Andriessen (1887–1964)
- François Andrieu (14 sec)
- José Escolástico Andrino (1817–1862)
- de⁠(Peter Androsch)[Androsch&page=de&targettitle=de traduceți] (n. 1963)
- Felice Anerio (1560–1614)
- Giovanni Francesco Anerio (c. 1567–1630)
- Pasquale Anfossi (1727–1797)
- it⁠(Nuccio D'Angelo)[D'Angelo&page=it&targettitle=it traduceți] (n. 1955)
- Gasparo Angiolini (1731–1803)
- Jean-Henri d'Anglebert (1629–1691)
- Giovanni Animuccia (c. 1520–1571)
- Anna Amalia (Prințesă de Prusia) (1723–1787)
- Anna Amalia (Ducesă de Saxa-Weimar-Eisenach) (1739–1807)
- Lucia Contini Anselmi (1876–după 1913)
- Caroline Ansink (n. 1959)
- Conrad Ansorge (1862–1930)
- Elizabeth Anspach (1750–1828)
- John Antes (1740–1811)
- George Antheil (1900–1959)
- Andrea Antico (c. 1480–după 1538)
- John Antill (1904–1986)
- Antonello da Caserta (sfârșitul 14th – early 15 sec)
- Antonio da Cividale (cun. 1392–1421)
- Antonio José (1902–1936)
- Theodore Antoniou (n. 1935)
- Giovanni D'Anzi (1906–1974)
- Yoshino Aoki (n. 1971)
- de⁠(David August von Apell)[August von Apell&page=de&targettitle=de traduceți] (1754–1832)
- Georges Aperghis (n. 1945)
- Aphex Twin (n. 1971)
- Denis ApIvor (1916–2004)
- Giuseppe Apolloni (1822–1889)
- Hans Erich Apostel (1901–1972)
- Dina Appeldoorn (1884–1938)
- Benedictus Appenzeller (1480/1488–după 1558)
- Adelaide Orsola Appignani (1807–1884)
- Louis Applebaum (1918–2000)
- Thomas Appleby (c. 1488?–1563/1564)
- Mary Jeanne van Appledorn (n. 1927)
- Francesco Araja (1709–după 1762)
- Jesús Arámbarri (1902–1960)
- Pedro Aranaz (1742–1821)
- Juan Arañés (d. 1649)
- Juan de Araujo (1646–1712)
- Izabella Arazova (n. 1936)
- Jean-Baptiste Arban (1825–1889)
- Chaya Arbel (1921–2007)
- Jacques Arcadelt (1507?–1568)
- Julián Arcas (1832–1882)
- Frederic Archer (1838–1901)
- Malcolm Archer (n. 1952)
- Violet Archer (1913–2000)
- José Ardévol (1911–1981)
- Luigi Arditi (1822–1903)
- Sven Arefeldt (1908–1956)
- Bülent Arel (1919–1990)
- Anton Arensky (1861–1906)
- Paolo Aretino (1508–1584)
- Isabel Aretz (1913–2005)
- Dominick Argento (n. 1927)
- Anneli Arho (n. 1951)
- Attilio Ariosti (1666–1729)
- Rodolfo Arizaga (1926–1985)
- Cecilia Arizti (1856–1930)
- Marian Arkwright (1863–1922)
- Albert Arlen (1905–1993)
- Harold Arlen (1905–1986)
- sv⁠(Jacque Armand)[Armand&page=Olof+Thiel&targettitle=sv traduceți] (Olof Thiel) (1892–1978)
- Pietro Armanini (1844–1895)
- Elinor Armer (n. 1939)
- Andreas Armsdorff (1670–1699)
- Gheorghi Arnaoudov (n. 1957)
- Leo Arnaud (1904–1991)
- Desi Arnaz (1917–1986)
- Michael Arne (1740/1741–1786)
- Thomas Arne (1710–1778)
- Richard Arnell (1917–2009)
- Blaž Arnič (1901–1970)
- de⁠(Ralf Arnie)[Arnie&page=de&targettitle=de traduceți] (1924–2003)
- de⁠(Ernst Arnold)[Arnold&page=Ernst+Arnold+%28Komponist%29&targettitle=de traduceți] (Ernst Jeschke) (1890–1962)
- Malcolm Arnold (1921–2006)
- Samuel Arnold (1740–1802)
- Yuri Karlovich Arnold (1811–1898)
- Robert Sterling Arnold (1905–2003)
- Juan Crisóstomo Arriaga (1806–1826)
- Emilio Arrieta (1823–1894)
- Claude Arrieu (1903–1990)
- Nikolai Artsybushev (1858–1937)
- Giovanni Artusi (c. 1540–1613)
- Vyacheslav Artyomov (n. 1940)
- Alexander Arutiunian (1920–2012)
- Elena Asachi (1789–1877)
- Boris Asafyev (1884–1949)
- Joseph Ascher (1829–1869)
- Leo Ascher (1880–1942)
- Vicente Asencio (1908–1979)
- Thomas Ashwell (c. 1478–după 1513)
- Robert Ashley (n. 1930)
- Nils Henrik Asheim (n. 1960)
- Daniel Asia (n. 1953)
- Gianmatteo Asola (c. 1532–1609)
- sv⁠(Sören Aspelin)[Aspelin&page=sv&targettitle=sv traduceți] (1906–1973)
- Franz Asplmayr (1728–1786)
- Caterina Assandra (c. 1590–după 1618)
- Charles d'Assoucy (1605–1677)
- Ignaz Assmayer (n. 1790)
- Edwin Astley (1922–1998)
- Fèlix Astol i Artés (1813–1901)
- Hugh Aston (Hugh Ashton) (c. 1485–1558)
- Emanuele d'Astorga (1680–1757)
- Athenaeus son de Athenaeus (cun. 138 BC–28 BC)
- Esmeralda Athanasiu-Gardeev (1834–1917)
- Chet Atkins (1924–2001)
- Ivor Atkins (1869–1953)
- Pierre Attaingnant (c. 1494–sfârșitul 1551 or 1552)
- Kurt Atterberg (1887–1974)
- Thomas Attwood (1765–1838)
- Daniel Auber (1782–1871)
- Jacques Aubert (1689–1753)
- Louis Aubert (1877–1968)
- Tony Aubin (1907–1981)
- René Aubry (n. 1956)
- Edmond Audran (1842–1901)
- Leopold Auer (1845–1930)
- Lera Auerbach (n. 1973)
- Marianna Auenbrugger (1759–1782)
- Josepha Barbara Auernhammer (1758–1820)
- May Aufderheide (1888–1972)
- Benedikt Anton Aufschnaiter (1665–1742)
- Rafał Augustyn (n. 1951)
- Pietro Auletta (c. 1698–1771)
- Tor Aulin (1866–1914)
- Valborg Aulin (1860–1928)
- Georges Auric (1899–1983)
- Dorothea Austin (1921–2011)
- Elizabeth R. Austin (n. 1938)
- Frederic Austin (1872–1952)
- Larry Austin (n. 1930)
- Charles Avison (1709–1770)
- Giuseppe Avitrano (c. 1670–1756)
- Pedro António Avondano (1714–1782)
- Ana-Maria Avram (n. 1961)
- Slavko Avsenik (1929–2015)
- Aaron Avshalomov (1894–1965)
- Jacob Avshalomov (1919–2013)
- Daniel Ayala Pérez (1906–1975)
- Héctor Ayala (1914–1990)
- Nat Ayer (1887–1952)
- Florence Aylward (1862–1950)
- Frederick Ayres (1876–1926)
- Artemi Ayvazyan (1902–1975)
- Azalais de Porcairagues (cun. mid-12 sec)
- Svitlana Azarova (n. 1976)
- Filippo Azzaiolo (cun. 1557–1569)

## B
- Heidi Baader-Nobs (n. 1940)
- Øystein Baadsvik (n. 1966)
- Kees van Baaren (1906–1970)
- Arno Babajanian (n. 1921)
- Milton Babbitt (1916–2011)
- William Babell (1689/1690–1723)
- Stanley Babin (1932–2010)
- Luis Enríquez Bacalov (n. 1933)
- Salvador Bacarisse (1898–1963)
- Grażyna Bacewicz (1909–1969)
- Carl Philipp Emanuel Bach (1714–1788)
- Erik Bach (n. 1946)
- Georg Christoph Bach (1642–1697)
- Gottfried Heinrich Bach (1724–1763)
- Heinrich Bach (1615–1692)
- Jan Bach (n. 1937)
- Carlos Berlanga (1959–2002)
- Johann Bernhard Bach (1676–1749)
- Johann Bernhard Bach (cel tânăr) (1700–1743)
- Johann Christian Bach (1735–1782)
- Johann Christoph Bach (1642–1703)
- Johann Christoph Friedrich Bach (1732–1795)
- Johann Ernst Bach (1722–1777)
- Johann Lorenz Bach (1695–1773)
- Johann Ludwig Bach (1677–1731)
- Johann Michael Bach (1648–1694)
- Johann Nicolaus Bach (1669–1753)
- Johann Sebastian Bach (1685–1750)
- Maria Bach (1896–1978)
- Wilhelm Friedemann Bach (1710–1784)
- Wilhelm Friedrich Ernst Bach (1759–1845)
- Burt Bacharach (n. 1928)
- Francis Edward Bache (1833–1858)
- Daniel Bacheler (1572–1619)
- Alfred Bachelet (1864–1944)
- Sven-Erik Bäck (1919–1994)
- Agathe Backer-Grøndahl (1847–1907)
- Fridtjof Backer-Grøndahl (1885–1959)
- Johann Georg Heinrich Backofen (1768–c. 1830)
- Ernst Bacon (1898–1990)
- Nicolas Bacri (n. 1961)
- Rosa Giacinta Badalla (c. 1660–c. 1710)
- Tekla Bądarzewska-Baranowska (1834–1861)
- Klaus Badelt (n. 1967)
- Baden Powell (1937–2000)
- Carlo Agostino Badia (1672–1738)
- Maya Badian (n. 1945)
- Henk Badings (1907–1987)
- Heinrich Baermann (1784–1847)
- Vera Baeva (n. 1930)
- Carlos Baguer (Carles Baguer) (1768–1808)
- Junsang Bahk (n. 1937)
- Judith Margaret Bailey (n. 1941)
- Pierre Baillot (1771–1842)
- Colette Bailly (n. 1930)
- Giuseppe Baini (1775–1844)
- Edgar Bainton (1880–1956)
- Tadeusz Baird (1928–1981)
- Edward Bairstow (1874–1946)
- lt⁠(Feliksas Bajoras)[Bajoras&page=lt&targettitle=lt traduceți] (n. 1934)
- Claude Baker (n. 1948)
- David Baker (n. 1931)
- George C. Baker (n. 1951)
- Bálint Bakfark (Valentin Bakfark) (1526/1530–1576)
- Ruth Bakke (n. 1947)
- Leonardo Balada (n. 1933)
- Osvaldas Balakauskas (n. 1937)
- Mily Balakirev (1837–1910)
- Andrei Melitonovich Balanchivadze (1906–1992)
- Meliton Balanchivadze (1862–1937)
- Sergey Balasanian (1902–1982)
- Giovanna Bruna Baldacci (1886–după 1910)
- Claude Balbastre (1724–1799)
- Pietro Baldassare (c. 1683–după 1768)
- João José Baldi (1770–1816)
- Michael William Balfe (1808–1870)
- Jean Balissat (1936–2007)
- Hank Ballard (1936–2003)
- Robert Ballard (c. 1575–1645)
- Carl Christian Nicolaj Balle (1806–1855)
- Esther Ballou (1915–1973)
- Ernő Balogh (1897–1989)
- Puchi Balseiro (1926–2007)
- Thomas Baltzar (c. 1631–1663)
- Troy Banarzi (n. 1972)
- Adriano Banchieri (1568–1634)
- Gilbert Banester (Banaster) (c. 1430–1487)
- Raffaello de Banfield (1922–2008)
- John Banister (c. 1625–1679)
- Don Banks (1923–1980)
- Tommy Banks (n. 1936)
- Tony Banks (n. 1950)
- de⁠(Harald Banter)[Banter&page=de&targettitle=de traduceți] (n. 1930)
- Granville Bantock (1868–1946)
- Seymour Barab (1921–2014)
- Krešimir Baranović (1894–1975)
- Barbara de Portugal (1711–1758)
- Bartolomeo Barbarino (c. 1568–1617 or later)
- Helmut Barbe (n. 1927)
- Emanuele Barbella (1718–1777)
- Samuel Barber (1910–1981)
- Mansi Barberis (1899–1986)
- it⁠(Giulio Cesare Barbetta)[Cesare Barbetta&page=it&targettitle=it traduceți] (1540–1603)
- Francisco Asenjo Barbieri (1823–1894)
- Jacobus Barbireau (1455–1491)
- Cacilda Borges Barbosa (1914–2010)
- Josef Bardanashvili (n. 1948)
- Agustín Bardi (1884–1941)
- Jason Bare (n. 1975)
- Woldemar Bargiel (1828–1897)
- Zbigniew Bargielski (n. 1937)
- Antonino Barges (cun. 1547–1565)
- Sabine Baring-Gould (1834–1924)
- Adolf Barjansky (1850–1900)
- Alexandre Barjansky (1883–1961)
- Vytautas Barkauskas (n. 1931)
- Warren Barker (1923–2006)
- Elaine Barkin (n. 1932)
- Clarence Barlow (n. 1945)
- Wayne Barlow (1912–1996)
- Charlotte Alington Barnard (1830–1869)
- Joseph Barnby (1838–1896)
- Christian Barnekow (1837–1913)
- Milton Barnes (1931–2001)
- Alice Barnett (1886–1975)
- Carol Barnett (n. 1949)
- Charles Lloyd Barnhouse (1865–1929)
- Ethel Barns (1874–1948)
- Ernst Gottlieb Baron (1696–1760)
- Leonora Baroni (1611–1670)
- Jean Barraqué (1928–1973)
- Carmen Barradas (1888–1963)
- Elsa Barraine (1910–1999)
- Henry Barraud (1900–1997)
- es (1870–1938)
- Richard Barrett (n. 1959)
- Gisèle Barreau (n. 1948)
- Françoise Barrière (n. 1944)
- Jean Barrière (1707–1747)
- Agustín Barrios (1885–1944)
- Ángel Barrios (1882–1964)
- Bebe Barron (n. 1927)
- José Barros (1915–2007)
- Gerald Barry (n. 1952)
- John Barry (1933–2011)
- Francesco Barsanti (1690–1772)
- Richard Barth (1850–1908)
- Cecilia Maria Barthélemon (c. 1769–1840)
- François Hippolyte Barthélemon (1741–1808)
- Maria Barthélemon (1749–1799)
- Riccardo Barthelemy (1869–1937)
- Johan Bartholdy (1853–1904)
- Dave Bartholomew (n. 1920)
- Béla Bartók (1881–1945)
- Bartolino da Padova (cun. c. 1365–c. 1405)
- Angelo Michele Bartolotti (c. 1615–1696)
- Carin Bartosch Edström (n. 1965)
- fi⁠(Leonid Bashmakov)[Bashmakov&page=fi&targettitle=fi traduceți] (n. 1927)
- Count Basie (1904–1984)
- Adriana Basile (c. 1580–c. 1640)
- Adrien Basin (cunoscut din 1457; d. după 1498)
- Philippe Basiron (c. 1449–1491)
- Veniamin Basner (1925–1996)
- cs (1873–1933)
- Francesco Maria Bassani (c. 1650–c. 1700)
- Giovanni Battista Bassani (c. 1650–1716)
- Orazio Bassani (c. 1570–1615)
- Giovanni Bassano (c. 1558–1617)
- Leslie Bassett (n. 1923)
- Luigi Bassi (1833–1871)
- John Baston (n. c. 1683; cun. 1708–1739)
- Josquin Baston (cun. 1542–1563)
- Stanley Bate (1911–1959)
- Liam Bates (compozitor) (n. 1975)
- Thomas Bateson (c. 1570–1630)
- Hubert Bath (1883–1945)
- Dennis Báthory-Kitsz (n. 1949)
- Rhené-Baton (1879–1940)
- Adrian Batten (c. 1591–c. 1637)
- Jonathan Battishill (1738–1801)
- Giorgio Battistelli (n. 1953)
- Carola Bauckholt (n. 1959)
- Marion Bauer (1882–1955)
- Alison Bauld (n. 1944)
- Noel Bauldeweyn (c. 1480–după 1513)
- Kārlis Baumanis (1835–1905)
- Friedrich Baumfelder (1836–1916)
- Jürg Baur (1918–2010)
- Juan Bautista Plaza (1898–1965)
- Sophie Bawr (1773–1860)
- Arnold Bax (1883–1953)
- Christabel Baxendale (n. 1886)
- François Bayle (n. 1932)
- Marie Emmanuelle Bayon Louis (1746–1825)
- François Bazin (1816–1878)
- Nisar Bazmi (1925–2007)
- Cyprian Bazylik (c. 1535–c. 1600)
- Antonio Bazzini (1818–1897)
- Amy Beach (1867–1944)
- Robert Beadell (1925–1994)
- Sally Beamish (n. 1956)
- Robert Beaser (n. 1954)
- Janet Beat (n. 1937)
- Betty Beath (n. 1932)
- Beatritz de Dia (cun. sfârșitul 12th/early 13th centuries)
- Pierre Beauchamp (1631–1705)
- Balthasar de Beaujoyeux (16 sec [d. 1587])
- Jean-Jacques Beauvarlet-Charpentier (1734–1794)
- Jack Beaver (1900–1963)
- Gilbert Bécaud (1927–2001)
- Marguerite Béclard d'Harcourt (1884–1964)
- Giuseppe Becce (1877–1973)
- Gustavo Becerra-Schmidt (1925–2010)
- Sidney Bechet (1897–1959)
- Conrad Beck (1901–1989)
- Franz Ignaz Beck (1734–1809)
- Jeremy Beck (n. 1960)
- Albert Becker (1834–1899)
- Dietrich Becker (c. 1623–c. 1679)
- Hugo Becker (1863–1941)
- Jean Becker (1833–1884)
- John J. Becker (1886–1961)
- Walter Beckett (1914–1996)
- Max Beckschäfer (n. 1952)
- John Beckwith (n. 1927)
- David Bedford (n. 1937)
- Norma Beecroft (n. 1934)
- sv⁠(Lars Magnus Béen)[Magnus Béen&page=sv&targettitle=sv traduceți] (1820–1905)
- Joseph Beer (1744–1811)
- Joseph Beer (1908–1987)
- Max Josef Beer (1851–1908)
- Jack Beeson (1921–2010)
- Ludwig van Beethoven (1770–1827)
- Sonja Beets (n. 1953)
- Eve Beglarian (n. 1958)
- Anđelka Bego-Šimunić (n. 1941)
- Franz Behr (1837–1898)
- Jeanne Behrend (1912–1988)
- David Behrman (n. 1937)
- Bix Beiderbecke (1903–1931)
- Jeanne Beijerman-Walraven (1878–1969)
- Carl Beines (1869–1950)
- Jean-Pascal Beintus (n. 1966)
- Sadao Bekku (1922–2012)
- Luca Belcastro (n. 1964)
- Supply Belcher (1751–1836)
- Laurent Belissen (1693–1762)
- William Henry Bell (1873–1946)
- Ján Levoslav Bella (1843–1936)
- Vincenzo Bellavere (c. 1540/1541–1587)
- Giulio Belli (c. 1560–1621 or later)
- Paulo Bellinati (n. 1950)
- Vincenzo Bellini (1801–1835)
- Paolo Benedetto Bellinzani (1682–1757)
- Carl Michael Bellman (1740–1795)
- Teresa Belloc-Giorgi (1784–1855)
- Herman Bellstedt (1858–1926)
- Herman Bemberg (1859–1931)
- Antonia Bembo (c. 1640–1720)
- Ofer Ben-Amots (n. 1955)
- Barbara Benary (n. 1946)
- Chiara Benati (n. 1956)
- Ralph Benatzky (1884–1957)
- Karl Hermann Heinrich Benda (1748–1836)
- Felix Benda (1708–1768)
- Franz Benda (František) (1709–1786)
- Friedrich Benda (1745–1814)
- Jiří Antonín Benda (Georg Anton) (1722–1795)
- Johann Georg Benda (Jan Jiří) (1713–1752)
- Joseph Benda (Josef) (1724–1804)
- de⁠(Sebastian Benda)[Benda&page=de&targettitle=de traduceți] (1926–2003)
- Franz Bendel (1833–1874)
- Victor Bendix (1851–1926)
- Karel Bendl (1838–1897)
- Josefina Benedetti (n. 1953)
- Julius Benedict (1814–1856)
- Juraj Beneš (1940–2004)
- Orazio Benevoli (1605–1672)
- Soledad Bengoecha de Cármena (1849–1893)
- Paul Ben-Haim (1897–1984)
- Arthur Benjamin (1893–1960)
- George Benjamin (n. 1960)
- Tim Benjamin (n. 1975)
- de⁠(Heinz Benker)[Benker&page=de&targettitle=de traduceți] (1921–2000)
- John Bennet (c. 1575–după 1614)
- John Bennett (c. 1735–1784)
- Richard Rodney Bennett (1936–2012)
- Robert Russell Bennett (1894–1981)
- William Sterndale Bennett (1816–1875)
- Peter Benoit (1834–1901)
- Jørgen Bentzon (1897–1951)
- Niels Viggo Bentzon (1919–2000)
- Pierre-Jean de Béranger (1780–1857)
- Angelo Berardi (c. 1636–1694)
- Frédéric Bérat (1801–1855)
- Cathy Berberian (1925–1983)
- Jacquet de Berchem (c. 1505–1567)
- es (n. 1955)
- Maxim Berezovsky (c. 1745–1777)
- Alban Berg (1885–1935)
- Gunnar Berg (1909–1989)
- Natanael Berg (1879–1957)
- Petar Bergamo (n. 1930)
- Irénée Berge (1867–1926)
- Arthur Berger (1925–2003)
- Jean Berger (1909–2002)
- Jonathan Berger (n. 1954)
- Ludwig Berger (1777–1839)
- Theodor Berger (1905–1992)
- Andreas Peter Berggreen (1801–1880)
- Gertrude van den Bergh (1793–1840)
- sv⁠(Sverre Bergh (muzician))[Bergh (muzician)&page=Sverre+Bergh&targettitle=sv traduceți] (1915–1980)
- Anders Berglund (n. 1948)
- Erik Bergman (1911–2006)
- William Bergsma (1921–1994)
- sv⁠(Carl Axel Bergström)[Axel Bergström&page=sv&targettitle=sv traduceți] (1864–1907)
- Carl Bergstrøm-Nielsen (n. 1951)
- Luciano Berio (1925–2003)
- Charles Auguste de Bériot (1802–1870)
- Charles-Wilfrid de Bériot (1833–1914)
- Lennox Berkeley (1903–1989)
- Michael Berkeley (n. 1948)
- Christine Berl (n. 1943)
- Irving Berlin (1888–1989)
- Johan Daniel Berlin (1714–1787)
- Herman Berlinski (1910–2001)
- Hector Berlioz (1803–1869)
- Bart Berman (n. 1938)
- Derek Bermel (n. 1967)
- Juan Bermudo (c. 1510–după 1559)
- Ercole Bernabei (1622–1687)
- it⁠(Giuseppe Antonio Bernabei)[Antonio Bernabei&page=it&targettitle=it traduceți] (1649–1732)
- Miguel Bernal Jiménez (1910–1956)
- Carmelo Alonso Bernaola (1929–2002)
- Felix Bernard (1897–1944)
- Stefano Bernardi (c. 1577–1637)
- Bernart de Ventadorn (n. 1130/1140–d. 1190/1200)
- Lord Berners (Gerald Tyrwhitt) (1883–1950)
- Christoph Bernhard (1628–1692)
- Nicolas Bernier (1664–1734)
- Elmer Bernstein (1922–2004)
- Catalina Berroa (1849–1911)
- Leonard Bernstein (1918–1990)
- Antonio Bertali (1605–1669)
- Heinrich Berté (1858–1924)
- Giovanni Pietro Berti (c. 1590–1638)
- Louise Bertin (1805–1877)
- Toussaint Bertin de la Doué (c. 1680–1743)
- Henri Bertini (1798–1876)
- Joseph Bertolozzi (n. 1959)
- Henri Montan Berton (1767–1844)
- Pierre Montan Berton (1727–1780)
- Georg von Bertouch (1668–1743)
- Anthoine de Bertrand (c. 1530/40–c. 1581)
- Arturo Berutti (1858–1938)
- Franz Berwald (1796–1868)
- Johan Fredrik Berwald (1787–1861)
- Jean-Baptiste Besard (c. 1567–c. 1625)
- Alessandro Besozzi (1702–1775)
- Antonio Besozzi (1714–1781)
- Carlo Besozzi (1738–1791)
- Cristoforo Besozzi (1661–1725)
- Francesco Besozzi (1766–1816)
- Gaetano Besozzi (1727–1798)
- Girolamo Besozzi (c. 1745–1788)
- Giuseppe Besozzi (1686–1760)
- Henri Besozzi (n. 1775)
- Louis Désiré Besozzi (1814–1879)
- Paolo Girolamo Besozzi (1704–1778)
- William Thomas Best (1826–1897)
- Bruno Bettinelli (1913–2004)
- William Richard Bexfield (1824–1853)
- Frank Michael Beyer (1928–2008)
- Johanna Beyer (1888–1944)
- Sandeep Bhagwati (n. 1963)
- Vishal Bhardwaj (n. 1960)
- Oscar Bianchi (n. 1975)
- Francesco Bianchi (1752–1810)
- Frederick Bianchi (n. 1954)
- Lycia de Biase Bidart (1910–1990)
- Gillian Bibby (n. 1945)
- Carl Heinrich Biber (1681–1749)
- Heinrich Ignaz Franz von Biber (1644–1704)
- Franz Xaver Biebl (1906–2001)
- Michael von Biel (n. 1939)
- Auguste van Biene (1849–1913)
- de⁠(Diogenio Bigaglia)[Bigaglia&page=de&targettitle=de traduceți] (1676–1745)
- Marie Bigot (1786–1820)
- Beatriz Bilbao (n. 1951)
- Georg Christoph Biller (n. 1955)
- William Billings (1746–1800)
- Elizabeth Weichsell Billington (c. 1768–1818)
- Alberto Bimboni (1882–1960)
- Gilles Binchois (Gilles de Bins) (c. 1400–1460)
- Abraham Wolfe Binder (1895–1966)
- Ronald Binge (1910–1979)
- Jocelyne Binet (1923–1968)
- Judith Bingham (n. 1952)
- Seth Bingham (1882–1972)
- Stanislav Binički (1872–1942)
- Antonio Bioni (1698–1739)
- Wenzel Raimund Birck (Pirck) (1718–1763)
- Arthur H. Bird (1856–1923)
- Johann Adam Birkenstock (1687–1733)
- Renate Birnstein (n. 1946)
- Harrison Birtwistle (n. 1934)
- Chester Biscardi (1948)
- Hermann Bischoff (1868–1936)
- Henry Rowley Bishop (1786–1855)
- es (1881–1959)
- Roberta Bitgood (1908–2007)
- Marcel Bitsch (n. 1921)
- Iva Bittová (n. 1958)
- Georges Bizet (1838–1875)
- Boris Blacher (1903–1975)
- Stanley Black (1913–2002)
- Richard Blackford (n. 1954)
- Easley Blackwood, Jr. (n. 1933)
- Helen Blackwood (1807–1867)
- Leopoldine Blahetka (1809–1885)
- Eubie Blake (1883–1983)
- William Burdine Blake, Sr. (1852–1938)
- Adolphe Blanc (1828–1885)
- Blanche de Castile (1188–1252)
- Emile-Robert Blanchet (1877–1943)
- Olga De Blanck Martín (1916–1998)
- Maria Theresa Bland (c. 1769–1838)
- Frédéric Blasius (Matthäus Blasius) (1758–1829)
- Michel Blavet (1700–1768)
- Theo Bleckmann (n. 1966)
- Herbert Blendinger (n. 1936)
- Carla Bley (n. 1938)
- Arthur Bliss (1891–1975)
- Marc Blitzstein (1905–1964)
- André Bloch (1873–1960)
- Augustyn Bloch (1929–2006)
- Ernest Bloch (1880–1959)
- Vilém Blodek (1834–1874)
- Karl-Birger Blomdahl (1916–1968)
- Patricia Blomfield Holt (1910–2003)
- John Blow (1649–1708)
- Felix Blumenfeld (1863–1931)
- Sonia Bo (n. 1960)
- Howard Boatwright (1918–1999)
- Luigi Boccherini (1743–1805)
- Nicolas Bochsa (1789–1856)
- Berta Bock (1857–1945)
- Mlle Bocquet (early 17 sec–după 1660)
- Philipp Friedrich Böddecker (1607–1683)
- Erhard Bodenschatz (1576–1636)
- Josina Anna Petronella van Boetzelaer (1733–1787)
- Joseph Bodin de Boismortier (1689–1775)
- Sebastian Bodinus (c. 1700–1759)
- Seóirse Bodley (n. 1933)
- Sylvie Bodorová (n. 1954)
- Jack Body (n. 1944)
- August de Boeck (1865–1937)
- de⁠(Ernst Boehe)[Boehe&page=de&targettitle=de traduceți] (1880–1938)
- Konrad Boehmer (n. 1941)
- Jorge Boehringer (n. 1975)
- Léon Boëllmann (1862–1897)
- Alexandre Pierre François Boëly (1785–1858)
- Antoine Boësset (1586–1643)
- Jean-Baptiste Boësset (1614–1685)
- Ana Bofill Levi (n. 1944)
- Dušan Bogdanović (n. 1955)
- Nikita Bogoslovsky (1913–2004)
- Georg Böhm (1661–1733)
- Theobald Böhm (1794–1881)
- Oskar Böhme (1870–1938)
- Emil Bohnke (1888–1928)
- Francois-Adrien Boieldieu (1775–1834)
- Rob du Bois (1934–2013)
- Arrigo Boito (1842–1918)
- Michèle Bokanowski (n. 1943)
- William Bolcom (n. 1938)
- Anne Boleyn (1507–1536)
- Claude Bolling (n. 1930)
- Bartolomeo da Bologna (cun. 1405–1427)
- Joseph Bologne, Chevalier de Saint-Georges (1745–1799)
- Andreas Boltz (n. 1964)
- Ginés de Boluda (c. 1545–după 1604)
- João Domingos Bomtempo (1775–1842)
- Anna Bon (di Venezia) (c. 1739–după 1767)
- it⁠(Ferdinando Bonazzi (muzician))[Bonazzi (muzician)&page=Ferdinando+Bonazzi+%28organista%29&targettitle=it traduceți] (1764–1845)
- Capel Bond (1730–1790)
- Carrie Bond (1862–1946)
- Victoria Bond (n. 1945)
- Emmanuel Bondeville (1898–1987)
- Margaret Allison Bonds (1913–1972)
- Luiz Bonfá (1922–2001)
- Andrée Bonhomme (1905–1982)
- Severo Bonini (1582–1663)
- Mélanie Bonis (1858–1937)
- Paul Bonneau (1918–1995)
- Joseph Bonnet (1884–1944)
- Antonio Maria Bononcini (1677–1726)
- Giovanni Bononcini (1670–1747)
- Giovanni Maria Bononcini (1642–1678)
- Francesco Antonio Bonporti (1672–1749)
- Giovanni Andrea Bontempi (c. 1624–1705)
- Henriette van den Boorn-Coclet (1866–1945)
- Francis Boott (1813–1904)
- Modesta Bor (1926–1998)
- Melchior Borchgrevinck (c. 1570–1632)
- David Borden (n. 1938)
- Johanna Bordewijk-Roepman (1892–1971)
- Benjamin Boretz (n. 1934)
- Oscar Borg (1851–1930)
- Raúl Borges (1882–1967)
- Borlet (cun. 14th and 15 sec)
- François Borne (1840–1920)
- Alexander Borodin (1833–1887)
- Felix Borowski (1872–1956)
- Teresa Borràs i Fornell (1923–2010)
- Hakon Børresen (1876–1954)
- Edith Borroff (n. 1925)
- Pietro Paolo Borrono (c. 1490–după 1563)
- Sergei Bortkiewicz (1877–1952)
- Dmitry Bortniansky (1751–1825)
- Daniel Börtz (n. 1943)
- Axel Borup-Jørgensen (1924–2012)
- nl⁠(Ruud Bos)[Bos&page=Ruud+Bos+%28componist%29&targettitle=nl traduceți] (n. 1936)
- Maura Bosch (n. 1958)
- Cornelis Boscoop (înainte de 1531–1573)
- Henriëtte Bosmans (1895–1952)
- Jean-Yves Bosseur (n. 1947)
- Costante Adolfo Bossi (1876–1953)
- Marco Enrico Bossi (1861–1925)
- Franciscus Bossinensis (cun. 1509–1511)
- George Botsford (1874–1949)
- Hans Bottermund (1892–1949)
- Giovanni Bottesini (1821–1889)
- Marianna Bottini (1802–1858)
- Linda Bouchard (n. 1957)
- Raimondo Boucheron (1800–1876)
- André Boucourechliev (1925–1997)
- Rutland Boughton (1878–1960)
- Georges Boulanger (1893–1958)
- Lili Boulanger (1883–1918)
- Nadia Boulanger (1887–1979)
- Joséphine Boulay (1869–1925)
- Pierre Boulez (1925–2016)
- Derek Bourgeois (n. 1941)
- Louis Bourgeois (c. 1510/1515–1559)
- Roger Bourland (n. 1952)
- Jean-Baptiste Drouard de Bousset (1662–1725)
- René Drouard de Bousset (1703–1760)
- Josse Boutmy (1697–1779)
- Roger Boutry (n. 1932)
- François Bouvard (c. 1684–1760)
- Guillaume Bouzignac (înainte de 1592–după 1641)
- Fritz Bovet (cun. 1845–1888)
- Helen Bowater (n. 1952)
- York Bowen (1884–1961)
- Paul Bowles (1910–1999)
- Euday Louis Bowman (1887–1949)
- Christian Ludwig Boxberg (1670–1729)
- William Boyce (1711–1779)
- Anne Boyd (n. 1946)
- Brian Boydell (1917–2000)
- Peter Boyer (n. 1970)
- Martin Boykan (n. 1931)
- Ina Boyle (1889–1967)
- Simon Boyleau (cun. c. 1544–după 1586)
- Anne Louise Boyvin d'Hardancourt Brillon de Jouy (1744–1824)
- Jacques Boyvin (1649–1706)
- Eugène Bozza (1905–1991)
- Hans Brachrogge (c. 1590–c. 1638)
- Jean Braconnier (dit Lourdault) (cunoscut din 1478; d. 1512)
- William Brade (1560–1630)
- D. S. Bradford (n. 1982)
- Scott Bradley (1891–1977)
- Edvard Fliflet Bræin (1924–1976)
- Antonio Braga (1929–2009)
- Antônio Francisco Braga (1868–1945)
- Cristina Braga (n. 1966)
- Gaetano Braga (1829–1907)
- Joly Braga Santos (1924–1988)
- José Bragato (n. 1915)
- May Brahe (1884–1956)
- Johannes Brahms (1833–1897)
- Constantin Brăiloiu (1893–1958)
- Thüring Bräm (n. 1944)
- Caspar Joseph Brambach (1833–1902)
- Glenn Branca (n. 1948)
- Eddie Brandt (1920–2011)
- Willy Brandt (1869–1923)
- Jan Brandts Buys (1868–1933)
- Gena Branscombe (1881–1977)
- Henry Brant (1913–2008)
- Johannes Brassart (c. 1400/1405–1455)
- Louis Brassin (1840–1884)
- de⁠(Jean Daniel Braun)[Daniel Braun&page=de&targettitle=de traduceți] (1728–1740)
- de⁠(Peter Michael Braun)[Michael Braun&page=de&targettitle=de traduceți] (n. 1936)
- Yehezkel Braun (1922–2014)
- Walter Braunfels (1882–1954)
- Charlotte Bray (n. 1982)
- Johannes Bernardus van Bree (1801–1857)
- Goran Bregović (n. 1950)
- Josefina Brdlíková (1843–1910)
- Joseph Carl Breil (1870–1926)
- Peter Breiner (n. 1957)
- Jacques Brel (1929–1978)
- Thérèse Brenet (n. 1935)
- Bettina Brentano (1785–1859)
- Jan Josef Ignác Brentner (1689–1742)
- Giuseppe Antonio Brescianello (c. 1690–1758)
- Cesar Bresgen (1913–1988)
- Martin Bresnick (n. 1946)
- Tomás Bretón (1850–1923)
- Jean-Baptiste Bréval (1753–1823)
- Giovanni Battista Brevi (c. 1650–1725)
- Pierre de Bréville (1861–1949)
- Thomas Brewer (1611–c. 1660)
- Havergal Brian (1876–1972)
- Giulio Briccialdi (1818–1881)
- Walter Bricht (1904–1970)
- Frank Bridge (1879–1941)
- Wolfgang Carl Briegel (1626–1712)
- Lou Briel (n. 1962)
- David Briggs (n. 1943)
- Roger Briggs (n. 1952)
- Dora Bright (1862–1951)
- Anne Louise Brillon de Jouy (1744–1824)
- Antonio Brioschi (cun. c. 1725–1750)
- Michael Brimer (n. 1933)
- George Frederick Bristow (1825–1898)
- Radie Britain (1899–1994)
- Estêvão de Brito (1575–1641)
- Benjamin Britten (1913–1976)
- Frantisek Brixi (1732–1771)
- Šimon Brixi (1693–1735)
- Maria Brizzi Giorgi (1775–1822)
- es (n. 1942)
- Brenton Broadstock (n. 1952)
- Robert Broberg (n. 1940)
- Howard Brockway (1870–1951)
- Henri Brod (1799–1839)
- sv⁠(Oswald Brodin)[Brodin&page=sv&targettitle=sv traduceți] (1914–1987)
- Roslyn Brogue (1919–1981)
- sv⁠(Natanael Broman)[Broman&page=sv&targettitle=sv traduceți] (1887–1966)
- sv⁠(Sten Broman)[Broman&page=sv&targettitle=sv traduceți] (1902–1983)
- Gerhard Bronner (1922–2007)
- Big Bill Broonzy (1903–1958)
- Ingeborg von Bronsart (1840–1913)
- Riccardo Broschi (c. 1698–1756)
- Sébastien de Brossard (1655–1730)
- Bruce Broughton (n. 1945)
- Leo Brouwer (n. 1939)
- Margaret Brouwer (n. 1940)
- Earle Brown (1926–2002)
- James Francis Brown (n. 1969)
- Nacio Herb Brown (1896–1964)
- Augusta Browne (1820–1882)
- Harriet Browne (1790–1858)
- John Browne (cun. c. 1480–1505)
- Dave Brubeck (1920–2012)
- Rudolf Brucci (1917–2002)
- David Bruce (n. 1970)
- Max Bruch (1838–1920)
- Arnold von Bruck (c. 1500–1554)
- Gerard von Brucken Fock (1859–1935)
- Anton Bruckner (1824–1896)
- Joan Brudieu (1520–1591)
- Nicolaus Bruhns (1665–1697)
- Theo Bruins (1929–1993)
- Colin Brumby (n. 1933)
- Antoine Brumel (c. 1460–1512/1513)
- Albert E. Brumley (1905–1977)
- Fritz Brun (1878–1959)
- Herbert Brün (1918–2000)
- Klaus Bruengel (n. 1949)
- Pablo Bruna (1611–1679)
- Arnold Brunckhorst (1670–1725)
- Alfred Bruneau (1857–1934)
- Antonio Brunelli (1577–1630)
- Gaetano Brunetti (1744–1798)
- Karl Gottfried Brunotte (n. 1958)
- Victor Bruns (1904–1996)
- Elisabetta Brusa (n. 1954)
- Bjarne Brustad (1895–1978)
- Peter Bruun (n. 1968)
- Joanna Bruzdowicz (n. 1943)
- Steven Bryant (n. 1972)
- Gavin Bryars (n. 1943)
- Filipina Brzezinska-Szymanowska (1800–1886)
- Mark Bucci (1924–2002)
- Dorothy Quita Buchanan (n. 1945)
- de⁠(Wolfram Buchenberg)[Buchenberg&page=de&targettitle=de traduceți] (n. 1962)
- Hans Buchner (1483–1538)
- Philipp Friedrich Buchner (1614–1669)
- Dudley Buck (1839–1909)
- Ole Buck (n. 1945)
- Boudewijn Buckinx (n. 1945)
- John Buckley (n. 1951)
- Olivia Buckley (n. mid-1790s – după 1845)
- Harold Budd (n. 1936)
- Margaret Buechner (1922–1998)
- Eivind Buene (n. 1973)
- Pierre-Gabriel Buffardin (1690–1768)
- de⁠(Glenn Buhr)[Buhr&page=de&targettitle=de traduceți] (n. 1954)
- John Bull (1562/1563–1628)
- Ole Bull (1810–1880)
- Alan Bullard (n. 1947)
- Nini Bulterijs (1929–1989)
- Kenji Bunch (n. 1973)
- August Bungert (1845–1915)
- Benedictus Buns (1642–1716)
- Giovanni Battista Buonamente (c. 1595–1642)
- Friedrich Burgmüller (1806–1874)
- Norbert Burgmüller (1810–1836)
- Geoffrey Burgon (1941–2010)
- Mutal Burhonov (1916–2002)
- Sonny Burke (1914–1980)
- Paul Burkhard (1911–1977)
- Willy Burkhard (1900–1955)
- Harry Burleigh (1866–1949)
- R D Burman (1939–1994)
- S D Burman (1906–1975)
- Charles Burney (1726–1814)
- Diana Burrell (n. 1948)
- Alfred Burt (1920–1954)
- Canary Lee Burton (n. 1942)
- Alan Bush (1900–1995)
- Adolf Busch (1891–1952)
- Geoffrey Bush (1920–1998)
- ca (1833–1895)
- ca (1808–1871)
- Antoine Busnois (Busnoys) (c. 1430–1492)
- Ferruccio Busoni (1866–1924)
- Howard J. Buss (n. 1951)
- Henri Büsser (1872–1973)
- Sylvano Bussotti (n. 1931)
- es (1915–1979)
- Pieter Bustijn (c. 1649–1729)
- Thomas O'Brien Butler (1861–1915)
- Nigel Butterley (n. 1935)
- Arthur Butterworth (1923–2014)
- George Butterworth (1885–1916)
- Johann Heinrich Buttstett (1666–1727)
- Jacques Buus (c. 1500–1565)
- Dieterich Buxtehude (1637–1707)
- Arturo Buzzi-Peccia (1854?–1943)
- Antonio Buzzolla (1815–1871)
- William Byrd (c. 1540–1623)
- Don Byron (n. 1958)
- Britta Byström (n. 1977)
- Byttering (cun. c. 1410–1420)

## C
- Gayane C'ebotaryan (1918–1998)
- es (1923–1993)
- Manuel Fernández Caballero (1835–1906)
- Juan Cabanilles (1644–1712)
- Antonio de Cabezón (c. 1510–1566)
- Hernando de Cabezón (1541–1602)
- Facundo Cabral (n. 1937)
- Francesca Caccini (1587–c. 1640)
- Giulio Caccini (1551–1618)
- Settimia Caccini (1591–1638)
- Pierre Cadéac (cun. 1538–1556)
- Charles Wakefield Cadman (1881–1946)
- Pasquale Cafaro (1715/1716–1787)
- John Cage (1912–1992)
- Antonio Cagnoni (1828–1896)
- Gioseppe Caimo (c. 1545–1584)
- Louis de Caix d'Hervelois (c. 1670–c. 1760)
- Raffaele Calace (1863–1934)
- Geneviève Calame (1946–1993)
- Antonio Caldara (1671–1736)
- Fulvio Caldini (n. 1959)
- Antonio Calegari (1757–1828)
- Maria Cattarina Calegari (1644–1675)
- es (1886–1957)
- John Baptiste Calkin (1827–1905)
- Joseph Callaerts (1838–1901)
- Rafael Calleja Gómez (1870–1938)
- es (1930–1987)
- Sethus Calvisius (1556–1615)
- Robert Cambert (c. 1628–1677)
- Giuseppe Cambini (1746–c. 1825)
- John Cameron (n. 1944)
- Charles Camilleri (n. 1931)
- Michel Camilo (n. 1954)
- Bartolomeo Campagnoli (1751–1827)
- Fabio Campana (1819–1882)
- Alexander Campbell (1764–1824)
- Louis Campbell-Tipton (1877–1921)
- François van Campenhout (1779–1848)
- Thomas Campion (1567–1620)
- Carlo Antonio Campioni (1720–1788)
- Conrado del Campo (1878–1953)
- André Campra (1660–1744)
- Francisco Canaro (1888–1964)
- Edith Canat de Chizy (n. 1950)
- Amélie-Julie Candeille (1767–1834)
- Cornelius Canis (de Hondt) (c. 1500/1510–1561)
- Christian Cannabich (1731–1798)
- Enrico Cannio (1874–1949)
- Joseph Canteloube (1879–1957)
- Philippe Capdenat (n. 1934)
- Pierre Capdevielle (1906–1969)
- Vincenzo Capirola (1474–după 1548)
- André Caplet (1878–1925)
- Samuel Capricornus (1628–1665)
- Mario Capuana (c. 1600–1647)
- Giuseppe Antonio Capuzzi (1755–1818)
- Marchetto Cara (c. 1465–1525)
- Michele Carafa (1787–1872)
- Matteo Carcassi (1792–1853)
- Cornelius Cardew (1936–1981)
- Manuel Cardoso (1566–1650)
- Cristoforo Caresana (c. 1640–1709)
- Henry Carey (1687–1743)
- Giacomo Carissimi (1605–1674)
- Robert Carl (n. 1954)
- Bruce Carlson (n. 1944)
- Mark Carlson (n. 1952)
- Hoagy Carmichael (1899–1981)
- John Carmichael (n. 1930)
- Roberto Carnevale (n. 1966)
- Ramon Carnicer i Batlle (1789–1855)
- Julio de Caro (1899–1980)
- Turlough Carolan (1670–1738)
- Firminus Caron (cun. c. 1460–c. 1475)
- Fabritio Caroso (c. 1527/1535–după 1600)
- John Alden Carpenter (1876–1951)
- Carpentras (Elzéar Genet) (c. 1470–1548)
- Benjamin Carr (1768–1831)
- Edwin Carr (1926–2003)
- António Carreira (cun. 1551–1589)
- James P. Carrell (1787–1854)
- Teresa Carreño (1853–1917)
- Julián Carrillo (1875–1965)
- Antonio Casimir Cartellieri (1772–1807)
- Andrew Carter (n. 1939)
- Elliott Carter (1908–2012)
- Ferdinando Carulli (1770–1841)
- João de Sousa Carvalho (1745–c. 1799)
- Robert Carver (c. 1484/1487–c. 1570)
- Doreen Carwithen (1922–2003)
- Tristram Cary (1925–2008)
- Benet Casablancas (n. 1956)
- Henri Casadesus (1879–1947)
- Marius Casadesus (1892–1981)
- Robert Casadesus (1899–1972)
- Robert-Guillaume Casadesus (1878–1940)
- Romeo Cascarino (1922–2002)
- Giovanni da Cascia (14 sec)
- Alfredo Casella (1883–1947)
- Philip Cashian (n. 1963)
- John Casken (n. 1949)
- Gaspar Cassadó (1897–1966)
- Bellerofonte Castaldi (c. 1581–1649)
- Luigi Castellacci (1797–1845)
- Rafael Antonio Castellanos (c. 1725–1791)
- Dario Castello (c. 1590–c. 1658)
- Mario Castelnuovo-Tedesco (1895–1968)
- Niccolò Castiglioni (1932–1996)
- Alexis de Castillon (1838–1873)
- Samuel Castriota (1885–1932)
- Juan José Castro (1895–1968)
- Maddalena Casulana (c. 1544–1566/1583)
- Alfredo Catalani (1854–1893)
- Daniel Catán (n. 1949)
- Diomedes Cato (c. 1560/1565–1618)
- Georgy Catoire (1861–1926)
- Eduard Caudella (1841–1924)
- Emilio de' Cavalieri (c. 1550–1602)
- Francesco Cavalli (1602–1676)
- Girolamo Cavazzoni (c. 1525–după 1577)
- Maurizio Cazzati (1616–1678)
- Rodrigo de Ceballos (c. 1525/1530–1581)
- Carlo Cecere (1706–1761)
- Levi Celerio (1910–2002)
- Francesco Cellavenia (cun. 1538–1563)
- Joan Cererols (1618–1680)
- Bohuslav Matěj Černohorský (1684–1742)
- Pierre Certon (cunoscut din 1529; d. 1572)
- Ignacio Cervantes (1847–1905)
- Giacobbe Cervetto (c. 1682–1783)
- Giovanni Martino Cesare (c. 1590–1667)
- Johannes Cesaris (cun. c. 1406–1417)
- Sulpitia Cesis (n. 1577; cun. 1619)
- Antonio Cesti (1623–1669)
- Emmanuel Chabrier (1841–1894)
- George Whitefield Chadwick (1854–1931)
- Ippolito Chamaterò (c. 1535/1540–după 1592)
- Cécile Chaminade (1857–1944)
- Claude Champagne (1891–1965)
- Jacques Champion de Chambonnières (1601/1602–1672)
- Nicolas Champion (c. 1475–1533)
- Gustave Charpentier (1860–1956)
- Marc-Antoine Charpentier (1643–1704)
- Abram Chasins (1903–1987)
- Stephen Chatman (n. 1950)
- Lambert Chaumont (c. 1635–1712)
- Ernest Chausson (1855–1899)
- Carlos Chávez (1899–1978)
- Charles Chaynes (n. 1925)
- Nicolas Chédeville (1705–1782)
- Fortunato Chelleri (1690–1757)
- Xiaoyong Chen (n. 1955)
- Chen Yi (n. 1953)
- Ch'eng Mao-yün (1900–1957)
- Yury Chernavsky (n. 1947)
- Luigi Cherubini (1760–1842)
- Pavel Chesnokov (1877–1944)
- Paul Chihara (n. 1938)
- Thomas Chilcot (c. 1707–1766)
- Bob Chilcott (n. 1955)
- William Child (1606–1697)
- Unsuk Chin (n. 1961)
- Edmund Chipp (1823–1886)
- Erik Chisholm (1904–1965)
- Gian Paolo Chiti (n. 1939)
- Frédéric Chopin (1810–1849)
- Hedwige Chrétien (1859–1944)
- Henning Christiansen (1932–2008)
- Jani Christou (1926–1970)
- Andreas Chyliński (c. 1590–după 1635)
- Cesare Ciardi (1818–1877)
- Mikalojus Konstantinas Čiurlionis (1875–1911)
- Johannes Ciconia (c. 1370–1412)
- Ippolito Ciera (cun. 1546–1561)
- Antonio Cifra (1584–1629)
- Francesco Cilea (1866–1950)
- Giovanni Paolo Cima (c. 1570–după 1622)
- Domenico Cimarosa (1749–1801)
- Domenico Cimoso (1780–1850)
- Milo Cipra (1906–1985)
- Giovanni Battista Cirri (1724–1808)
- Avery Claflin (1898–1979)
- Philip Greeley Clapp (1888–1954)
- Giovanni Carlo Maria Clari (1677–1754)
- Jeremiah Clarke (c. 1674–1707)
- Kenny Clarke (1914–1985)
- Rebecca Clarke (1886–1979)
- Johnny Clegg (n. 1953)
- Jacob Clemens non Papa (c. 1510/1515–c. 1555)
- Aldo Clementi (1925–2011)
- Muzio Clementi (1752–1832)
- Louis-Nicolas Clérambault (1676–1749)
- Pierre Clereau (cun. 1539–1570)
- Nycasius de Clibano (cun. 1457–1497)
- Jheronimus de Clibano (c. 1459–1503)
- Frederic Cliffe (1857–1931)
- Albert Coates (1882–1953)
- Eric Coates (1886–1957)
- Gloria Coates (n. 1938)
- Gioacchino Cocchi (1720–1804)
- Carlo Coccia (1782–1873)
- Julian Cochran (n. 1974)
- Adrianus Petit Coclico (1499–după 1562)
- Martín Codax (cun. c. 1240–1270)
- Manuel Rodrigues Coelho (c. 1555–c. 1635)
- Louis Coerne (1870–1922)
- Robert Cogan (n. 1930)
- George M. Cohan (1878–1942)
- James Cohn (n. 1928)
- Gautier de Coincy (1177–1236)
- Cy Coleman (n. 1929)
- Valerie Coleman (n. 1970)
- Avril Coleridge-Taylor (1903–1998)
- Samuel Coleridge-Taylor (1875–1912)
- Cecil Coles (1888–1918)
- François Colin de Blamont (1690–1760)
- Lelio Colista (1629–1680)
- Pascal Collasse (1649–1709)
- Lawrance Collingwood (1887–1982)
- Edward Joseph Collins (1886–1951)
- Giovanni Paolo Colonna (1637–1695)
- Russ Columbo (n. 1908)
- Joan Baptista Comes (1568–1643)
- Loyset Compère (c. 1445–1518)
- Graziella Concas (n. 1970)
- Edward T. Cone (1917–2004)
- Giovanni Battista Conforti (cun. 1550–1570)
- Zez Confrey (1895–1971)
- Justin Connolly (n. 1933)
- August Conradi (1821–1873)
- Marius Constant (1925–2004)
- Paul Constantinescu (1909–1963)
- Sylvia Constantinidis (n. 1962)
- David Conte (n. 1955)
- Francesco Bartolomeo Conti (1681–1732)
- Salvador Contreras (1910–1982)
- Charles Crozat Converse (1832–1918)
- Frederick Converse (1871–1940)
- Girolamo Conversi (cun. 1572–1575)
- Will Marion Cook (1869–1944)
- Arnold Cooke (1906–2005)
- Benjamin Cooke (1734–1793)
- David Cope (n. 1941)
- Aaron Copland (1900–1990)
- Carmine Coppola (1910–1991)
- John Coprario (John Cooper) (c. 1575–1626)
- William Corbett (1680–1748)
- Sidney Corbett (n. 1960)
- Francesco Corbetta (c. 1615–1681)
- Frederick Corder (1852–1932)
- Baude Cordier (cun. c. 1400?)
- Arcangelo Corelli (1653–1713)
- Azio Corghi (n. 1937)
- Miguel Ángel Coria (n. 1937)
- John Corigliano (n. 1938)
- Johannes Cornago (Juan Cornago) (c. 1400–după 1475)
- Peter Cornelius (1824–1874)
- Peeter Cornet (c. 1570/1580–1633)
- William Cornysh cel tânăr (1465?–1523)
- Ronald Corp (n. 1951)
- Francisco Correa de Arauxo (1584–1654)
- Manuel Correia (c. 1600–1653)
- Gaspard Corrette (c. 1670–înainte de 1733)
- Michel Corrette (1707–1795)
- Francesco Corteccia (1502–1571)
- Ramiro Cortés (1933–1984)
- Napoléon Coste (1805–1883)
- Guillaume Costeley (c. 1530–1606)
- Elvis Costello (n. 1954)
- Phil Coulter (n. 1942)
- Armand-Louis Couperin (1727–1789)
- François Couperin (1668–1773)
- Louis Couperin (c. 1626–1661)
- Jean Courtois (cun. 1530–1545)
- Joachim Thibault de Courville (cunoscut din c. 1567; d. 1581)
- Noël Coward (1899–1973)
- Henry Cowell (1897–1965)
- Frederic Cowen (1852–1935)
- Chiara Margarita Cozzolani (1602–c. 1678)
- Franz Cramer (1772–1848)
- Johann Baptist Cramer (1771–1858)
- Wilhelm Cramer (1746–1799)
- Jean Cras (1879–1932)
- John Craton (n. 1953)
- Ruth Crawford Seeger (1901–1953)
- Thomas Crecquillon (c. 1505/1515–1557)
- Noah Creshevsky (n. 1945)
- Lyell Cresswell (n. 1944)
- Paul Creston (1906–1985)
- Henri-Jacques de Croes (1705–1786)
- William Croft (1678–1727)
- William Crotch (1775–1847)
- Johann Crüger (1598–1662)
- David Crumb (n. 1962)
- George Crumb (n. 1929)
- Bernhard Crusell (1775–1838)
- César Cui (1835–1918)
- Conrad Cummings (n. 1948)
- Alvin Curran (n. 1938)
- Sebastian Currier (n. 1959)
- Joe Cutler (n. 1968)
- Chaya Czernowin (n. 1957)
- Carl Czerny (1791–1857)
- Holger Czukay (n. 1938)

## D
- Harry Dacre (1860–1922)
- Ingolf Dahl (1912–1970)
- Nicolas Dalayrac (1753–1809)
- Marc-André Dalbavie (n. 1961)
- Nancy Dalberg (1881–1949)
- Martin Dalby (1942–2018)
- Lucio Dalla (n. 1943)
- Evaristo Felice Dall'Abaco (1675–1742)
- Luigi Dallapiccola (1904–1975)
- Burkhard Dallwitz (n. 1959)
- Joan Ambrosio Dalza (cun. 1508)
- Jean-Michel Damase (1928–2013)
- Didier van Damme (n. 1929)
- Walter Damrosch (1862–1950)
- Ghiselin Danckerts (c. 1510–c. 1565)
- Charles Dancla (1817–1907)
- Georges Dandelot (1895–1975)
- Jean-François Dandrieu (c. 1682–1738)
- Daniel Danielis (1635–1696)
- Richard Danielpour (n. 1956)
- Alexandre Danilevsky (n. 1957)
- Hart Pease Danks (1834–1903)
- John Dankworth (1927–2010)
- Franz Danzi (1763–1826)
- Louis-Claude Daquin (1763–1826)
- Alexander Dargomyzhsky (1813–1869)
- Michael Daugherty (n. 1954)
- Louis François Dauprat (1781–1868)
- Antoine Dauvergne (1713–1797)
- Félicien-César David (1810–1876)
- Ferdinand David (1810–1873)
- Johann Nepomuk David (1895–1977)
- Padre Davide da Bergamo (Felice Moretti) (1791–1863)
- Neil Davidge (n. 1962)
- Mario Davidovsky (n. 1934)
- Hugh Davies (1943–2005)
- Peter Maxwell Davies (1934–2016)
- Walford Davies (1869–1941)
- Carl Davis (n. 1936)
- Don Davis (n. 1957)
- Ananias Davisson (1780–1857)
- Richard Davy (c. 1465–1538?)
- Karl Davydov (Carl Davidoff) (1838–1889)
- Julian Dawes (n. 1942)
- Arthur De Greef (1862–1940)
- Reginald De Koven (1859–1920)
- Jon Deak (n. 1943)
- Claude Debussy (1862–1918)
- Michel Decoust (n. 1936)
- Edmond Dédé (1827–1903)
- Elliot Del Borgo (n. 1938)
- David Del Tredici (n. 1937)
- Michel Richard Delalande (de Lalande) (1657–1726)
- Philibert Delavigne (c. 1690/1700–1750)
- Claire Delbos (1906–1959)
- Lex van Delden (1919–1988)
- Delia Derbyshire (1937–2001)
- Léo Delibes (1836–1891)
- Frederick Delius (1862–1934)
- Azzolino Della Ciaja (1671–1755)
- Michielina Della Pietà (cun. c. 1701–1744)
- Norman Dello Joio (1913–2008)
- Giuseppe Demachi (1732–c. 1791)
- Christoph Demantius (1567–1643)
- Jeanne Demessieux (1921–1968)
- Nickitas J. Demos (n. 1962)
- Jörg Demus (n. 1928)
- Pietro Denis (1720–1790)
- William Denis Browne (1888–1915)
- Edison Denisov (1929–1996)
- Fabrizio Dentice (1539?–1581)
- Scipione Dentice (1560–1635)
- Luigi Denza (1846–1922)
- Mary Dering (1629–1704)
- Richard Dering (c. 1580–1630)
- Fabrizio De Rossi Re (1960)
- Victor De Sabata (1892–1967)
- Alfred Desenclos (1912–1971)
- Henri Desmarest (1661–1741)
- Paul Desmond (1924–1977)
- Alexandre Desplat (n. 1961)
- Paul Dessau (1894–1979)
- Josef Dessauer (1798–1876)
- André Cardinal Destouches (1672–1749)
- Max Deutsch (1892–1982)
- François Devienne (1759–1803)
- Frédéric Devreese (n. 1929)
- James Di Pasquale (n. 1941)
- Salvatore Di Vittorio (n. 1967)
- Anton Diabelli (1781–1858)
- David Diamond (1915–2005)
- Alphons Diepenbrock (1862–1921)
- Bernard van Dieren (1887–1936)
- Albert Christoph Dies (1755–1822)
- Albert Dietrich (1829–1908)
- Charles Dieupart (c. 1670–c. 1740)
- Rudi Martinus van Dijk (1932–2003)
- Muttusvami Dikshitar (1775–1835)
- Steffi Diliberto (n. 1980)
- James Dillon (n. 1950)
- Lawrence Dillon (n. 1959)
- Violeta Dinescu (n. 1953)
- Grigoras Dinicu (1889–1949)
- Paul Dirmeikis (n. 1954)
- Girolamo Diruta (c. 1554–după 1610)
- Hugo Distler (1908–1942)
- Carl Ditters von Dittersdorf (1739–1799)
- Antonius Divitis (Anthonius Rycke) (c. 1470–c. 1530)
- Steve Dobrogosz (n. 1956)
- Ignacy Feliks Dobrzyński (1807–1867)
- Stephen Dodgson (1924–2013)
- Friedhelm Döhl (n. 1936)
- Theodor Döhler (1814–1856)
- Ernő Dohnányi (Ernst von Dohnányi) (1877–1960)
- Johannes Baptista Dolar (Jan Křtitel Tolar) (c. 1620–1673)
- Joe Dolce (n. 1947)
- Johann Friedrich Doles (1715–1797)
- Charles Dollé (cun. 1735–1755; d. după 1755)
- Petrus de Domarto (cun. 1445–1455)
- František Domažlický (1913–1997)
- Carlo Domeniconi (n. 1947)
- Jakob van Domselaer (1890–1960)
- Pino Donaggio (n. 1941)
- Ignazio Donati (c. 1575–1638)
- Baldassare Donato (1529?–1603)
- Franco Donatoni (1927–2000)
- Stefano Donaudy (1879–1925)
- Gaetano Donizetti (1797–1848)
- Jakob Dont (1815–1888)
- Cornelis Dopper (1870–1939)
- Árpád Doppler (1857–1927)
- Franz Doppler (1821–1883)
- Karl Doppler (1825–1900)
- Nicolao Dorati (c. 1513–1593)
- Gustave Doret (1866–1943)
- Daniel Dorff (n. 1956)
- Avner Dorman (n. 1975)
- Louis-Antoine Dornel (c. 1685–c. 1765)
- Nico Dostal (1895–1981)
- Friedrich Dotzauer (1783–1860)
- Celius Dougherty (1902–1986)
- James Douglas (n. 1932)
- Roy Douglas (n. 1907)
- John Thomas Douglass (1847–1886)
- Victor Dourlen (1780–1864)
- John Dowland (1563–1626)
- Robert Dowland (c. 1591–1641)
- John W. Downey (1927–2004)
- Patrick Doyle (n. 1953)
- Felix Draeseke (1835–1913)
- de⁠(George Draga)[Draga&page=de&targettitle=de traduceți] (1835–2008)
- Antonio Draghi (c. 1634–1700)
- Giovanni Battista Draghi (c. 1640–1708)
- Domenico Dragonetti (1763–1846)
- Giovanni Dragoni (c. 1540–1598)
- Ervin Drake (1919–2015)
- Deborah Drattell (n. 1956)
- Sem Dresden (1881–1957)
- Adam Drese (c. 1620–1701)
- Johann Samuel Drese (c. 1644–1716)
- Johann Wilhelm Drese (1677–1745)
- Paul Dresher (n. 1951)
- Erwin Dressel (1909–1972)
- Cornelius Heinrich Dretzel (1697–1775)
- Alexander Dreyschock (1818–1869)
- Felix Dreyschock (1860–1906)
- Riccardo Drigo (1846–1930)
- Madeleine Dring (1923–1977)
- Karl Ludwig Drobisch (1803–1854)
- Jacob Druckman (1928–1996)
- Georg Druschetzky (1745–1819)
- Learmont Drysdale (1866–1909)
- Du Mingxin (n. 1928)
- Alexandra du Bois (n. 1981)
- Eustache Du Caurroy (1549–1609)
- Henri Du Mont (1610–1684)
- Édouard Du Puy (1770–1822)
- John W. Duarte (1919–2004)
- Leonora Duarte (1610–1678)
- Andreas Düben (1597–1662)
- Gustav Düben (1628–1690)
- Pierre Max Dubois (1930–1995)
- Théodore Dubois (1837–1924)
- William Duckworth (n. 1943)
- Jörg Duda (n. 1968)
- François Dufault (1604–1670)
- Guillaume Dufay (Du Fay) (1397–1474)
- Arthur Duff (1899–1956)
- Paul Dukas (1865–1935)
- John Woods Duke (1899–1984)
- Vernon Duke (Vladimir Dukelsky) (1903–1969)
- Friedrich Dülon (1768–1826)
- Pierre Dumage (c. 1674–1751)
- Isaak Dunayevsky (1900–1955)
- Trevor Duncan (1924–2005)
- Thomas Dunhill (1877–1946)
- Egidio Duni (1708–1775)
- John Dunstaple (Dunstable) (c. 1390–1453)
- Henri Duparc (1848–1933)
- Jacques Duphly (1715–1789)
- Jean-Louis Duport (1749–1819)
- Marcel Dupré (1886–1971)
- Albert Dupuis (1877–1967)
- Sylvain Dupuis (1856–1931)
- Francesco Durante (1684–1755)
- Louis Durey (1888–1979)
- Sebastián Durón (1660–1716)
- Lucien Durosoir (1878–1955)
- Maurice Duruflé (1902–1986)
- Pascal Dusapin (n. 1955)
- František Xaver Dušek (1731–1799)
- Jan Ladislav Dussek (1760–1812)
- Sophia Dussek (1775–1847)
- Henri Dutilleux (1916–2013)
- Balys Dvarionas (1904–1972)
- Antonín Dvořák (1841–1904)
- George Dyson (1883–1964)

## E
- Brian Easdale (1909–1995)
- Michael East (1580–1648)
- John Eaton (n. 1935)
- Johann Georg Ebeling (1637–1676)
- Petr Eben (n. 1929)
- Dennis Eberhard (1943–2005)
- Anton Eberl (1765–1807)
- Johann Ernst Eberlin (1702–1762)
- Guglielmo Ebreo da Pesaro (c. 1420–după 1484)
- Henry Eccles (1670–1742)
- John Eccles (1668–1735)
- Johann Gottfried Eckard (1735–1809)
- Sophie Carmen Eckhardt-Gramatté (1901–1974)
- Jean-Frédéric Edelmann (1749–1794)
- Lotten Edholm (1839–1930)
- Lars Edlund (1922–2013)
- Ross Edwards (n. 1943)
- Cecil Effinger (1914–1990)
- Klaus Egge (1906–1979)
- Joachim Nicolas Eggert (1779–1813)
- Werner Egk (1901–1983)
- Margriet Ehlen (n. 1943)
- Heinrich Ehrlich (1822–1899)
- Henry Eichheim (1870–1942)
- Ernst Eichner (1740–1777)
- Ludovico Einaudi (n. 1955)
- Gottfried von Einem (1918–1996)
- Hanns Eisler (1898–1962)
- Danny Elfman (n. 1953)
- Edward Elgar (1857–1934)
- Anders Eliasson (n. 1947)
- Dror Elimelech (n. 1956)
- Elisabeth Sophie de Mecklenburg (1613–1676)
- Heino Eller (1887–1970)
- Rosalind Ellicott (1857–1924)
- Duke Ellington (1899–1975)
- Don Ellis (1934–1978)
- Vivian Ellis (1903–1996)
- Eloy d'Amerval (cun. 1455–1508)
- Jean-Claude Éloy (n. 1938)
- Mohamed El-Qasabgi (1892–1966)
- Luther Orlando Emerson (1820–1915)
- Maurice Emmanuel (1862–1938)
- Simon Emmerson (n. 1950)
- Juan del Encina (1468–c. 1529)
- George Enescu (1881–1955)
- Einar Englund (1916–1999)
- August Enna (1859–1939)
- Péter Eötvös (n. 1944)
- Donald Erb (1927–2008)
- Christian Erbach (1568/1573–1635)
- Heimo Erbse (1924–2005)
- Eduard Erdmann (1896–1958)
- Robert Erickson (1917–1997)
- Carsten Bo Eriksen (n. 1973)
- Ferenc Erkel (1810–1893)
- Ulvi Cemal Erkin (1906–1972)
- Frédéric Alfred d'Erlanger (1868–1943)
- Philipp Heinrich Erlebach (1657–1714)
- Gustav Ernesaks (1908–1993)
- Heinrich Wilhelm Ernst (1812?–1865)
- Iván Erőd (n. 1936)
- Pasquale Errichelli (1730–1785)
- Thomas Erskine, 6th Earl de Kellie (1732–1781)
- Thierry Escaich (n. 1965)
- Pedro de Escobar (c. 1465–după 1535)
- Bartolomé de Escobedo (c. 1505–1563)
- Pozzi Escot (n. 1933)
- Rudolf Escher (1912–1980)
- Andrei Eshpai (n. 1925)
- Karlheinz Essl (n. 1960)
- João Rodrigues Esteves (1700–1751)
- Paschal de l'Estocart (1539?–după 1584)
- Julio Estrada (n. 1943)
- Alvin Etler (1913–1973)
- Franco Evangelisti (1926–1980)
- Ralph Evans (n. 1953)
- Victor Ewald (1860–1935)
- Eric Ewazen (n. 1954)
- Joseph Leopold Eybler (1765–1846)
- Jacob van Eyck (c. 1590–1657)
- Ernest van der Eyken (1913–2010)

## F
- Martinus Fabri (cun. 1395–1400)
- Giacomo Facco (1676–1753)
- Michelangelo Faggioli (1666–1733)
- Francesco Nicola Fago (1677–1745)
- Blair Fairchild (1877–1933)
- Mohammed Fairouz (n. 1985)
- Richard Faith (n. 1926)
- Rolande Falcinelli (1920–1996)
- Adam Falckenhagen (1697–1754)
- Michele Falco (c. 1688–după 1732)
- Andrea Falconieri (1585/1586–1656)
- Leo Fall (1873–1925)
- Manuel de Falla (1876–1946)
- Michelangelo Falvetti (1642–1692)
- Guido Alberto Fano (1875–1961)
- Philip Michael Faraday (1875–1944)
- Giuseppe Farinelli (1769–1836)
- Ferenc Farkas (1905–2000)
- John Farmer (c. 1570–c. 1601)
- Giles Farnaby (c. 1565–1640)
- Gareth Farr (n. 1968)
- Ernest Farrar (1885–1918)
- Ciarán Farrell (n. 1969)
- Louise Farrenc (1804–1875)
- Arthur Farwell (1872–1952)
- Giovanni Battista Fasolo (c. 1598–c. 1664/1665)
- Carl Friedrich Christian Fasch (1736–1800)
- Johann Friedrich Fasch (1688–1758)
- Guillaume Faugues (Fagus) (cun. c. 1460–1475)
- Sanford Faulkner (1806–1874)
- Gabriel Fauré (1845–1924)
- Robert Fayrfax (1464–1521)
- Reinhard Febel (n. 1952)
- Johannes Fedé (Jean Sohier) (c. 1415–c. 1477)
- Samuil Feinberg (1890–1962)
- Jindřich Feld (1925–2007)
- Morton Feldman (1926–1987)
- Eric Fenby (1906–1997)
- Philippe Fénelon (n. 1952)
- George Fenton (n. 1950)
- Francesco Feo (1691–1761)
- Louis Ferdinand (1772–1806)
- Ferdinand III, Holy Roman Emperor (1608–1657)
- Howard Ferguson (1908–1999)
- Stephen Ferguson
- Frank Ferko (n. 1950)
- Giuseppe Ferlendis (1755–1802)
- Gaspar Fernandes (1566–1629)
- Agustín Fernández (n. 1958)
- Oscar Lorenzo Fernández (1897–1948)
- Brian Ferneyhough (n. 1943)
- John Fernström (1897–1961)
- Alfonso Ferrabosco cel bătrân (Il Padre) (1543–1588)
- Alfonso Ferrabosco cel tânăr (c. 1570–1628)
- Domenico Ferrabosco (1513–1574)
- Benedetto Ferrari (c. 1603–1681)
- Gabrielle Ferrari (1851–1921)
- Giacomo Gotifredo Ferrari (1763–1842)
- Luc Ferrari (1929–2005)
- Lorenzo Ferrero (n. 1951)
- Giovanni Ferretti (c. 1540–după 1609)
- Pierre-Octave Ferroud (1900–1936)
- Frederic Ernest Fesca (1789–1826)
- Willem de Fesch (1687–1761)
- Costanzo Festa (c. 1485/1490–1545)
- Sebastiano Festa (c. 1490/1495–1524)
- Michael Christian Festing (1705–1752)
- Richard Festinger (n. 1948)
- François-Joseph Fétis (1784–1871)
- Antoine de Févin (c. 1470–1511/1512)
- Robert de Févin (cun. înainte de 1500–c. 1515)
- Pierre Février (1696–1760)
- Josef Fiala (1748–1816)
- Zdeněk Fibich (1850–1900)
- Jacobo Ficher (1896–1978)
- John Field (1782–1837)
- Alexander von Fielitz (1860–1930)
- Giulio Fiesco (cun. 1550–1570)
- Siegfried Fietz (n. 1946)
- Juan de Dios Filiberto (1885–1964)
- Arkady Filippenko (1912–1983)
- Henry Fillmore (1881–1956)
- Anton Fils (1733–1760)
- Heinrich Finck (1444/1445–1527)
- Hermann Finck (1527–1558)
- Irving Fine (1914–1963)
- Vivian Fine (1913–2000)
- Gottfried Finger (1660–1730)
- Ross Lee Finney (1906–1997)
- Michael Finnissy (n. 1946)
- Aldo Finzi (1897–1945)
- Gerald Finzi (1901–1956)
- Jean-Joseph Fiocco (1686–1746)
- Joseph-Hector Fiocco (1703–1741)
- Pietro Antonio Fiocco (1654–1714)
- Valentino Fioravanti (1764–1837)
- Nicola Fiorenza (după 1700–1764)
- Federigo Fiorillo (1755–c. 1823)
- Paolo da Firenze (Paolo Tenorista) (c. 1355–c. 1436)
- Elena Firsova (n. 1950)
- C. P. First (n. 1960)
- Johann Fischer (1646–1716)
- Johann Caspar Ferdinand Fischer (1656–1746)
- Domenico Fischietti (c. 1725–c. 1810)
- Emmanuel Fisher (1921–2001)
- William Arms Fisher (1861–1948)
- Graham Fitkin (n. 1963)
- Nicolas Flagello (1928–1994)
- Mateo Flecha cel bătrân (1481–1553)
- Étienne-Joseph Floquet (1748–1785)
- Pietro Floridia (1860–1932)
- Friedrich von Flotow (1812–1883)
- Carlisle Floyd (n. 1926)
- Dave Flynn (n. 1977)
- Carel Anton Fodor (1768–1846)
- Josef Bohuslav Foerster (1859–1951)
- Francesco Foggia (1603–1688)
- Giacomo Fogliano (da Moderna) (1468–1548)
- Yevstigney Fomin (1761–1800)
- Pierre Fontaine (c. 1380–c. 1450)
- Giovanni Battista Fontana (c. 1571–c. 1630)
- Alfonso Fontanelli (1557–1622)
- Jacqueline Fontyn (n. 1930)
- Martin Fondse (n. 1967)
- Arthur Foote (1853–1937)
- Johann Nikolaus Forkel (1749–1818)
- Thomas Ford (1580–1648)
- Carlo Forlivesi (n. 1971)
- Antoine Forqueray (1671–1745)
- Jean-Baptiste Forqueray (1699–1782)
- Nicolas Formé (1567–1638)
- Emanuel Aloys Förster (1748–1823)
- Georg Forster (c. 1510–1568)
- Kaspar Förster (cel tânăr) (1616–1673)
- Cecil Forsyth (1870–1941)
- Malcolm Forsyth (n. 1936)
- Wesley Octavius Forsyth (1859–1937)
- Wolfgang Fortner (1907–1987)
- Johann Philipp Förtsch (1652–1732)
- Lukas Foss (1922–2009)
- François de Fossa (1775–1849)
- David Foster (n. 1949)
- Stephen Foster (1826–1864)
- Pierre-Claude Foucquet (1694–1772)
- John Foulds (1880–1939)
- Frederick A. Fox (n. 1931)
- Jean Françaix (1912–1997)
- Petronio Franceschini (1651–1680)
- Alberto Franchetti (1860–1942)
- Carlo Franchi (c. 1743–după 1779)
- Auguste Franchomme (1808–1884)
- Jan Francisci (1691–1758)
- César Franck (1822–1890)
- Eduard Franck (1817–1893)
- Johann Wolfgang Franck (1644–1710)
- Melchior Franck (c. 1579–1639)
- Richard Franck (1858–1938)
- Hernando Franco (1532–1585)
- François Francoeur (1698–1787)
- Massimiliano Frani (n. 1967)
- Gabriela Lena Frank (n. 1972)
- Benjamin Frankel (1906–1973)
- Ferdinand Fränzl (1767–1833)
- Ignaz Fränzl (1736–1811)
- Harry Lawrence Freeman (1869–1954)
- Luís de Freitas Branco (1890–1955)
- Johan Henrik Freithoff (1713–1767)
- Girolamo Frescobaldi (1583–1643)
- Jehan Fresneau (cun. 1468–1505)
- Peter Racine Fricker (1920–1990)
- Géza Frid (1904–1989)
- Rudolf Friml (1879–1972)
- Johannes Fritsch (1941–2010)
- Johann Jakob Froberger (1616–1667)
- Johannes Frederik Fröhlich (1806–1860)
- David Froom (n. 1951)
- William Henry Fry (1813–1864)
- Walter Frye (cun. c. 1443?–c. 1474?)
- Johann Nepomuk Fuchs (1842–1899)
- Kenneth Fuchs (n. 1956)
- Robert Fuchs (1847–1927)
- Julius Fučík (1872–1916)
- Miguel de Fuenllana (cun. 1553–1578)
- Adam von Fulda (Adam de Fulda) (c. 1445–1505)
- Friedrich Funcke (1642–1699)
- Joseph Funk (1778–1862)
- Beat Furrer (n. 1954)
- Wilhelm Furtwängler (1886–1954)
- Anton Bernhard Fürstenau (1792–1852)
- Johann Joseph Fux (1660–1741)

## G
- Pierre Gabaye (1930–2000)
- Charles H. Gabriel (1856–1932)
- Thomas Gabriel (n. 1957)
- Andrea Gabrieli (1532/1533?–1585)
- Giovanni Gabrieli (c. 1557–1612)
- Domenico Gabrielli (1651/1659–1690)
- Ossip Gabrilowitsch (1878–1936)
- Axel Gade (1860–1921)
- Jacob Gade (1879–1963)
- Niels Gade (1817–1890)
- Franchinus Gaffurius (1451–1522)
- Marco da Gagliano (1582–1643)
- Wenzel Gährich (1794–1864)
- Bernhard Gál (n. 1971)
- Hans Gál (1890–1987)
- Cristóbal Galán (c. 1630–1684)
- Nancy Galbraith (n. 1951)
- Michelagnolo Galilei (1575–1631)
- Vincenzo Galilei (c. 1520?–1591)
- Blas Galindo (1910–1993)
- Jack Gallagher (n. 1947)
- Wenzel Robert von Gallenberg (1783–1839)
- Johann Ernst Galliard (1687–1749)
- Jacques Gallot (c. 1625–1696)
- Jacobus Gallus (Jacob Handl) (1550–1591)
- Baldassare Galuppi (1706–1785)
- German Galynin (1922–1966)
- Elisabetta de Gambarini (1731–1765)
- John Gamble (cunoscut din 1641, d. 1687)
- Michael Gandolfi (n. 1956)
- Kyle Gann (n. 1955)
- Louis Ganne (1862–1923)
- Gara Garayev (1918–1982)
- J. Ryan Garber (n. 1973)
- José Maurício Nunes Garcia (1767–1830)
- Antón García Abril (n. 1933)
- Carlos Gardel (1887–1935)
- Henry Balfour Gardiner (1877–1950)
- John Gardner (n. 1917)
- Zoltán Gárdonyi (n. 1906)
- Zsolt Gárdonyi (n. 1946)
- Giuseppe Gariboldi (1833–1905)
- Carlo Giorgio Garofalo (1886–1962)
- John Garth (1721–1810)
- Mathieu Gascongne (cun. 1517–1518)
- Francesco Gasparini (1661–1727)
- Quirino Gasparini (1721–1778)
- Florian Leopold Gassmann (1729–1774)
- Stanislao Gastaldon (1861–1939)
- Giovanni Giacomo Gastoldi (c. 1554–1609)
- Crawford Gates (n. 1921)
- Luigi Gatti (1740–1817)
- Philippe Gaubert (1879–1941)
- Denis Gaultier (1603–1672)
- Ennemond Gaultier (1575–1651)
- Jacques Gaultier (c. 1592–după 1652)
- Pierre Gaultier (1599–1681)
- Pierre Gaveaux (1761–1825)
- Daniel E. Gawthrop (n. 1949)
- Noel Gay (1898–1954)
- Giuseppe Gazzaniga (1743–1818)
- Georg Gebel (1709–1753)
- John Maxwell Geddes (1941–2017)
- Siegfried Geißler (1929–2014)
- Christian Geist (c. 1650–1711)
- Joseph Gelinek (1758–1825)
- Michael L. Geller (1937–2007)
- Francesco Geminiani (1687–1762)
- Pietro Generali (1773–1832)
- Augusto Gentile (1891–1932)
- Harald Genzmer (1909–2007)
- Jean-Nicolas Geoffroy (1633–1694)
- Steven Gerber (n. 1948)
- Roberto Gerhard (1896–1970)
- Hans Gerle (c. 1500–1570)
- Edward German (1862–1936)
- Friedrich Gernsheim (1839–1916)
- Jhan Gero (cun. 1540–1555)
- Karl Ludwig Gerok (1906–1975)
- George Gershwin (1898–1937)
- Georg Gerson (1790–1825)
- Charles-Hubert Gervais (1671–1744)
- Claude Gervaise (cun. 1540–1560)
- Bartholomäus Gesius (1562–1613)
- Carlo Gesualdo (1566–1613)
- Gordon Getty (n. 1934)
- Frans Geysen (n. 1936)
- Giorgio Federico Ghedini (1892–1965)
- Géry de Ghersem (1573/1575–1630)
- Johannes Ghiselin (Verbonnet) (cun. 1491–1507)
- Michael Giacchino (n. 1967)
- Geminiano Giacomelli (Jacomelli) (1692–1740)
- Vittorio Giannini (1903–1966)
- Remo Giazotto (1910–1998)
- Christopher Gibbons (1615–1676)
- Ellis Gibbons (1573–1603)
- Orlando Gibbons (1583–1625)
- Armstrong Gibbs (1889–1960)
- Joseph Gibbs (1699–1788)
- Miriam Gideon (1906–1996)
- Michael Gielen (1927–2019)
- Nicolas Gigault (c. 1627–1707)
- Eugène Gigout (1844–1925)
- Angelo Gilardino (n. 1941)
- Jean Gilbert (1879–1942)
- William Gilchrist (1846–1916)
- Jean Gilles (1668–1705)
- Don Gillis (1912–1978)
- Patrick Gilmore (1829–1892)
- Jan van Gilse (1881–1944)
- Paul Gilson (1865–1942)
- Alberto Ginastera (1916–1983)
- Giuseppe Giordani (Giordanello) (1751–1798)
- Tommaso Giordani (c. 1738–1806)
- Umberto Giordano (1867–1948)
- Giovanni Giorgi (cunoscut din 1719; d. 1762)
- Ruth Gipps (1921–1999)
- Janice Giteck (n. 1946)
- Mauro Giuliani (1781–1828)
- Lodovico Giustini (1685–1743)
- Simon Gjoni (1926–1991)
- Detlev Glanert (n. 1960)
- Peggy Glanville-Hicks (1912–1990)
- Louis Glass (1864–1936)
- Philip Glass (n. 1937)
- Alexander Glazunov (1865–1936)
- Frederick Grant Gleason (1848–1903)
- Jackie Gleason (1916–1987)
- Reinhold Glière (1874–1956)
- Mikhail Glinka (1804–1857)
- Vinko Globokar (n. 1934)
- Andrew Glover (n. 1962)
- Christoph Willibald Gluck (1714–1787)
- Mikhail Gnessin (1883–1957)
- Pietro Gnocchi (1689–1775)
- Henri Gobbi (1842–1920)
- Benjamin Godard (1849–1895)
- Félix Godefroid (1818–1897)
- Leopold Godowsky (1870–1938)
- Alexander Godunov (1949–1995)
- Roger Goeb (1914–1997)
- Alexander Goedicke (1877–1957)
- Alexander Goehr (n. 1932)
- Lucien Goethals (n. 1931)
- Hermann Goetz (1840–1876)
- Walter Goetze (1883–1961)
- Karel Goeyvaerts (1923–1993)
- Ernest Gold (1921–1999)
- Murray Gold (n. 1969)
- Johann Gottlieb Goldberg (1727–1756)
- Alexander Goldenweiser (1875–1961)
- Edwin Franko Goldman (1878–1956)
- Károly Goldmark (1830–1915)
- Rubin Goldmark (1872–1936)
- Berthold Goldschmidt (1903–1996)
- Otto Goldschmidt (1829–1907)
- Jerry Goldsmith (1929–2004)
- Osvaldo Golijov (n. 1960)
- Jani Golob (n. 1948)
- Evgeny Golubev (1910–1988)
- Nicolas Gombert (c. 1495–c. 1560)
- Julia Gomelskaya (n. 1964)
- Antônio Carlos Gomes (1836–1896)
- Mikołaj Gomółka (c. 1535–1609?)
- Fernando González Casellas (1925–1998)
- Howard Goodall (n. 1958)
- Isador Goodman (1909–1982)
- Ron Goodwin (1925–2003)
- Eugene Goossens (1893–1962)
- Grzegorz Gerwazy Gorczycki (c. 1665/1667–1734)
- Michael Gordon (n. 1956)
- Henryk Górecki (1933–2010)
- John Goss (1800–1880)
- François-Joseph Gossec (1734–1829)
- Ralf Gothóni (n. 1946)
- Jakov Gotovac (1895–1982)
- Louis Moreau Gottschalk (1829–1869)
- Clytus Gottwald (n. 1925)
- Claude Goudimel (1514/1520–1572)
- Glenn Gould (1932–1982)
- Morton Gould (1913–1996)
- Charles Gounod (1818–1893)
- Louis Théodore Gouvy (1819–1898)
- Jacques de Gouy (c. 1610–după 1650)
- Johann Grabbe (1585–1655)
- Louis Grabu (cun. 1665–1693)
- Kraig Grady (n. 1952)
- Paul Graener (1872–1944)
- Christian Ernst Graf (1723–1804)
- Friedrich Hartmann Graf (1727–1795)
- Filippo Gragnani (1768–1820)
- Kenny Graham (1924–1997)
- Percy Grainger (1882–1961)
- Ron Grainer (1922–1981)
- Enrique Granados (1867–1916)
- Giovanni Battista Granata (1620/1621–1687)
- Alessandro Grandi (1586–1630)
- Philip Grange (n. 1956)
- Bruno Granichstaedten (1879–1944)
- Donald Grantham (n. 1947)
- Stéphane Grappelli (1908–1997)
- Carl Heinrich Graun (1704–1759)
- Johann Gottlieb Graun (c. 1702–1771)
- Christoph Graupner (1683–1760)
- Caterina Benedicta Grazianini (cunoscut din 1705)
- Gaetano Greco (c. 1657–c. 1728)
- Vicente Greco (1888–1924)
- Adolph Green (1914–2002)
- Jay Greenberg (n. 1991)
- Maurice Greene (1696–1755)
- Harry Gregson-Williams (n. 1961)
- Eduard Grell (1800–1886)
- Nicolas Grenon (c. 1375–1456)
- Mark Gresham (n. 1956)
- Antoine-Frédéric Gresnick (1755–1799)
- Alexander Gretchaninov (1864–1956)
- André Ernest Modeste Grétry (1741–1813)
- Lucile Grétry (1772–1790)
- Geoffrey Grey (n. 1934)
- Edvard Grieg (1843–1907)
- Peter Griesbacher (1864–1933)
- Charles Griffes (1884–1920)
- Nicolas de Grigny (1672–1703)
- Franz Grill (c. 1756–1793)
- Giovanni Battista Grillo (d. 1622)
- Grimace (14 sec)
- Maria Margherita Grimani (n. înainte de 1700; cun. 1713–1718)
- Albert Grisar (1808–1869)
- Gérard Grisey (1946–1998)
- Ferde Grofé (1892–1972)
- Olaus Andreas Grøndahl (1847–1923)
- Cor de Groot (1914–1993)
- Carlo Grossi (c. 1634–1688)
- Estienne Grossin (cun. 1418–1421)
- de⁠(Dietrich Ewald von Grotthuß)[Ewald von Grotthuß&page=de&targettitle=de traduceți] (1751–1786)
- Eivind Groven (1901–1977)
- Franz Xaver Gruber (1787–1863)
- Heinz Karl Gruber (n. 1943)
- Louis Gruenberg (1884–1964)
- Gioseffo Guami (Gioseffo da Lucca) (1542–1611)
- Camargo Guarnieri (1907–1993)
- Carlos Guastavino (1912–2000)
- Sofia Gubaidulina (n. 1931)
- Pierre Guédron (c. 1570–c. 1620)
- Francisco Guerau (1649–1717/1722)
- Francisco Guerrero (1528–1599)
- Francisco Guerrero Marín (1951–1997)
- Pietro Alessandro Guglielmi (1728–1804)
- Edward Guglielmino (1983)
- Jean-Adam Guilain (c. 1680–după 1739)
- Louis-Gabriel Guillemain (1705–1770)
- Jean Guillou (n. 1930)
- Alexandre Guilmant (1837–1911)
- Ernest Guiraud (1837–1892)
- Friedrich Gulda (1930–2000)
- Adam Gumpelzhaimer (1559–1625)
- Gustav Gunsenheimer (n. 1934)
- Jesús Guridi (1886–1961)
- Cornelius Gurlitt (1820–1901)
- Manfred Gurlitt (1890–1973)
- Ivor Gurney (1890–1937)
- Mark Gustavson (n. 1959)
- Juan Gutiérrez de Padilla (c. 1590–1664)
- Adolphe Gutmann (1819–1882)
- Adalbert Gyrowetz (1763–1850)

## H
- Johannes Haarklou (1847–1925)
- Georg Friedrich Haas (n. 1953)
- Joseph Haas (1879–1960)
- Pavel Haas (1899–1944)
- Alois Hába (1893–1973)
- Carolus Hacquart (c. 1640–1701?)
- Henry Kimball Hadley (1871–1937)
- Johann Christian Friedrich Haeffner (1759–1833)
- Richard Hageman (1881–1966)
- Bernhard Joachim Hagen (1720–1787)
- Daron Hagen (n. 1961)
- Konrad Hagius (c. 1550–1616)
- Reynaldo Hahn (1874–1947)
- Jakob Haibel (1762–1826)
- Alexei Haieff (1914–1994)
- Adolphus Hailstork (n. 1941)
- Uzeyir Hajibeyov (1885–1948)
- Darko Hajsek (n. 1959)
- Kimmo Hakola (n. 1958)
- Fromental Halévy (1799–1862)
- Cristóbal Halffter (n. 1930)
- Ernesto Halffter (1905–1989)
- Roger Lee Hall (n. 1942)
- Adam de la Halle (c. 1237?–1288)
- Sylvia Hallett (n. 1953)
- Johan Halvorsen (1864–1935)
- Bengt Hambraeus (1928–2000)
- Marc-André Hamelin (n. 1961)
- Gordon Hamilton (n. 1982)
- Iain Hamilton (1922–2000)
- Marvin Hamlisch (1944–2012)
- Emilie Hammarskjöld (1821–1854)
- Franz Xaver Hammer (1741–1817)
- Jan Hammer (n. 1948)
- Andreas Hammerschmidt (1611/1612–1675)
- Albert Hammond (n. 1942)
- George Frideric Handel (1685–1759)
- W. C. Handy (1873–1958)
- Johann Nicolaus Hanff (1663–1711)
- Ronald Hanmer (1917–1994)
- James Hannigan (n. 1971)
- Charles-Louis Hanon (1819–1900)
- Peter Hänsel (1770–1831)
- Howard Hanson (1896–1981)
- Kazuko Hara (n. 1935)
- John Harbison (n. 1938)
- Mike Harding (n. 1944)
- Miina Härma (1864–1941)
- Don Harper (1921–1999)
- Don L. Harper
- Richard Harris (n. 1968)
- Robert A. Harris (n. 1938)
- Roy Harris (1898–1979)
- Victor Harris (1869–1943)
- Julius Harrison (1885–1963)
- Lou Harrison (1917–2003)
- John Hartford (1937–2001)
- Stephen Hartke (n. 1952)
- Walter Hartley (n. 1927)
- Hamilton Harty (1879–1941)
- Johan Peter Emilius Hartmann (1805–1900)
- Karl Amadeus Hartmann (1905–1963)
- Jonathan Harvey (1939–2012)
- Richard Harvey (n. 1953)
- Basil Harwood (1859–1949)
- Yukari Hashimoto
- Johann Adolph Hasse (1699–1783)
- Peter Hasse (c. 1585–1640)
- Hans Leo Hassler (1564–1612)
- Dismas Hataš (1724–1777)
- Josef Matthias Hauer (1883–1959)
- Moritz Hauptmann (1792–1868)
- Siegmund von Hausegger (1872–1948)
- William Haute (Hawte) (c. 1430–1497)
- Patrick Hawes (n. 1958)
- Joseph Haydn (1732–1809)
- Michael Haydn (1737–1806)
- Philip Hayes (1738–1797)
- William Hayes (1708–1777)
- Hayne van Ghizeghem (c. 1445–după 1476)
- Ronnie Hazlehurst (1928–2007)
- Hubert Klyne Headley (1906–1996)
- John Hebden (1712–1765)
- Jake Heggie (n. 1961)
- Johann David Heinichen (1683–1729)
- Paavo Heininen (n. 1938)
- Anthony Philip Heinrich (1781–1861)
- Peter Arnold Heise (1830–1879)
- Walter Hekster (1937–2012)
- Pieter Hellendaal (1721–1799)
- Barbara Heller (n. 1936)
- Stephen Heller (1813–1888)
- Lupus Hellinck (c. 1494–1541)
- Robert Helps (1928–2001)
- Victor Hely-Hutchinson (1901–1947)
- Fletcher Henderson (1897–1952)
- Moya Henderson (n. 1941)
- Hans Henkemans (1913–1995)
- Fini Henriques (1867–1940)
- Henric al VIII-lea (1491–1547)
- Pierre Henry (n. 1927)
- Adolf von Henselt (1814–1889)
- de⁠(Bruno Henze)[Henze&page=de&targettitle=de traduceți] (1900–1978)
- de⁠(Carl Henze)[Henze&page=de&targettitle=de traduceți] (1872–1946)
- Hans Werner Henze (1926–2012)
- Victor Herbert (1859–1924)
- Johann Andreas Herbst (1588–1666)
- Ferdinand Hérold (1791–1833)
- Bernard Herrmann (1911–1975)
- Philippe Hersant (n. 1948)
- Michael Hersch (n. 1971)
- William Herschel (1738–1822)
- Johann Wilhelm Hertel (1727–1789)
- Hervé (Florimond Ronger) (1825–1892)
- Heinrich von Herzogenberg (1843–1900)
- Hans-Joachim Hespos (n. 1938)
- Ernst Hess (1912–1968)
- Nigel Hess (n. 1953)
- Kurt Hessenberg (1908–1994)
- Jacques Hétu (1938–2010)
- Richard Heuberger (1850–1914)
- James Hewitt (1770–1827)
- Juan Hidalgo (1614–1685)
- Frigyes Hidas (1928–2007)
- Hans Uwe Hielscher (n. 1945)
- Jennifer Higdon (n. 1962)
- Hildegard de Bingen (1098–1179)
- Henry Hiles (1826–1904)
- Alfred Hill (1870–1960)
- Edward Burlingame Hill (1872–1960)
- Ferdinand Hiller (1811–1885)
- Johann Adam Hiller (1728–1804)
- Lejaren Hiller (1924–1994)
- Friedrich Heinrich Himmel (1765–1814)
- Paul Hindemith (1895–1963)
- Matthew Hindson (n. 1968)
- Alistair Hinton (n. 1950)
- it (n. 1954)
- Joe Hisaishi (n. 1950)
- Franz Hitz (1828–1891)
- Emil Hlobil (1901–1987)
- Christopher Hobbs (n. 1950)
- Gilad Hochman (n. 1982)
- Alun Hoddinott (1929–2008)
- Léonard de Hodémont (c. 1575–1639)
- Andreas Hofer (1629–1684)
- Paul Hofhaimer (1459–1537)
- Ernst Theodor Amadeus Hoffmann (1776–1822)
- Franz Anton Hoffmeister (1754–1812)
- Romanus Hoffstetter (1742–1815)
- Leopold Hofmann (1738–1793)
- Lee Hoiby (1926–2011)
- Anthony Holborne (c. 1545–1602)
- Joseph Holbrooke (1878–1958)
- Theodore Holland (1878–1947)
- Karl Höller (1907–1987)
- York Höller (n. 1944)
- Alan Holley (1954–prezent)
- Heinz Holliger (n. 1939)
- Robin Holloway (n. 1943)
- Vagn Holmboe (1909–1996)
- Alfred Holmes (1837–1876)
- Augusta Holmès (1847–1903)
- Henry Holmes (1839–1905)
- John Holmes (cunoscut din 1599; d. 1629)
- William Henry Holmes (1812–1885)
- Gustav Holst (1874–1934)
- Simeon ten Holt (n. 1923)
- Simon Holt (n. 1958)
- Bo Holten (n. 1948)
- Ignaz Holzbauer (1711–1783)
- Adriana Hölszky (n. 1953)
- Gottfried August Homilius (1714–1785)
- Sidney Homer (1864?–1953)
- Arthur Honegger (1892–1955)
- James Hook (1746–1827)
- Bill Hopkins (1943–1981)
- Hal Hopson (n. 1933)
- James Horner (1953–2015)
- William Horwood (cun. 1459–1484; d. 1484)
- Toshio Hosokawa (n. 1955)
- Mansoor Hosseini (n. 1967)
- Hoste da Reggio (Bartolomeo Torresano) (c. 1520–1569)
- John Hothby (Johannes Ottobi) (c. 1430–1487)
- Nicolas Hotman (c. 1610–1663)
- Jacques-Martin Hotteterre (1674–1763)
- Stephen Hough (n. 1961)
- Joachim van den Hove (c. 1567–1620)
- Alan Hovhaness (1911–2000)
- Joseph E. Howard (1867–1961)
- Julia Ward Howe (1819–1910)
- Herbert Howells (1892–1983)
- Leonid Hrabovsky (n. 1935)
- Huang Ruo (n. 1976)
- Jenő Hubay (1858–1937)
- Jean Hubeau (1917–1992)
- Hans Huber (1852–1921)
- Jiří Hudec (1923–1996)
- Robert Hughes (1912–2007)
- Johannes Alfred Hultman (1861–1942)
- Tobias Hume (c. 1569–1645)
- Pelham Humfrey (1647–1674)
- Bertold Hummel (1925–2002)
- Ferdinand Hummel (1855–1928)
- Franz Hummel (n. 1939)
- Johann Nepomuk Hummel (1778–1837)
- Joseph Friedrich Hummel (1841–1919)
- Engelbert Humperdinck (1854–1921)
- Richard Hundley (n. 1931)
- Jean Huré (1877–1930)
- Conrad Friedrich Hurlebusch (1691–1765)
- William Hurlstone (1876–1906)
- Lukas Hurník (n. 1967)
- Karel Husa (n. 1921)
- Henry Holden Huss (1862–1953)
- Jenő Huszka (1875–1960)
- Anselm Hüttenbrenner (1794–1868)
- Albert Huybrechts (1899–1938)
- Constantijn Huygens (1596–1687)
- Ketil Hvoslef (n. 1939)
- Jason Kao Hwang (n. 1957)
- Richard Hygons (c. 1435–c. 1509)
- Tyzen Hsiao (1938–2015)

## I
- Jacques Ibert (1890–1962)
- Akira Ifukube (1916–2006)
- Ilayaraaja (n. 1943)
- Márton Illés (n. 1975)
- Andrew Imbrie (1921–2007)
- Sigismondo d'India (c. 1582–1629)
- Vincent d'Indy (1851–1931)
- Airat Ichmouratov (1973)
- Marc'Antonio Ingegneri (1535/1536–1592)
- Mikhail Ippolitov-Ivanov (1859–1935)
- John Ireland (1879–1962)
- Juan Francés de Iribarren (1699–1767)
- Miguel de Irízar (1635–1684)
- Heinrich Isaac (c. 1450/1455–1517)
- Sigurd Islandsmoen (1881–1964)
- Nicolas Isouard (1775–1818)
- Jānis Ivanovs (1906–1983)
- Volodymyr Ivasiuk (1949–1979)
- Charles Ives (1874–1954)
- Simon Ives (1600–1662)
- Jean Eichelberger Ivey (1923–2010)

## J
- Steve Jablonsky (n. 1970)
- Francis Jackson (n. 1917)
- Tony Jackson (1876–1921)
- William Jackson (1730–1803)
- Gordon Jacob (1895–1984)
- Frederick Jacobi (1891–1952)
- Victor Jacobi (Jakabfi Viktor) (1883–1921)
- Jens Bjerre Jacobsen (1903–1986)
- Jacquet de Mantua (Jachet de Mantoue) (1483–1559)
- Salomon Jadassohn (1831–1902)
- Hyacinthe Jadin (1776–1800)
- Louis-Emmanuel Jadin (1768–1853)
- Alfred Jaëll (1832–1882)
- Stephen Jaffe (n. 1954)
- Edward Jakobowski (1858–1927)
- Prenkë Jakova (1917–1969)
- Philip James (1890–1975)
- Jan z Lublina (cun. 1537–1548)
- Leoš Janáček (1852–1928)
- Clément Janequin (c. 1485–1558)
- Johann Gottlieb Janitsch (1708–1763)
- Leopold Jansa (1795–1875)
- Guus Janssen (n. 1951)
- Peter Janssens (1934–1998)
- Antonius Janue (cun. c. 1460)
- Jean Japart (cun. c. 1474–1481)
- Armas Järnefelt (1869–1958)
- Georg Jarno (1868–1920)
- Ivan Mane Jarnović (Giornovichi) (1747–1804)
- Jean Michel Jarre (n. 1948)
- Maurice Jarre (1924–2009)
- Michael Jarrell (n. 1958)
- Adam Jarzębski (c. 1590–c. 1648)
- Maurice Jaubert (1900–1940)
- Harris Jayaraj (n. 1975)
- Johannes Jeep (1581/1582–1644)
- George Jeffreys (c. 1610–1685)
- Sándor Jemnitz (1890–1963)
- Ronald Jenkees
- John Jenkins (1592–1678)
- Karl Jenkins (n. 1944)
- Davorin Jenko (1835–1914)
- Thomas Jennefelt (n. 1954)
- Gustav Jenner (1865–1920)
- Leon Jessel (1871–1942)
- Willem Jeths (n. 1959)
- Maistre Jhan (c. 1485–1538)
- František Jiránek (1698–1778)
- Joseph Joachim (1831–1907)
- Ioan al IV-lea (1603–1656)
- Antônio Carlos Jobim (1927–1994)
- Gunnar Johansen (1906–1991)
- Alan John (n. 1958)
- David C. Johnson (n. 1940)
- David Earle Johnson (d. 1998)
- David N. Johnson (1922–1987)
- John Johnson (cun. 1579–1594)
- Laurie Johnson (n. 1927)
- Robert Johnson (c. 1583–c. 1633)
- Tom Johnson (n. 1939)
- Ben Johnston (n. 1926)
- Betsy Jolas (n. 1926)
- André Jolivet (1905–1974)
- Niccolò Jommelli (1714–1774)
- Jens Joneleit (n. 1968)
- Daniel Jones (1912–1993)
- Edwin Arthur Jones (1853–1911)
- Quincy Jones (n. 1933)
- Richard Jones (sfârșitul 17 sec – 1744)
- Robert Jones (c. 1577–1617)
- Ron Jones (n. 1954)
- Samuel Jones (n. 1935)
- Joseph Jongen (1873–1953)
- Scott Joplin (c. 1868–1917)
- Mihail Jora (1891–1971)
- Victoria Jordanova (n. 1952)
- Jens Josef (n. 1967)
- Bradley Joseph (n. 1965)
- Tyler Joseph (n. 1988)
- Wilfred Josephs (1927–1997)
- Josquin des Prez (c. 1450/1455–1521)
- John Joubert (n. 1927)
- Gilles Joye (c. 1424/1425–1483)
- Hans Judenkünig (Judenkönig) (c. 1445/1450–1526)
- Gilles Jullien (c. 1651/1653–1703)
- Louis Antoine Jullien (1812–1860)
- Junkie XL (n. 1967)
- Paul Juon (1872–1940)

## K
- Dmitri Kabalevsky (1904–1987)
- Miloslav Kabeláč (1908–1979)
- Jeronimas Kačinskas (1907–2005)
- Bert Kaempfert (1924–1980)
- Mauricio Kagel (1931–2008)
- de⁠(Wilhelm Kaiser-Lindemann)[Kaiser-Lindemann&page=de&targettitle=de traduceți] (n. 1942)
- Yuki Kajiura (n. 1965)
- Vasily Kalinnikov (1866–1901)
- Johannes Kalitzke (n. 1959)
- Jan Kalivoda (Kalliwoda) (1801–1866)
- Friedrich Kalkbrenner (1785–1849)
- Emmerich Kálmán (1882–1953)
- Manolis Kalomiris (1883–1962)
- Antonín Kammel (1730–1788)
- Shigeru Kan-no (n. 1959)
- Giya Kancheli (n. 1935)
- John Kander (n. 1927)
- Yoko Kanno (n. 1964)
- Božidar Kantušer (1921–1999)
- Artur Kapp (1878–1952)
- Eugen Kapp (1908–1996)
- Vítězslava Kaprálová (1915–1940)
- Johannes Hieronymus Kapsberger (c. 1580–1651)
- Nikolai Kapustin (n. 1937)
- Sigfrid Karg-Elert (1877–1933)
- Mieczysław Karłowicz (1876–1909)
- Kjell Mørk Karlsen (n. 1947)
- Jurgis Karnavičius (1884–1941)
- Laura Karpman (n. 1959)
- Leonard Kastle (1929–2011)
- Jean-Georges Kastner (1810–1867)
- Elena Kats-Chernin (n. 1957)
- Rudolf Kattnigg (1895–1955)
- Georgy L'vovich Katuar (1861–1926)
- Georg Katzer (1935–2019)
- Hugo Kauder (1888–1972)
- Georg Friedrich Kauffmann (1679–1735)
- Hiba Kawas (n. 1972)
- Motoharu Kawashima (n. 1972)
- Yakov Kazyansky (n. 1948)
- Reinhard Keiser (1674–1739)
- David Kellner (1670–1748)
- Johann Christoph Kellner (1736–1803)
- Johann Peter Kellner (1705–1772)
- Hugh Kellyk (cun. c. 1480)
- Joannes Florentius a Kempis (1635–după 1711)
- Nicolaus à Kempis (c. 1600–1676)
- Martin Kennedy (n. 1978)
- Abraham van den Kerckhoven (c. 1618–c. 1701)
- Jacobus de Kerle (1531/1532–1591)
- Johann Caspar Kerll (1627–1693)
- Jerome Kern (1885–1945)
- Aaron Jay Kernis (n. 1960)
- Albert Ketèlbey (1875–1959)
- Tristan Keuris (1946–1996)
- Aram Khachaturian (1903–1978)
- Rami Khalife (n. 1981)
- Ivan Khandoshkin (1747–1804)
- Yuri Khanon (n. 1965)
- Tikhon Khrennikov (1913–2007)
- Aldine Silliman Kieffer (1840–1904)
- Friedrich Kiel (1821–1885)
- Wilhelm Kienzl (1857–1941)
- Wojciech Kilar (n. 1932)
- Wilhelm Killmayer (n. 1927)
- Earl Kim (1920–1998)
- Johann Erasmus Kindermann (1616–1655)
- Carole King (n. 1942)
- Karl King (1891–1971)
- Gershon Kingsley (n. 1922)
- George Kirbye (c. 1565–1634)
- Leon Kirchner (1919–2009)
- Theodor Kirchner (1823–1903)
- Volker David Kirchner (n. 1942)
- Johann Philipp Kirnberger (1721–1783)
- Don Kirshner (n. 1934)
- Caspar Kittel (1603–1639)
- Johann Christian Kittel (1732–1809)
- Uuno Klami (1900–1961)
- Giselher Klebe (1925–2009)
- Leonhard Kleber (c. 1495–1556)
- Bernhard Klein (1793–1832)
- Richard Rudolf Klein (1921–2011)
- Julian Klemczyński (1807/1810–1851)
- Julius Klengel (1859–1933)
- Paul Klengel (1854–1935)
- Josef Klička (1855–1937)
- Karl Emanuel Klitzsch (1812–1889)
- Friedrich Klose (1862–1942)
- August Klughardt (1847–1902)
- Alexander Knaifel (n. 1943)
- Justin Heinrich Knecht (1752–1817)
- Andreas Kneller (1649–1724)
- Edward Knight (n. 1961)
- Lev Knipper (1898–1974)
- Charles Knox (n. 1929)
- Sebastian Knüpfer (1633–1676)
- Oliver Knussen (1952–2018)
- Marcelo Koc (1918–2006)
- Miklós Kocsár (n. 1933)
- Zoltán Kodály (1882–1967)
- Charles Koechlin (1867–1950)
- Graeme Koehne (n. 1956)
- Hans von Koessler (János Koessler) (1853–1926)
- Jan Koetsier (1911–2006)
- Karl Kohaut (1726–1784)
- Erland von Koch (1910–2009)
- Günter Kochan (1930–2009)
- Ludwig von Köchel (1800–1877)
- Ernesto Köhler (1849–1907)
- Siegfried Köhler (n. 1923)
- Ellis B. Kohs (1916–2000)
- Joonas Kokkonen (1921–1996)
- Walter Kollo (1878–1940)
- Pierre Kolp (n. 1969)
- Karel Komzák I (1823–1893)
- Karel Komzák II (1850–1905)
- Koji Kondo (n. 1960)
- Johann Balthasar König (1691–1758)
- Servaes de Koninck (c. 1654–c. 1701)
- Anders Koppel (n. 1947)
- Herman David Koppel (1908–1998)
- Karel Blažej Kopřiva (1756–1785)
- Václav Jan Kopřiva (Urtica) (1708–1789)
- Nikolai Korndorf (1947–2001)
- Erich Wolfgang Korngold (1897–1957)
- Viktor Kosenko (1896–1938)
- Hans Kotter (c. 1485–1541)
- Jason Kouchak (n. 1967)
- Leopold Kozeluch (1747–1818)
- Marjan Kozina (1907–1965)
- Pylyp Kozytskiy (1893–1960)
- Antonín Kraft (c. 1749–1820)
- William Kraft (n. 1923)
- Mathilde Kralik (1857–1944)
- Hans Krása (1899–1944)
- Joseph Martin Kraus (1756–1792)
- Jaroslav Krček (n. 1939)
- Johann Ludwig Krebs (1713–1780)
- Johann Tobias Krebs (1690–1762)
- Fritz Kreisler (1875–1962)
- Ernst Krenek (1900–1991)
- Franz Krenn (1818–1897)
- Conradin Kreutzer (1780–1849)
- Rodolphe Kreutzer (1766–1831)
- Adam Krieger (1634–1666)
- Johann Philipp Krieger (1649–1725)
- Johann Krieger (1651–1735)
- Rohan Kriwaczek (n. 1968)
- Franz Krommer (1759–1831)
- Jean-Baptiste Krumpholz (1742–1790)
- Gail Kubik (1914–1984)
- Jan Křtitel Kuchař (1751–1829)
- Joseph Küffner (1776–1856)
- Friedrich Kuhlau (1786–1832)
- Johann Kuhnau (1660–1722)
- Gerd Kühr (n. 1952)
- August Kühnel (1645–c. 1700)
- Jarosław Kukulski (n. 1944)
- Theodor Kullak (1818–1882)
- Eduard Künneke (1885–1953)
- Andreas Kunstein (n. 1967)
- Friedrich Ludwig Aemilius Kunzen (1761–1817)
- Robert Kurka (1921–1957)
- Karol Kurpiński (1785–1857)
- György Kurtág (n. 1926)
- Johann Sigismund Kusser (1660–1727)
- Toivo Kuula (1883–1918)
- Elisabeth Kuyper (1877–1953)
- Larysa Kuzmenko (n. 1956)
- Otomar Kvěch (n. 1950)

## L
- Michel de La Barre (c. 1675–1745)
- Louis de La Coste (c. 1675–c. 1750)
- Adrien de La Fage (1801–1862)
- Nicolas de La Grotte (1530–c. 1600)
- Élisabeth Jacquet de La Guerre (1659–1729)
- George de La Hèle (1547–1586)
- Alfred La Liberté (1882–1952)
- John La Montaine (1920–2013)
- Frank La Rocca (n. 1951)
- Pierre de La Rue (c. 1452–1518)
- Théodore Labarre (1805–1870)
- Marcel Labey (1875–1968)
- Helmut Lachenmann (n. 1935)
- Carl Lachmund (1853–1928)
- Franz Paul Lachner (1803–1890)
- Ignaz Lachner (1807–1895)
- Ludwig Wenzel Lachnith (1746–1820)
- Louis Lacombe (1818–1884)
- Paul Lacome (1838–1920)
- Bernard Germain Étienne de la Ville, Comte de Lacépède (1756–1825)
- Ezra Laderman (n. 1924)
- Paul-Émile Ladmirault (1877–1944)
- Lori Laitman (n. 1955)
- László Lajtha (1892–1963)
- Édouard Lalo (1823–1892)
- José Ángel Lamas (1775–1814)
- Joseph Lamb (1887–1960)
- Walter Lambe (c. 1450–după 1504)
- Charles Lucien Lambert (1828–1896)
- Constant Lambert (1905–1951)
- Michel Lambert (1610–1696)
- Joan Lamote de Grignon (1872–1949)
- Ricard Lamote de Grignon (1899–1962)
- John Frederick Lampe (1703–1751)
- John Lanchbery (1923–2003)
- Siegfried Landau (n. 1921)
- Stefano Landi (1586/1587–1639)
- Francesco Landini (c. 1325/1335–1397)
- Marcel Landowski (1915–1999)
- Guillaume Landré (1905–1968)
- Lutz Landwehr von Pragenau (n. 1963)
- Benjamin Johnson Lang (1837–1909)
- Bernhard Lang (n. 1957)
- David Lang (n. 1957)
- Hans Lang (1897–1968)
- Hans Lang (1908–1992)
- István Láng (n. 1933)
- Klaus Lang (n. 1971)
- Margaret Ruthven Lang (1867–1972)
- Peter Erasmus Lange-Müller (1850–1926)
- Rued Langgaard (1893–1952)
- Jean Langlais (1907–1991)
- Honoré Langlé (1741–1807)
- Nicholas Lanier (1588–1666)
- Colinet de Lannoy (cunoscut din 1476; d. c. 1497)
- Daniel Lanois (n. 1951)
- Paul Lansky (n. 1944)
- Arnold de Lantins (cun. 1423–1432)
- Hugo de Lantins (cun. c. 1420–1430)
- Raimond Lap (n. 1959)
- André Laporte (n. 1931)
- Isidore de Lara (1858–1935)
- Thomas Larcher (n. 1963)
- Patrick Larley (n. 1951)
- Libby Larsen (n. 1950)
- Lars-Erik Larsson (1908–1986)
- Eduard Lassen (1830–1904)
- Orlande de Lassus (c. 1532–1594)
- William P. Latham (1917–2004)
- Gaetano Latilla (1711–1788)
- Jean de Latre (Delattre) (c. 1505/1510–1569)
- Felice Lattuada (1882–1962)
- Ken Lauber (n. 1941)
- Wolff Jakob Lauffensteiner (1676–1754)
- Armas Launis (1884–1959)
- Morten Lauridsen (n. 1943)
- Franz Lauska (1764–1825)
- Elodie Lauten (n. 1950)
- Angelo Francesco Lavagnino (1909–1987)
- Calixa Lavallée (1842–1891)
- Nikolaos Lavdas (1879–1940)
- Lewis Henry Lavenu (1818–1859)
- Mario Lavista (n. 1943)
- Marc Lavry (1903–1967)
- Henry Lawes (1595–1662)
- William Lawes (1602–1645)
- Donald Lawrence (n. 1961)
- Francesco de Layolle (1492–c. 1540)
- Filip Lazăr (1894–1936)
- Henri Lazarof (1932–2013)
- Sylvio Lazzari (1857–1944)
- Simon Le Duc (Leduc) (1742–1777)
- Paul Le Flem (1881–1984)
- Dorian Le Gallienne (1915–1963)
- Claude Le Jeune (1528/1530–1600)
- Gaspard Le Roux (c. 1660–1707)
- Adrian Le Roy (c. 1520–1598)
- Jean-François Le Sueur (Lesueur) (1760–1837)
- Nicolas Lebègue (1631–1702)
- Firmin Lebel (cunoscut din c. 1540; d. 1573)
- Francesca Lebrun (Franziska Danzi) (1756–1791)
- Ludwig August Lebrun (1752–1790)
- Paul-Henri-Joseph Lebrun (1863–1920)
- Jean-Marie Leclair (l'aîné) (1697–1764)
- Jean-Marie Leclair cel tânăr (1703–1777)
- Alexandre Charles Lecocq (1832–1918)
- Ernesto Lecuona (1895–1963)
- George Alexander Lee (1802–1851)
- Noël Lee (n. 1924)
- Thomas Oboe Lee (n. 1945)
- Benjamin Lees (1924–2010)
- Reinbert de Leeuw (n. 1938)
- Ton de Leeuw (1926–1996)
- Nicola Frances LeFanu (n. 1947)
- Charles Édouard Lefebvre (1843–1917)
- Louis James Alfred Lefébure-Wély (1817–1869)
- Jean-Xavier Lefèvre (1763–1829)
- Victor Legley (1915–1994)
- Luigi Legnani (1790–1877)
- Michel Legrand (n. 1932)
- Guillaume Legrant (Lemarcherier) (cun. 1405–1449)
- Johannes Legrant (cun. c. 1420–1440)
- Giovanni Legrenzi (1626–1690)
- Joseph Legros (1739–1793)
- Franz Lehár (1870–1948)
- Liza Lehmann (1862–1918)
- Leonard J. Lehrman (n. 1949)
- Franz Lehrndorfer (n. 1928)
- Jerry Leiber (n. 1933)
- René Leibowitz (1913–1972)
- Jón Leifs (1899–1968)
- Walter Leigh (1905–1942)
- Kenneth Leighton (1929–1988)
- William Leighton (c. 1565–1622)
- Guillaume Lekeu (1870–1894)
- Edwin Lemare (1866–1934)
- Lorenz Lemlin (c. 1495–după 1549)
- Jacques-Nicolas Lemmens (1823–1881)
- Jean-Baptiste Lemoyne (1751–1796)
- Erwin Lendvai (1882–1949)
- Kamilló Lendvay (n. 1928)
- Alfonso Leng (1894–1974)
- Nicholas Lens (n. 1957)
- James Lentini (n. 1958)
- Stefano Lentini (n. 1974)
- Georges Lentz (n. 1965)
- Julius Lenzberg (1878–1956)
- Leonardo Leo (1694–1744)
- Isabella Leonarda (1620–1704)
- Ruggiero Leoncavallo (1857–1919)
- Gabriele Leone (c. 1735–1790)
- Franco Leoni (1864–1949)
- Léonin (cun. 1150s–1201)
- Mykola Leontovych (1877–1921)
- Leopold I, Holy Roman Emperor (1640–1705)
- Wassili Leps (1870–1942)
- Fred Lerdahl (n. 1943)
- Xavier Leroux (1863–1919)
- Theodor Leschetizky (1830–1915)
- Henry Leslie (1822–1896)
- Franciszek Lessel (1780–1838)
- Oscar Levant (1906–1972)
- Richard Leveridge (1670–1758)
- Michaël Lévinas (n. 1949)
- Marvin David Levy (n. 1932)
- David Lewin (1933–2003)
- Frank Lewin (n. 1925)
- Andrew Lewis (n. 1936)
- Jeffrey Lewis (n. 1942)
- Ignace Leybach (1817–1891)
- Georg Dietrich Leyding (1664–1710)
- Ulrich Leyendecker (n. 1946)
- Jean Lhéritier (L'Heritier; Lirithier) (c. 1480–după 1551)
- Fran Lhotka (1883–1962)
- Reginaldus Libert (cun. c. 1425–1435)
- Johann Georg Lickl (1769–1843)
- Cristiano Giuseppe Lidarti (1730–1795)
- Jorge Liderman (1957–2008)
- Ingvar Lidholm (1921–2017)
- Lowell Liebermann (n. 1961)
- Peter Lieberson (1946–2011)
- Rolf Liebermann (1910–1999)
- Clement Liebert (cun. 1433–1454)
- Thurlow Lieurance (1878–1963)
- György Ligeti (1923–2006)
- Douglas Lilburn (1915–2001)
- Ingemar Liljefors (1906–1981)
- Ruben Liljefors (1871–1936)
- Giuseppe Lillo (1814–1863)
- Liza Lim (n. 1966)
- Adrien Limagne (1821–1891)
- Johannes de Limburgia (Johannes Vinandi) (cun. 1408?–1431)
- Limenius (cun. 128 BC)
- Armand Limnander (1814–1892)
- Paul Lincke (1866–1946)
- Magnus Lindberg (n. 1958)
- Nils Lindberg (n. 1933)
- Oskar Lindberg (1887–1955)
- Adolf Fredrik Lindblad (1801–1878)
- Otto Lindblad (1809–1864)
- Bo Linde (1933–1970)
- Hans-Martin Linde (n. 1930)
- Pär Lindgren (n. 1952)
- Eugen Lindner (1858–1915)
- Peter Joseph von Lindpaintner (1791–1856)
- Jukka Linkola (n. 1955)
- Thomas Linley cel bătrân (1733–1795)
- Thomas Linley cel tânăr (1756–1778)
- George Linley (1798–1865)
- George Linstead (1908–1974)
- Guy de Lioncourt (1885–1961)
- Karol Lipiński (1790–1861)
- Marijan Lipovšek (1910–1995)
- Vatroslav Lisinski (1819–1854)
- Claude Joseph Rouget de Lisle (1760–1836)
- Franz Liszt (1811–1886)
- Gaston Litaize (1909–1991)
- Antonio de Literes (1673–1747)
- Henry Charles Litolff (1818–1891)
- Giulio Litta (1822–1891)
- Ricardo Llorca (n. 1962)
- George Lloyd (1913–1998)
- Andrew Lloyd Webber (n. 1948)
- William Lloyd Webber (1914–1982)
- Johann Christian Lobe (1797–1881)
- Alonso Lobo (1555–1617)
- Duarte Lobo (c. 1565–1646)
- Elias Álvares Lôbo (1834–1901)
- Pietro Locatelli (1695–1764)
- Matthew Locke (c. 1621–1677)
- Dan Locklair (n. 1949)
- Normand Lockwood (n. 1906)
- Edward Loder (1813–1865)
- Charles Martin Loeffler (1861–1935)
- Jacques Loeillet (1685–1748)
- Jean-Baptiste Loeillet de Ghent (1688–c. 1720)
- Jean-Baptiste Loeillet de London (1680–1730)
- Frank Loesser (1910–1969)
- Theo Loevendie (n. 1930)
- Carl Loewe (1796–1869)
- Nicola Bonifacio Logroscino (1698–c. 1764)
- Martin Lohse (n. 1971)
- Otto Lohse (1858–1925)
- Hannibal Lokumbe (Marvin Peterson) (n. 1948)
- Antonio Lolli (1725–1802)
- Ruth Lomon (n. 1930)
- Alessandro Longo (1864–1945)
- Paolo Longo (n. 1967)
- Antoine de Longueval (cun. 1498–1525)
- Harvey Worthington Loomis (1865–1930)
- Fernando Lopes-Graça (1906–1994)
- Francisco Lopez Capillas (c. 1615–1673)
- Esteban López Morago (c. 1575–după 1630)
- Jimmy Lopez (n. 1978)
- Richard Loqueville (cunoscut din 1410; d. 1418)
- Bent Lorentzen (n. 1935)
- Paolo Lorenzani (1640–1713)
- Oscar Lorenzo Fernândez (1897–1948)
- Albert Lortzing (1801–1851)
- Johann Anton Losy (Logy) (c. 1650–1721)
- Mark Lothar (n. 1902)
- Antonio Lotti (c. 1667–1740)
- Ivana Loudová (n. 1941)
- Alexina Louie (n. 1949)
- Arthur Lourié (1892–1966)
- Samuel Lover (1797–1868)
- Adriano Lualdi (1885–1971)
- Bertram Luard-Selby (1853–1918)
- Vincent Lübeck (1654–1740)
- Charles Lucas (1808–1869)
- Clarence Lucas (1866–1947)
- Leighton Lucas (1903–1982)
- Arjen Anthony Lucassen (n. 1960)
- Andrea Luchesi (1741–1801)
- Alvin Lucier (n. 1931)
- Nicholas Ludford (c. 1490–1557)
- Otto Luening (1900–1996)
- Alexandre Luigini (1850–1906)
- Ivan Lukačić (c. 1587–1648)
- Zdeněk Lukáš (1928–2007)
- Giovanni Lorenzo Lulier (1662–1700)
- Jean-Baptiste Lully (1632–1687)
- Jean-Louis Lully (1667–1688)
- Louis Lully (1664–1734)
- Hans Christian Lumbye (1810–1874)
- Johannes Lupi (c. 1506–1539)
- Ambrose Lupo (cunoscut din 1539; d. 1591)
- Thomas Lupo (1571–1627)
- Filippo de Lurano (c. 1470–după 1520)
- Vicente Lusitano (cun. c. 1551–1561)
- Witold Lutosławski (1913–1994)
- Elizabeth Lutyens (1906–1983)
- Wilhelm Meyer Lutz (1829–1903)
- Arkady Luxemburg (n. 1939)
- Carolus Luython (1557–1620)
- Luzzasco Luzzaschi (1545?–1607)
- Alexei Fyodorovich Lvov (1798–1870)
- Anatoly Lyadov (1855–1914)
- Sergei Lyapunov (1859–1924)
- Boris Lyatoshinsky (1895–1968)
- Ralph Lyford (1882–1927)
- Mykola Vitaliiovych Lysenko (1842–1912)
- Stanyslav Lyudkevych (1879–1979)

## M
- Ma Sicong (1912–1987)
- Lorin Maazel (1930–2014)
- Teodulo Mabellini (1817–1897)
- Hamish MacCunn (1868–1916)
- Edward MacDowell (1860–1908)
- José Maceda (1917–2004)
- Teo Macero (1925–2008)
- George Alexander Macfarren (1813–1887)
- Walter Cecil Macfarren (1826–1905)
- Manuel Machado (c. 1590–1646)
- Sergio Machado (n. 1963)
- Peter Machajdik (n. 1961)
- Guillaume de Machaut (c. 1300–1377)
- François-Bernard Mâche (n. 1935)
- Le Sieur de Machy (d. după 1692)
- Alexander Mackenzie (1847–1935)
- John Mackey (n. 1973)
- Steven Mackey (n. 1956)
- Kevin MacLeod (n. 1972)
- James MacMillan (n. 1959)
- Elizabeth Maconchy (1907–1994)
- Robin Maconie (n. 1942)
- Giovanni de Macque (c. 1549–1614)
- Bruno Maderna (1920–1973)
- Leevi Madetoja (1887–1947)
- Filipe da Madre de Deus (c. 1630–c. 1688 or later)
- Jef Maes (1905–1996)
- Filipe de Magalhães (c. 1571–1652)
- Frederik Magle (n. 1977)
- Albéric Magnard (1865–1914)
- Désiré Magnus (1828–1884)
- Janet Maguire (n. 1927)
- Ernst Mahle (n. 1929)
- Gustav Mahler (1860–1911)
- Mesías Maiguashca (n. 1938)
- Jean Maillard (c. 1515?–c. 1570)
- Aimé Maillart (1817–1871)
- Martin Mailman (1932–2000)
- Giorgio Mainerio (c. 1535–1582)
- Philipp Maintz (n. 1977)
- Gian Francesco de Majo (1732–1770)
- Giuseppe de Majo (1697–1771)
- Kiril Makedonski (1925–1984)
- Andreas Makris (1930–2005)
- Malcourt (cun. c. 1470–1480)
- Pierre van Maldere (1729–1768)
- Paul de Maleingreau (1887–1956)
- Dmitry Malikov (n. 1970)
- Gian Francesco Malipiero (1882–1973)
- Riccardo Malipiero (1914–2003)
- Otto Malling (1848–1915)
- Gui Mallon (n. 1953)
- Pierre de Manchicourt (c. 1510–1564)
- Francesco Mancini (1672–1737)
- Henry Mancini (1924–1994)
- Francesco Manelli (1594–1667)
- Francesco Manfredini (1684–1762)
- Franco Mannino (1924–2005)
- Philippe Manoury (n. 1952)
- Keith Mansfield (n. 1941)
- Tigran Mansurian (n. 1939)
- Jaakko Mäntyjärvi (n. 1963)
- Paul Manz (1919–2009)
- Marco Marazzoli (c. 1602–1662)
- Marin Marais (1656–1728)
- Roland Marais (c. 1685–c. 1750)
- Alessandro Marcello (1669–1747)
- Benedetto Marcello (1686–1739)
- Louis Marchand (1669–1732)
- Filippo Marchetti (1831–1902)
- Anthony Marinelli (n. 1959)
- Christian Marclay (n. 1955)
- Catya Maré
- Czesław Marek (1891–1985)
- Luca Marenzio (c. 1553–1599)
- Franco Margola (1908–1992)
- Maria Antonia Walpurgis de Bavaria (Electress de Saxony) (1724–1780)
- Dario Marianelli (n. 1963)
- José Marín (1618–1699)
- Biagio Marini (1594–1663)
- Igor Markevitch (1912–1983)
- Miklós Maros (n. 1943)
- Arturo Márquez (n. 1950)
- Heinrich Marschner (1795–1861)
- John Marsh (1752–1828)
- Henri Marteau (1874–1934)
- François Martin (1727–1757)
- Frank Martin (1890–1974)
- Philip Martin (n. 1947)
- Vicente Martin y Soler (1754–1806)
- Marianna von Martines (1744–1812)
- Giovanni Battista Martini (Padre Martini) (1706–1784)
- Jean Paul Egide Martini (1741–1816)
- Johannes Martini (c. 1430/1440–1497)
- Donald Martino (1931–2005)
- Bohuslav Martinů (1890–1959)
- Steve Martland (1959–2013)
- Giuseppe Martucci (1856–1909)
- Vladimir Martynov (n. 1946)
- Joseph Marx (1882–1964)
- Karl Marx (1897–1985)
- Eduard Marxsen (1806–1887)
- Pietro Mascagni (1863–1945)
- David Maslanka (n. 1943)
- Daniel Gregory Mason (1873–1953)
- William Mason (1829–1908)
- Paola Massarenghi (n. 1565; cun. 1585)
- Jean-Baptiste Masse (c. 1700–c. 1757)
- Victor Massé (1822–1884)
- Jules Massenet (1842–1912)
- Gérard Masson (n. 1936)
- Lovro von Matačić (1899–1985)
- Johannes Matelart (Ioanne Matelart) (înainte de 1538–1607)
- William Mathias (1934–1992)
- André Mathieu (1929–1968)
- Yoritsune Matsudaira (1907–2001)
- Teizo Matsumura (1929–2007)
- Nicola Matteis (cun. c. 1670–1698; d. după 1713)
- Matteo da Perugia (cun. 1400–1416)
- Johann Mattheson (1681–1764)
- Colin Matthews (n. 1946)
- Siegfried Matthus (n. 1934)
- Peter Matz (1928–2002)
- Rudolf Mauersberger (1889–1971)
- John Henry Maunder (1858–1920)
- Nicholas Maw (1935–2009)
- Colin Mawby (n. 1936)
- Frederick May (1911–1985)
- Emilie Mayer (1812–1883)
- John Maynard (c. 1577–c. 1633)
- Ascanio Mayone (1565–1627)
- Rupert Ignaz Mayr (1646–1712)
- Johann Simon Mayr (1763–1845)
- Toshiro Mayuzumi (1929–1997)
- Jacques Féréol Mazas (1782–1849)
- Domenico Mazzocchi (1592–1665)
- Virgilio Mazzocchi (1597–1646)
- Giovanni Mazzuoli (Giovanni degli Organi) (c. 1360–1426)
- John McCabe (n. 1939)
- John Blackwood McEwen (1868–1948)
- Peter McGarr (n. 1953)
- John McGuire (n. 1942)
- Rod McKuen (n. 1933)
- Frank McNamara
- Richard Meale (1932–2009)
- Kirke Mechem (n. 1925)
- Tilo Medek (1940–2006)
- Johann Valentin Meder (1649–1719)
- Nikolai Medtner (1880–1951)
- Étienne Méhul (1763–1817)
- Johan de Meij (n. 1953)
- Alessandro Melani (1639–1703)
- Jacopo Melani (1623–1676)
- Erkki Melartin (1875–1937)
- Diogo Dias Melgás (1638–1700)
- Fanny Mendelssohn (1805–1847)
- Felix Mendelssohn (1809–1847)
- Manuel Mendes (c. 1547–1605)
- Rosendo Mendizábal (1868–1913)
- Martin-Joseph Mengal (1784–1851)
- Alan Menken (n. 1949)
- Peter Mennin (1923–1983)
- Gian Carlo Menotti (1911–2007)
- Sophie Menter (1846–1918)
- John Merbecke (c. 1505–c. 1585)
- Saverio Mercadante (1795–1870)
- Amédée Méreaux (1802–1874)
- Nicolas-Jean Lefroid de Méreaux (1745–1797)
- Aarre Merikanto (1893–1958)
- Oskar Merikanto (1868–1924)
- Gustav Merkel (1827–1885)
- Maceo Merriweather (1905–1953)
- Wim Mertens (n. 1953)
- Johann Kaspar Mertz (1806–1856)
- Tarquinio Merula (1594/1595–1665)
- Claudio Merulo (1533–1604)
- René Mesangeau (cun. 1567–1638)
- André Messager (1853–1929)
- Guilielmus Messaus (1589–1640)
- Olivier Messiaen (1908–1992)
- Ludwig Mestler (1891–1959)
- Josep Mestres Quadreny (n. 1929)
- Edgar Meyer (n. 1960)
- Ernst Hermann Meyer (1905–1988)
- Giacomo Meyerbeer (1791–1864)
- Adam Václav Michna z Otradovic (c. 1600–1676)
- Richard Mico (1590–1661)
- Wilhelm Middelschulte (1863–1943)
- Marcin Mielczewski (c. 1600–1651)
- Oreste Migliaccio (1882–1973)
- Francisco Mignone (1897–1986)
- Marcel Mihalovici (1898–1985)
- Minoru Miki (1930–2011)
- Mikołaj z Krakowa (Nicolaus Cracoviensis) (first half de 16 sec)
- Luis de Milán (c. 1500–după 1560)
- Francesco da Milano (1497–1543)
- Carlo Milanuzzi (c. 1590–c. 1647)
- Robin Milford (1903–1959)
- Darius Milhaud (1892–1974)
- Glenn Miller (1904–1944)
- Carl Millöcker (1842–1899)
- Nicolas Millot (cun. 1559–1589)
- Richard Mills (n. 1949)
- Leon Milo (n. 1956)
- Georgi Minchev (n. 1936)
- Charles Mingus (1922–1979)
- Ludwig Minkus (1826–1917)
- Ambrogio Minoja (1752–1825)
- Guillaume Minoret (c. 1650–1717/1720)
- Lin-Manuel Miranda (n. 1980)
- Dimitri Mitropoulos (1896–1960)
- Dary John Mizelle (n. 1940)
- Hajime Mizoguchi (n. 1960)
- Eric Moe (n. 1954)
- Ernest John Moeran (1894–1950)
- Joshua Pulomo Mohapeloa (1908–1982)
- Stevan Stojanović Mokranjac (1856–1914)
- Bernhard Molique (1802–1869)
- Simone Molinaro (c. 1570–după 1633)
- John Christopher Moller (1755–1803)
- Johann Melchior Molter (1696–1765)
- Jérôme-Joseph de Momigny (1762–1842)
- Fred Momotenko (n. 1970)
- Federico Mompou (1893–1987)
- David Monacchi (n. 1970)
- José Pablo Moncayo[a] (1912–1958)
- Jean-Joseph Cassanéa de Mondonville (1711–1772)
- Stanisław Moniuszko (1819–1872)
- Meredith Monk (n. 1942)
- Thelonious Monk (1917–1982)
- Georg Matthias Monn (1717–1750)
- Pierre-Alexandre Monsigny (1729–1817)
- Ricardo Montaner (n. 1957)
- Philippe de Monte (1521–1603)
- Michel Pignolet de Montéclair (1667–1737)
- Italo Montemezzi (1875–1952)
- José Ángel Montero (1832–1881)
- Claudio Monteverdi (1567–1643)
- Giulio Cesare Monteverdi (1573–1630/31)
- Vittorio Monti (1868–1922)
- Xavier Montsalvatge (1912–2002)
- Douglas Moore (1893–1969)
- Cristóbal de Morales (c. 1500–1553)
- Robert Moran (n. 1937)
- Paul Moravec (n. 1957)
- Jean-Baptiste Moreau (1656–1733)
- Justin Morgan (1747–1798)
- Jean-Baptiste Morin (1677–1745)
- Francesco Morlacchi (1784–1841)
- Thomas Morley (1557/1558–1602)
- Giorgio Moroder (n. 1940)
- Jerome Moross (1913–1983)
- Steve Morse (n. 1954)
- Ennio Morricone (n. 1928)
- Jelly Roll Morton (1890–1941)
- Robert Morton (c. 1430–1479)
- Ignaz Moscheles (1794–1870)
- Alexander Mosolov (1900–1973)
- Mihály Mosonyi (1815–1870)
- Moritz Moszkowski (1854–1925)
- Felix Mottl (1856–1911)
- Pierre Moulu (c. 1484–c. 1550)
- Jean-Joseph Mouret (1682–1738)
- Georges Moustaki (n. 1934)
- Charles Mouton (1626–1710)
- Jean Mouton (Jehan de Hollingue) (c. 1459–1522)
- Franz Xaver Mozart (1791–1844)
- Leopold Mozart (1719–1787)
- Wolfgang Amadeus Mozart (1756–1791)
- Jean-Baptiste Moyne (1751–1796)
- Alexander Moyzes (1906–1984)
- Robert Muczynski (1929–2010)
- Alonso Mudarra (c. 1510–1580)
- Georg Muffat (1653–1704)
- Gottlieb Muffat (1690–1770)
- Nico Muhly (n. 1981)
- Dominic Muldowney (n. 1952)
- August Eberhard Müller (1767–1817)
- Wenzel Müller (1767–1835)
- Jan Müller-Wieland (n. 1966)
- Rexho Mulliqi (1923–1982)
- Gráinne Mulvey (n. 1966)
- John Mundy (c. 1555–1630)
- William Mundy (c. 1528–c. 1591)
- Tristan Murail (n. 1947)
- Santiago de Murcia (1673–1739)
- Gilles Mureau (Mureue) (c. 1450–1512)
- Franz Xaver Murschhauser (1663–1738)
- Roberto Musci (n. 1956)
- Thea Musgrave (n. 1928)
- Modest Mussorgsky (1839–1881)
- Johann Gottfried Müthel (1728–1788)
- Gordon Mumma (n. 1935)
- Ian Munro (n. 1963)
- Nikolai Myaskovsky (1881–1950)
- Stanley Myers (1930–1993)
- Josef Mysliveček (1737–1781)

## N
- François Joseph Naderman (1781–1835)
- Conlon Nancarrow (1912–1997)
- Giovanni Bernardino Nanino (c. 1560–1623)
- Eduard Nápravník (1839–1916)
- Pietro Nardini (1722–1793)
- Peter Nardone (n. 1965)
- James Nares (1715–1783)
- Pascual Marquina Narro (1873–1948)
- Luis de Narváez (cun. 1526–1549)
- Ugo Nastrucci (n. 1953)
- Isaac Nathan (c. 1792–1864)
- Jacques-Christophe Naudot (c. 1690–1762)
- Johann Gottlieb Naumann (1741–1801)
- Juan Francisco de Navas (c. 1650–1719)
- Lior Navok (n. 1971)
- Ernesto Nazareth (1863–1934)
- Charles Neate (1784–1877)
- José de Nebra (1702–1768)
- Oskar Nedbal (1874–1930)
- Christian Gottlob Neefe (1748–1798)
- Cesare Negri (c. 1535–c. 1605)
- Marcantonio Negri (d. 1624)
- Sarah Nemtsov (n. 1980)
- Alberto Nepomuceno (1864–1920)
- Johann Baptist Georg Neruda (c. 1707–c. 1780)
- Viktor Nessler (1841–1890)
- Sigismund Neukomm (1778–1858)
- Georg Neumark (1621–1681)
- William Newark (c. 1450–1509)
- Alfred Newman (1900–1970)
- Chris Newman (n. 1958)
- Christoph Nichelmann (1717–1762)
- Sydney Nicholson (1875–1947)
- Edmund Nick (1891–1973)
- Otto Nicolai (1810–1849)
- Louis Niedermeyer (1802–1861)
- Carl Nielsen (1865–1931)
- Ludolf Nielsen (1876–1939)
- Tage Nielsen (1929–2003)
- Joy Nilo (n. 1970)
- Anders Nilsson (n. 1954)
- Alessandro Nini (1805–1880)
- Ninot le Petit (cun. c. 1500–1520)
- Tomohito Nishiura (n. 1973)
- Guillaume-Gabriel Nivers (1632–1714)
- sv⁠(Sten Njurling)[Njurling&page=sv&targettitle=sv traduceți] (1892–1945)
- Yuji Nomi (n. 1958)
- Luigi Nono (1924–1990)
- Anthoni van Noordt (c. 1619–1675)
- Erik Norby (1936–2007)
- Arne Nordheim (1931–2010)
- Rikard Nordraak (1842–1866)
- Per Nørgård (n. 1932)
- Ib Nørholm (n. 1931)
- Andrew Norman (n. 1979)
- Thomas Norris (1741–1790)
- Serge Noskov (n. 1956)
- Vítězslav Novák (1870–1949)
- Ivor Novello (1893–1951)
- Vincent Novello (1781–1861)
- Franz Nikolaus Novotny (1743–1773)
- Johannes Nucius (c. 1556–1620)
- Francisco Núñez (n. 1965)
- Patrick Nunn (n. 1969)
- Ervin Nyiregyházi (1903–1987)
- Michael Nyman (n. 1944)
- Knut Nystedt (n. 1915)

## O
- Jacob Obrecht (c. 1457/1458–1505)
- Johannes Ockeghem (c. 1410/1425–1497)
- Martin O'Donnell (n. 1955)
- Jacques Offenbach (1819–1880)
- Will Ogdon (n. 1921)
- Tale Ognenovski (n. 1922)
- Maurice Ohana (1913–1992)
- Hisato Ohzawa (1907–1953)
- Mike Oldfield (n. 1953)
- Carolina Oliphant (1766–1845)
- Pauline Oliveros (n. 1932)
- Max d'Ollone (1875–1959)
- Otto Olsson (1879–1964)
- George Onslow (1784–1853)
- Cornélie van Oosterzee (1863–1943)
- Chris Opperman (n. 1978)
- Mathilda d'Orozco (1796–1863)
- Julián Orbón (1925–1991)
- Karl von Ordoñez (1734–1786)
- Cecilie Ore (n. 1954)
- Tarik O'Regan (n. 1978)
- Carl Orff (1895–1982)
- Giuseppe Maria Orlandini (1676–1760)
- Leo Ornstein (1893–2002)
- Aniceto Ortega (1825–1875)
- Léon Orthel (1905–1985)
- Marbrianus de Orto (c. 1460–1529)
- Riz Ortolani (n. 1931)
- Alex Otterlei (n. 1968)
- Georg Österreich (1664–1735)
- Willy Ostijn (1913–1993)
- Henrique Oswald (1852–1931)
- James Oswald (1711–1769)
- Hans Otte (1926–2007)
- Willem van Otterloo (1907–1978)
- Cristóbal Oudrid (1825–1877)
- Frederick Ouseley (1825–1889)
- Morfydd Owen (1891–1918)
- Etienne Ozi (1754–1813)

## P
- Luis de Pablo (n. 1930)
- Charles Theodore Pachelbel (1690–1750)
- Johann Pachelbel (1653–1706)
- Wilhelm Hieronymus Pachelbel (c. 1685–1764)
- Giovanni Pacini (1796–1867)
- Fredrik Pacius (1809–1891)
- Cornelis Thymenszoon Padbrué (c. 1592–1670)
- Martijn Padding (n. 1956)
- Else Marie Pade (1924–2016)
- Steen Pade (n. 1956)
- Ignacy Jan Paderewski (1860–1941)
- Juan Gutiérrez de Padilla (c. 1590–1664)
- Ferdinando Paer (1771–1839)
- Niccolò Paganini (1782–1840)
- John Knowles Paine (1839–1906)
- James Paisible (Jacques Paisible) (c. 1656–1721)
- Giovanni Paisiello (1740–1816)
- Antonio Palella (1692–1761)
- Giovanni Pierluigi da Palestrina (c. 1525–1594)
- Eudenice V. Palaruan (b. 1968)
- Zakaria Paliashvili (1871–1933)
- Benedetto Pallavicino (c. 1551–1601)
- Carlo Pallavicino (c. 1630–1688)
- Jan Gerard Palm (1831–1906)
- Rudolph Palm (1880–1950)
- John Palm (1885–1925)
- Jacobo Palm (1887–1982)
- Selim Palmgren (1878–1951)
- Leonhard Päminger (1495–1567)
- Giovanni Antonio Pandolfi Mealli (c. 1630?–1669/1670)
- Andrzej Panufnik (1914–1991)
- Roxanna Panufnik (n. 1968)
- Jorma Panula (n. 1930)
- Evangelos Odysseas Papathanassiou (Vangelis) (n. 1943)
- Gérard Pape (n. 1955)
- Salvatore Pappalardo (1817–1884)
- Domenico Paradies (Paradisi) (1707–1791)
- Maria Theresa von Paradis (1759–1824)
- Paul Paray (1886–1979)
- Claudio Pari (1574–după 1619)
- Maria Hester Park (1775–1822)
- Horatio William Parker (1863–1919)
- Charles Hubert Hastings Parry (1848–1918)
- Michael Parsons (n. 1938)
- Robert Parsons (c. 1535–1572)
- Arvo Pärt (n. 1935)
- Harry Partch (1901–1974)
- Thomas Pasatieri (n. 1945)
- Vasily Pashkevich (1742–1797)
- Marc'Antonio Pasqualini (1614–1691)
- Bernardo Pasquini (1637–1710)
- Pierre Passereau (cun. 1509–1547)
- Georg von Pasterwitz (1730–1803)
- Robert Paterson (n. 1970)
- Carlos Patiño (1600–1675)
- Paul Patterson (n. 1947)
- Paul I Esterházy de Galántha (1635–1713)
- Jiří Pauer (1919–2007)
- Stephen Paulus (n. 1947)
- Conrad Paumann (c. 1410–1473)
- Alla Pavlova (n. 1952)
- Anthony Payne (n. 1936)
- Juan Carlos Paz (1901–1972)
- Johnny Pearson (1925–2011)
- Mogens Pedersøn (c. 1583–1623)
- Carlo Pedini (n. 1956)
- Teodorico Pedrini (1671–1746)
- Carlo Pedrotti (1817–1893)
- Martin Peerson (1571/1573–1651)
- Flor Peeters (1903–1986)
- Dora Pejačević (1885–1923)
- Bartłomiej Pękiel (d. c. 1670)
- Georgs Pelēcis (n. 1947)
- Jorge Peña Hen (1928–1973)
- Francisco de Peñalosa (c. 1470–1528)
- James Penberthy (1917–1999)
- Krzysztof Penderecki (n. 1933)
- Tomaž Pengov (n. 1949)
- Ernst Pepping (1901–1981)
- Johann Christoph Pepusch (1667–1752)
- Davide Perez (1711–1778)
- Juan Pérez de Gijón (cun. c. 1460–1500)
- Giovanni Battista Pergolesi (1710–1736)
- Jacopo Peri (1561–1633)
- Scott Perkins (n. 1980)
- George Perle (1915–2009)
- François-Louis Perne (1772–1832)
- Lorenzo Perosi (1872–1956)
- Pérotin (cun. 1190–1220)
- George Perry (1793–1862)
- William P. Perry (n. 1930)
- Giuseppe Persiani (1799–1869)
- Vincent Persichetti (1915–1987)
- Giacomo Antonio Perti (1661–1756)
- Giovanni Battista Pescetti (c. 1704–c. 1766)
- Michele Pesenti (c. 1470–după 1524)
- Oto Pestner (n. 1956)
- Emile Pessard (1843–1917)
- Johann Friedrich Peter (1746–1813)
- Norbert Walter Peters (n. 1954)
- David Petersen (c. 1651–1737)
- Wilhelm Petersen (1890–1957)
- Wilhelm Peterson-Berger (1867–1942)
- Goffredo Petrassi (1904–2003)
- Errico Petrella (1813–1877)
- Albena Petrovic-Vratchanska (n. 1965)
- Allan Pettersson (1911–1980)
- Christian Petzold (1677–1733)
- Paul Peuerl (1570–1625)
- Andreas Pevernage (1542/1543–1591)
- Johann Christoph Pez (1664–1716)
- Johann Christoph Pezel (1639–1694)
- Augustin Pfleger (1635–1686)
- Hans Pfitzner (1869–1949)
- Ferdinand Pfohl (1862–1949)
- P. Q. Phan (n. 1962)
- Barrington Pheloung (n. 1954)
- Anne Danican Philidor (1681–1728)
- François-André Danican Philidor (1726–1795)
- Philippe le Chancelier (c. 1160/1170–1236)
- Michel Philippot (1925–1996)
- Art Phillips (n. 1955)
- Peter Philips (c. 1560–1628)
- Dominique Phinot (c.  1510–c.  1556)
- Carlo Alfredo Piatti (1822–1901)
- Ástor Piazzolla (1921–1992)
- Giovanni Picchi (1571/1572–1643)
- Alessandro Piccinini (1566–1638)
- Niccolò Piccinni (1728–1800)
- Václav Pichl (1741–1804)
- John Pickard (n. 1963)
- Tobias Picker (n. 1954)
- Johann Gottfried Piefke (1815–1884)
- Gabriel Pierné (1863–1937)
- Maestro Piero (înainte de 1300–c. 1350)
- Willem Pijper (1894–1947)
- Mario Pilati (1903–1938)
- Francis Pilkington (c. 1565–1638)
- Daniel Pinkham (1923–2006)
- Maria Teresa Agnesi Pinottini (1720–1795)
- George Pinto (1785–1806)
- Matthias Pintscher (n. 1971)
- Nicola Piovani (n. 1946)
- Matthaeus Pipelare (c. 1450–c. 1515)
- Bernardo Pisano (1490–1548)
- Johann Georg Pisendel (1687–1755)
- Francesco Antonio Pistocchi (1659–1726)
- Walter Piston (1894–1976)
- Thomas Pitfield (1903–1999)
- Giuseppe Ottavio Pitoni (1657–1743)
- Johann Peter Pixis (1788–1874)
- Ildebrando Pizzetti (1880–1968)
- Joan Baptista Pla (c. 1720–1773)
- Robert Planquette (1848–1903)
- Peter Planyavsky (n. 1947)
- Pietro Platania (1828–1907)
- Giovanni Benedetto Platti (1697–1763)
- Ignaz Pleyel (1757–1831)
- John Plummer (c. 1410–c. 1484)
- Ludvík Podéšť (Binovský) (1921–1968)
- Alessandro Poglietti (early 17 sec–1683)
- David Pohle (1624–1695)
- František Xaver Pokorný (1729–1794)
- Madame Poldowski (Régine Wieniawski, Irène Wieniawska) (1879–1932)
- Carlo Francesco Pollarolo (c. 1653–1723)
- Ignazio Pollice (cun. 1684–1705)
- Doc Pomus (1925–1991)
- Manuel Ponce (1882–1948)
- Amilcare Ponchielli (1834–1886)
- Marcel Poot (1901–1988)
- Enno Poppe (n. 1969)
- David Popper (1843–1913)
- Nicola Porpora (1686–1768)
- Costanzo Porta (c. 1529–1601)
- Giovanni Porta (c. 1675–1755)
- Cole Porter (1891–1964)
- Quincy Porter (1897–1966)
- Rachel Portman (n. 1960)
- Marcos Portugal (1762–1830)
- Isaac Posch (1591?–c. 1623)
- Edouard Potjes (1860–1931)
- Cipriani Potter (1792–1871)
- Francis Poulenc (1899–1963)
- Henri Pousseur (n. 1929)
- Jonathan Powell (n. 1969)
- Mel Powell (1923–1998)
- Leonel Power (c. 1370/1385?–1445)
- Gerhard Präsent (n. 1957)
- Ferdinand Praeger (1815–1891)
- Hieronymus Praetorius (1560–1629)
- Jacob Praetorius (1586–1651)
- Michael Praetorius (1571–1621)
- Luca Antonio Predieri (1688–1767)
- Zbigniew Preisner (n. 1955)
- Thomas Preston (d. după 1559)
- André Previn (1929–2019)
- Florence Beatrice Price (1887–1953)
- Maui Dalvanius Prime (1948–2002)
- Alfred Prinz (n. 1930)
- Johannes Prioris (c. 1460?–c. 1514)
- Giovanni Priuli (c. 1575–1626)
- Simon Proctor (n. 1959)
- Sergei Prokofiev (1891–1953)
- Francesco Provenzale (1624–1704)
- de⁠(Peter Przystaniak)[Przystaniak&page=de&targettitle=de traduceți] (n. 1956)
- John Psathas (n. 1966)
- Giacomo Puccini (1858–1924)
- Gaetano Pugnani (1731–1798)
- Cesare Pugni (1802–1870)
- Raoul Pugno (1852–1914)
- Puẖiya (Puẖiyana) (c. 1400 BC)
- Joan Pau Pujol (1570–1626)
- Johannes Pullois (cunoscut din 1443; d. 1478)
- Giovanni Punto (Jan Václav Stich) (1746–1803)
- Daniel Purcell (1664–1717)
- Henry Purcell (1659–1695)
- Kevin Puts (n. 1972)
- Veli-Matti Puumala (n. 1965)
- Pycard (Picart) (cun. c. 1410)

## Q
- Qu Xiaosong (n. 1952)
- Qu Xixian (n. 1919)
- Johannes de Quadris (c. 1410–după 1456)
- Paolo Quagliati (c. 1555–1628)
- Johann Joachim Quantz (1697–1773)
- Joseph Quesnel (1746–1809)
- Alfred Quidant (1815–1893)
- Roger Quilter (1877–1953)
- Marie-Anne-Catherine Quinault (1695–1791)
- Lucia Quinciani (n. c. 1566; cun. 1611)
- Marcel Quinet (1915–1986)
- Daniel Patrick Quinn (n. 1981)
- Manuel Quiroga (1892–1961)
- Manuel José de Quirós (c. 1690?–1765)

## R
- Dick Raaijmakers (n. 1930)
- Damodar Raao (n. 1977)
- Henri Rabaud (1873–1949)
- Alexandre Rabinovitch-Barakovsky (n. 1945)
- Folke Rabe (n. 1935)
- Peer Raben (1940–2007)
- Sergei Rachmaninoff (1873–1943)
- Charles Racquet (1597–1664)
- Mikołaj Radomski (Nicolaus de Radom) (cun. c. 1400)
- Jean-Théodore Radoux (1835–1911)
- Horațiu Rădulescu (1942–2008)
- Joachim Raff (1822–1882)
- Assi Rahbani (1923–1986)
- Mansour Rahbani (1925–2009)
- Alexander Rahbari (n. 1948)
- A. R. Rahman (n. 1966)
- Pietro Raimondi (1786–1853)
- Ralph Rainger (1901–1942)
- Tomi Räisänen (n. 1976)
- André Raison (1640s–1719)
- Yuvan Shankar Raja (n. 1979)
- Thomas Rajna (n. 1928)
- Ľudovít Rajter (Rayter) (1906–2000)
- Jean-Philippe Rameau (1683–1764)
- Ariel Ramírez (1921–2010)
- Mattio Rampollini (1497–c. 1553)
- Robert Ramsey (1590s–1644)
- Shulamit Ran (n. 1949)
- Bernard Rands (n. 1934)
- Ture Rangström (1884–1947)
- György Ránki (1907–1992)
- Günter Raphael (1903–1960)
- Andreas Raselius (c.1563–1602)
- Francesco Rasi (1574–1621)
- Karl Aage Rasmussen (n. 1947)
- Valentin Rathgeber (1682–1750)
- Hermann Raupach (1728–1778)
- Einojuhani Rautavaara (1928–2016)
- Maurice Ravel (1875–1937)
- Thomas Ravenscroft (c. 1582–c. 1635)
- Alan Rawsthorne (1905–1971)
- Emma Marcy Raymond (1856–1913)
- Fred Raymond (1900–1954)
- Ray Reach (n. 1948)
- François Rebel (1701–1775)
- Jean-Féry Rebel (1666–1747)
- João Lourenço Rebelo (1610–1661)
- John Redford (cunoscut din 1534; d. 1547)
- Hans Redlich (1903–1968)
- Bernd Redmann (n. 1965)
- Thomas German Reed (1817–1888)
- William Reed (1859–1945)
- Emil Reesen (1887–1964)
- Max Reger (1873–1916)
- Johannes Regis (Jehan Leroy) (c. 1425–c. 1496)
- Jacob Regnart (c. 1540–1599)
- Giulio Regondi (1822–1872)
- Karin Rehnqvist (n. 1957)
- Steve Reich (n. 1936)
- Anton Reicha (1770–1836)
- Josef Reicha (1752–1795)
- Johann Friedrich Reichardt (1752–1814)
- Antonín Reichenauer (c. 1694–1730)
- Aribert Reimann (n. 1936)
- Jan Adam Reincken (1643?–1722)
- Alexander Reinagle (1756–1809)
- Carl Reinecke (1824–1910)
- Heinrich Reinhardt (1865–1922)
- Carl Martin Reinthaler (1822–1896)
- Niki Reiser (n. 1958)
- Carl Gottlieb Reissiger (1798–1859)
- Sergio Rendine (n. 1954)
- Leon René (1902–1982)
- Dino Residbegovic (n. 1975)
- Ottorino Respighi (1879–1936)
- Julius Reubke (1834–1858)
- Peter Reulein (n. 1966)
- Esaias Reusner (1636–1679)
- Georg Reutter (1656–1738)
- Georg Reutter (cel tânăr) (1708–1772)
- Hermann Reutter (1900–1985)
- Silvestre Revueltas (1899–1940)
- Cemal Reșit Rey (1904–1985)
- Jean-Baptiste Rey (1734–1810)
- Ernest Reyer (1823–1909)
- Alfred Reynolds (1884–1969)
- Roger Reynolds (n. 1934)
- Emil von Reznicek (1860–1945)
- Georg Rhau (Rhaw) (1488–1548)
- Josef Rheinberger (1839–1901)
- Emilios Riadis (1885–1935)
- Federico Ricci (1809–1877)
- Luigi Ricci (1805–1859)
- Cesarina Ricci de Tingoli (n. c. 1573, cun. 1597)
- Giovanni Battista Riccio (cun. 1609–1621)
- Jean Richafort (c. 1480–după 1547)
- Ferdinand Tobias Richter (1651–1711)
- Franz Xaver Richter (1709–1789)
- Max Richter (n. 1966)
- Frank Ricotti (n. 1949)
- Alan Ridout (1934-1996)
- Wallingford Riegger (1885–1961)
- Ferdinand Ries (1784–1838)
- Vittorio Rieti (1898–1994)
- Julius Rietz (1812–1877)
- Giovanni Antonio Rigatti (c. 1613–1648)
- Henri-Joseph Rigel (1741–1799)
- Vincenzo Righini (1756–1812)
- Wolfgang Rihm (n. 1952)
- Knudåge Riisager (1897–1974)
- Richard Rijnvos (n. 1964)
- Terry Riley (n. 1935)
- Vincenzo da Rimini (14 sec)
- Nikolai Rimsky-Korsakov (1844–1908)
- Christian Heinrich Rinck (1770–1846)
- Philipp Jakob Riotte (1776–1856)
- Alberto da Ripa (Albert de Rippe) (c. 1500–1551)
- André Ristic (n. 1972)
- Giovanni Alberto Ristori (1692–1753)
- August Gottfried Ritter (1811–1885)
- Johnny Rivers (n. 1942)
- Jean Rivier (1896–1987)
- Angela Ro Ro (n. 1949)
- Curtis Roads (n. 1951)
- François Roberday (1624–1680)
- Pierre Robert (c. 1618–1699)
- Harry Robertson (1932–1996)
- Thomas Robinson (c. 1560–după 1609)
- George Rochberg (1918–2005)
- August Röckel (1814–1876)
- Arturo Rodas (n. 1954)
- Pierre Rode (1774–1830)
- Nile Rodgers (n. 1952)
- Richard Rodgers (1902–1979)
- Rocco Rodio (c. 1535–după 1615)
- Joaquín Rodrigo (1901–1999)
- Robert Xavier Rodriguez (n. 1946)
- Jean Roger-Ducasse (1873–1954)
- Francesco Rognoni Taeggio (a doua jumătate a 16 sec – după 1626)
- Riccardo Rognoni (Richardo Rogniono) (ca. 1550 – înainte de 20 aprilie 1620)
- Philippe Rogier (c. 1561–1596)
- Jean Rogister (1879–1964)
- Eduard Rohde (1828–1883)
- Alexis Roland-Manuel (1891–1966)
- Amadeo Roldán (1900–1939)
- James Rolfe (n. 1961)
- Alessandro Rolla (1757–1841)
- Antonio Rolla (1798–1837)
- Johan Helmich Roman (1694–1758)
- Antonius Romanus (cun. c. 1414–1432)
- Andreas Romberg (1767–1821)
- Bernhard Romberg (1767–1841)
- Sigmund Romberg (1887–1951)
- Matheo Romero (c. 1575–1647)
- Johann Theodor Römhild (Roemhildt) (1684–1756)
- Julius Röntgen (1855–1932)
- William Michael Rooke (1794–1847)
- Joseph Willard Roosevelt (1918–2008)
- Guy Ropartz (1864–1955)
- Cipriano de Rore (c. 1516–1565)
- Ned Rorem (n. 1923)
- Juventino Rosas (1868–1894)
- David Rose (1910–1990)
- Thomas Roseingrave (1688–1766)
- Hilding Rosenberg (1892–1985)
- Jakob Rosenhain (1813–1894)
- Johann Rosenmüller (1619–1684)
- Manuel Rosenthal (1904–2003)
- Antonio Rosetti (Anton Rösler) (c. 1750–1792)
- Nikolai Roslavets (1881–1944)
- Arnold Rosner (1945–2013)
- Jerry Ross (1926–1955)
- Philip Rosseter (1567/1568–1623)
- Camilla de Rossi (cun. 1707–1710)
- Lauro Rossi (1810–1885)
- Luigi Rossi (c. 1597–1653)
- Michelangelo Rossi (c. 1601–1656)
- Roger Rossi (n. 1940)
- Salamone Rossi (c. 1570–1630)
- Gioachino Rossini (1792–1868)
- Nino Rota (1911–1979)
- Johann Christoph Rothe (1653–1700)
- Hans Rott (1858–1884)
- Christopher Rouse (n. 1949)
- Jean-Jacques Rousseau (1712–1778)
- Albert Roussel (1869–1937)
- Giovanni Rovetta (c. 1596–1668)
- Francesco Rovigo (1540/1541–1597)
- Edwin Roxburgh (n. 1937)
- Pancrace Royer (1705–1755)
- Miklós Rózsa (1907–1995)
- Jacek Różycki (c. 1635–1704)
- Edmund Rubbra (1901–1986)
- Anton Rubinstein (1829–1894)
- Nikolai Rubinstein (1835–1881)
- Sharon Ruchman (n. 1949)
- Poul Ruders (n. 1949)
- Dane Rudhyar (1895–1985)
- Ernst Rudorff (1840–1916)
- Vincenzo Ruffo (c. 1508–1587)
- Giovanni Maria Ruggieri (c. 1665–c. 1725)
- Carl Ruggles (1876–1971)
- Carl Friedrich Rungenhagen (1778–1851)
- Conrad Rupsch (cun. 1520s)
- Claudia Rusca (1593–1676)
- Craig Russell (n. 1951)
- Luigi Russolo (1883–1947)
- Friedrich Wilhelm Rust (1739–1796)
- Giacomo Rust (1741–1786)
- Giovanni Marco Rutini (1723–1797)
- John Rutter (n. 1945)
- Jakub Jan Ryba (1765–1815)
- Joseph Ryelandt (1870–1965)
- Frederic Rzewski (n. 1938)

## S
- Mart Saar (1882–1963)
- Kaija Saariaho (n. 1952)
- Bernardo Sabadini (cunoscut din 1662; d. 1718)
- Antonio Sacchini (1730–1786)
- Nicholas Sackman (n. 1950)
- Francesco Sacrati (1605–1650)
- Shigeaki Saegusa (n. 1942)
- Harald Sigurd Johan Sæverud (1897–1992)
- Jacques de Saint-Luc (1616–c. 1710)
- Camille Saint-Saëns (1835–1921)
- Monsieur de Sainte-Colombe (c. 1640–c. 1700)
- Ryuichi Sakamoto (n. 1952)
- Nicola Sala (1713–1801)
- Antonio de Salazar (c. 1650–1715)
- Luis H. Salgado (1903–1977)
- Antonio Salieri (1750–1825)
- Aulis Sallinen (n. 1935)
- Erkki Salmenhaara (1941–2002)
- Johann Peter Salomon (1745–1815)
- Esa-Pekka Salonen (n. 1958)
- Timothy Salter (n. 1942)
- Michael Salvatori (n. 1954)
- Spyridon Samaras (1861–1917)
- Giovanni Battista Sammartini (c. 1701–1775)
- Giuseppe Sammartini (1695–1750)
- Giovanni Felice Sances (c. 1600–1679)
- Carlos Sandoval (n. 1956)
- Greg Sandow (n. 1943)
- Jan Sandström (n. 1954)
- Sven-David Sandström (n. 1942)
- Sandrin (Pierre Regnault) (c. 1490–după 1560)
- Ramon Santos (b.1941)
- Gaspar Sanz (1640–1710)
- Lucio D. San Pedro (1913–2002)
- Claudio Saracini (1586–1630)
- Pablo de Sarasate (1844–1908)
- Vahram Sargsyan (n. 1981)
- Domenico Sarro (1679–1744)
- Giuseppe Sarti (1729–1802)
- Antonio Sartorio (1630–1680)
- Erik Satie (1866–1925)
- Emil von Sauer (1862–1942)
- Henri Sauguet (1901–1989)
- Eugène Sauzay (1809–1901)
- Matthew Savage (n. 1992)
- Hiroyuki Sawano (n. 1980)
- David Sawer (n. 1961)
- Robert Saxton (n. 1953)
- Fazıl Say (n. 1970)
- Ahmed Adnan Saygun (1907–1991)
- Marco Scacchi (c. 1600–1681/1687)
- Alessandro Scarlatti (1660–1725)
- Domenico Scarlatti (1685–1757)
- Francesco Scarlatti (1666–c. 1741)
- Giuseppe Scarlatti (1718/1723–1777)
- Pietro Filippo Scarlatti (1679–1750)
- Andrea Lorenzo Scartazzini (n. 1971)
- Giacinto Scelsi (1905–1988)
- Theodor von Schacht (1748–1823)
- Benedikt Schack (Žák) (1758–1826)
- Pierre Schaeffer (1910–1995)
- R. Murray Schafer (n. 1933)
- Christoph Schaffrath (1709–1763)
- Walter Scharf (1910–2003)
- Philipp Scharwenka (1847–1917)
- Xaver Scharwenka (1850–1924)
- Peter Schat (1935–2003)
- Klaus Schedl (n. 1966)
- Johann Adolph Scheibe (1708–1776)
- Heinrich Scheidemann (c. 1595–1663)
- Gottfried Scheidt (1593–1661)
- Samuel Scheidt (1587–1654)
- Johann Schein (1586–1630)
- Johann Schelle (1648–1701)
- Johannes Schenck (1660–c. 1712)
- Johann Baptist Schenk (1753–1836)
- Heinrich Schenker (1868–1935)
- Martin Scherber (1907–1974)
- Tona Scherchen (n. 1938)
- Sebastian Anton Scherer (1631–1712)
- Peter Schickele (n. 1935)
- Lalo Schifrin (n. 1932)
- Melchior Schildt (1592/1593–1667)
- Max von Schillings (1868–1933)
- Poul Christian Schindler (1648–1740)
- Iris ter Schiphorst (n. 1956)
- Arnolt Schlick (c. 1460–după 1521)
- Louis Schlösser (1800–1886)
- Paul de Schlözer (1841/1842–1898)
- Martin Schlumpf (n. 1947)
- Johann Heinrich Schmelzer (c. 1620–1680)
- Ludwig Schmidseder (1904–1971)
- Franz Schmidt (1874–1939)
- Irmin Schmidt (n. 1937)
- Aloys Schmitt (1788–1866)
- Florent Schmitt (1870–1958)
- Joseph Schmitt (1734–1791)
- Artur Schnabel (1882–1951)
- Dieter Schnebel (1930–2018)
- Alfred Schnittke (1934–1998)
- Johann Schobert (c. 1735?–1767)
- Othmar Schoeck (1886–1957)
- Arnold Schoenberg (1874–1951)
- Bernhard Scholz (1835–1916)
- Philippus Schoendorff (1558–1617)
- Paul Schoenfield (n. 1947)
- Johann Schop (c. 1590–1667)
- Claude-Michel Schönberg (n. 1944)
- Carl Siegemund Schönebeck (1758–1806 sau după)
- Anne van Schothorst (n. 1974)
- Franz Schreker (1878–1934)
- Friedrich Schröder (1910–1972)
- Corona Schröter (1751–1802)
- Franz Schubert (1797–1828)
- Erwin Schulhoff (1894–1942)
- Julius Schulhoff (Šulhov) (1825–1898)
- Gunther Schuller (n. 1925)
- Andrew Schultz (n. 1969)
- Johannes Schultz (1582–1653)
- Mark Schultz (n. 1970)
- Svend Simon Schultz (n. 1913)
- Johann Abraham Peter Schulz (1747–1800)
- Klaus Schulze (n. 1947)
- William Schuman (1910–1992)
- Clara Schumann (1819–1896)
- Robert Schumann (1810–1856)
- Ludwig Schuncke (1810–1834)
- Georg Caspar Schürmann (1672/1673–1751)
- Joseph Schuster (1748–1812)
- Eduard Schütt (1856–1933)
- Heinrich Schütz (1585–1672)
- Joseph Schwantner (n. 1943)
- Wolfgang von Schweinitz (n. 1953)
- Anton Schweitzer (1735–1787)
- Heinrich Schwemmer (1621–1696)
- Laura Schwendinger (n. 1962)
- Kurt Schwertsik (n. 1935)
- Salvatore Sciarrino (n. 1947)
- Antonio Scontrino (1850–1922)
- Cyril Scott (1879–1970)
- K. Lee Scott (n. 1950)
- Raymond Scott (1908–1994)
- Gil Scott-Heron (n. 1949)
- Alexander Scriabin (1872–1915)
- Peter Sculthorpe (1929–2014)
- Amy Scurria (n. 1973)
- Humphrey Searle (1915–1982)
- Simon Sechter (1788–1867)
- Sholom Secunda (1894–1974)
- Seedo (Sidow) (c. 1700–c. 1754)
- Josef Seger (1716–1782)
- Leif Segerstam (n. 1944)
- Fritz Seitz (1848–1918)
- Carlos Seixas (1704–1742)
- Bernhard Sekles (1872–1934)
- Thomas Selle (1599–1663)
- Bartolomé de Selma y Salaverde (c. 1595–după 1638)
- Sohail Sen (n. 1984)
- Jean Baptiste Senaillé (1687–1730)
- Ramon Sender (n. 1934)
- Ludwig Senfl (c. 1486–1543)
- Jacob Senleches (cun. 1382/1383–1395)
- José Serebrier (n. 1938)
- Claudin de Sermisy (c. 1490–1562)
- Kazimierz Serocki (1922–1981)
- Alexander Serov (1820–1871)
- José Serrano (1873–1941)
- Paolo Serrao (1830–1907)
- John Serry, Sr. (1915–2003)
- Adrien-François Servais (1807–1866)
- Esteban Servellón (1921–2003)
- Claudia Sessa (c. 1570–c. 1617/1619)
- Roger Sessions (1896–1985)
- Doc Severinsen (n. 1927)
- Ignaz von Seyfried (1776–1841)
- John Laurence Seymour (1893–1986)
- Giovanni Sgambati (1841–1914)
- Vladimir Shainsky (n. 1925)
- Tolib Shakhidi (n. 1946)
- Ravi Shankar (1920–2012)
- Ralph Shapey (1921–2002)
- Alex Shapiro (n. 1962)
- Michael Jeffrey Shapiro (n. 1951)
- Christopher Shaw (1925–1995)
- Rodion Shchedrin (n. 1932)
- Alexander Shchetynsky (n. 1960)
- Vissarion Shebalin (1902–1963)
- Sinyan Shen (n. 1949)
- Richard Shephard (n. 1949)
- Arthur Shepherd (1880–1958)
- John Sheppard (c. 1515–1558)
- Charles Shere (n. 1935)
- Bright Sheng (n. 1955)
- Gordon Sherwood (1929–2013)
- William Shield (1748–1829)
- Alice Shields (n. 1943)
- Seymour Shifrin (1926–1979)
- Clare Shore (n. 1954)
- Howard Shore (n. 1946)
- Gregory Short (1938–1999)
- Dmitri Shostakovich (1906–1975)
- Hugh Shrapnel (n. 1947)
- Alan Shulman (1915–2002)
- Obadiah Shuttleworth (c. 1675?–1734)
- Jean Sibelius (1865–1957)
- Paul Siefert (1586–1666)
- Elie Siegmeister (1909–1991)
- Arlene Sierra (n. 1970)
- Roberto Sierra (n. 1953)
- Albert Siklós (Schönwald) (1878–1942)
- Sheila Silver (n. 1946)
- Valentin Silvestrov (n. 1937)
- William Simmes (c. 1575–c. 1625)
- Achille Simonetti (1857–1928)
- Rudolph Simonsen (1889–1947)
- Christopher Simpson (c. 1602/1606–1669)
- Dudley Simpson (n. 1922)
- Robert Simpson (1921–1997)
- Thomas Simpson (1582–1628)
- Ezra Sims (1928–2015)
- Christian Sinding (1856–1941)
- Jean-Baptiste Singelée (1812–1875)
- Alvin Singleton (n. 1940)
- Leone Sinigaglia (1868–1944)
- Giuseppe Sinopoli (1946–2001)
- Nicolas Siret (1663–1754)
- Maddalena Laura Sirmen (1745–1818)
- Larry Sitsky (n. 1934)
- Fredrik Sixten (n. 1962)
- Todor Skalovski (1909–2004)
- Peter Skellern (n. 1947)
- Howard Skempton (n. 1947)
- Matthew Sklar (n. 1973)
- František Škroup (1801–1862)
- Jan Nepomuk Škroup (1811–1892)
- Thomas Sleeper (n. 1956)
- Nicolas Slonimsky (1894–1995)
- Haskell Small (n. 1948)
- Antonio Smareglia (1854–1929)
- Bedřich Smetana (1824–1884)
- Dmitri Smirnov (n. 1948)
- Leo Smit (1900–1943)
- Leo Smit (1921–1999)
- Alice Mary Smith (1839–1884)
- Dave Smith (n. 1949)
- John Christopher Smith (1712–1795)
- John Stafford Smith (1750–1836)
- Julia Smith (1911–1989)
- Robert W. Smith (n. 1958)
- Sydney Smith (1839–1889)
- William Smith (1603–1645)
- William O. Smith (n. 1926)
- Adi Smolar (n. 1959)
- Martin Smolka (n. 1959)
- Ethel Smyth (1858–1944)
- Ragnar Søderlind (n. 1945)
- August Söderman (1832–1876)
- Nikolay Sokolov (1859–1922)
- Mikhail Sokolovsky (1756–după 1795)
- Solage (cun. sfârșitul 14 sec)
- Juan María Solare (n. 1966)
- Alessandro Solbiati (n. 1956)
- Antonio Soler (1729–1783)
- Temistocle Solera (1815–1878)
- Jean-Pierre Solié (1755–1812)
- Carlo Soliva (1791–1853)
- Giovanni Sollima (n. 1962)
- Edward Solomon (1855–1895)
- Harry Somers (1925–1999)
- Arthur Somervell (1863–1937)
- Giovanni Battista Somis (1686–1763)
- S. P. Somtow (Somtow Sucharitkul) (n. 1952)
- Stephen Sondheim (n. 1930)
- Fernando Sor (1778–1839)
- Kaikhosru Shapurji Sorabji (1892–1988)
- Francesco Soriano (c. 1548–1621)
- Luka Sorkočević (1734–1789)
- Pablo Sorozábal (1897–1988)
- Mauricio Sotelo (n. 1961)
- André Souris (1899–1970)
- John Philip Sousa (1854–1932)
- Leo Sowerby (1895–1968)
- Johannes Spech (c. 1767–1836)
- Benjamin Speed (n. 1979)
- Alexander Spendiaryan (1871–1928)
- Johannes Matthias Sperger (1750–1812)
- Johann Speth (1664–după 1719)
- Leo Spies (1899–1965)
- Francesco Spinacino (cun. 1507)
- Georgia Spiropoulos (n. 1965)
- Louis Spohr (1784–1859)
- Gaspare Spontini (1774–1851)
- Peter Sprague (n. 1955)
- Lewis Spratlan (n. 1940)
- Rudi Spring (n. 1962)
- Richard St. Clair (n. 1946)
- Pieter van der Staak (1930–2007)
- Annibale Stabile (c. 1535–1595)
- Johann Staden (1581–1634)
- Sigmund Theophil Staden (1607–1655)
- Hans Stadlmair (1929–2019)
- John Stainer (1840–1901)
- Camille-Marie Stamaty (1811–1870)
- Anton Stamitz (1754–c. 1798/1809)
- Carl Stamitz (1745–1801)
- Johann Stamitz (1717–1757)
- Jack Stamp (n. 1954)
- Hatto Ständer (1926–2000)
- Charles Villiers Stanford (1852–1924)
- John Stanley (1712–1786)
- Robert Starer (1924–2001)
- Joseph Starzer (c. 1726–1787)
- Roman Statkowski (1859–1925)
- Maria Fredrica von Stedingk (1799–1868)
- Christopher Steel (1938–1991)
- Agostino Steffani (1653–1728)
- Daniel Steibelt (1765–1823)
- Johann Ulrich Steigleder (1593–1635)
- Max Steiner (1888–1971)
- Jim Steinman (n. 1948)
- Wilhelm Stenhammar (1871–1927)
- Rudi Stephan (1887–1915)
- George Stephănescu (1843–1925)
- Johann Franz Xaver Sterkel (1750–1817)
- Daniel Sternefeld (1905–1986)
- Bernard Stevens (1916–1983)
- Ernstalbrecht Stiebler (n. 1934)
- William Grant Still (1895–1978)
- de⁠(Anton Stingl)[Stingl&page=de&targettitle=de traduceți] (1908–2000)
- Karlheinz Stockhausen (1928–2007)
- Robert Stoepel (1821–1887)
- Petar Stojanović (1877–1957)
- Johannes de Stokem (c. 1445–1487)
- Robert Stolz (1880–1975)
- Thomas Stoltzer (c. 1480–1526)
- Kurt-Heinz Stolze (1926–1970)
- Gottfried Heinrich Stölzel (1690–1749)
- Ingrid Stölzel (n. 1971)
- Nathaniel Stookey (n. 1970)
- Bernardo Storace (cun. 1664)
- Stephen Storace (1762–1796)
- Herbert Stothart (1885–1949)
- Alessandro Stradella (1639–1682)
- Robert Strassburg (1915–2003)
- Georg Christoph Strattner (c. 1644–1704)
- Christoph Straus (1575–1631)
- Oscar Straus (1870–1954)
- Johann Strauss I (1804–1849)
- Johann Strauss II (1825–1899)
- Josef Strauss (1827–1870)
- Richard Strauss (1864–1949)
- Igor Stravinsky (1882–1971)
- Soulima Stravinsky (1910–1994)
- Heinrich Strecker (1893–1981)
- Alessandro Striggio (c. 1536/1537–1592)
- Siegfried Strohbach (n. 1929)
- George Strong (1856–1948)
- Barbara Strozzi (1619–1677)
- Delphin Strungk (1600/1601–1694)
- Nicolaus Adam Strungk (1640–1700)
- Clive Strutt (n. 1942)
- Jean-Baptiste Stuck (1680–1755)
- Steven Stucky (n. 1949)
- Morton Subotnick (n. 1933)
- Eugen Suchoň (1908–1993)
- Peeter Süda (1883–1920)
- Dana Suesse (1909–1987)
- Rezső Sugár (1919–1988)
- Josef Suk (1874–1935)
- Stjepan Šulek (1914–1986)
- Arthur Sullivan (1842–1900)
- Herbert Sumsion (1899–1995)
- Franz von Suppé (1819–1895)
- Carlos Surinach (1915–1997)
- Conrad Susa (n. 1935)
- Tielman Susato (c. 1510/1515–după 1570)
- Franz Xaver Süssmayr (1766–1803)
- Heinrich Sutermeister (1910–1995)
- Margaret Sutherland (1897–1984)
- Johan Svendsen (1840–1911)
- Georgy Sviridov (1915–1998)
- Tomas Svoboda (n. 1939)
- Jan Swafford (n. 1946)
- Donald Swann (1923–1994)
- Giles Swayne (n. 1946)
- Jan Pieterszoon Sweelinck (1562–1621)
- William Sweeney (n. 1950)
- Ferenc Szabó (1902–1969)
- Stanisław Sylwester Szarzyński (c. 1650–c. 1720)
- Tomasz Szadek (1550–1612)
- Zsigmond Szathmáry (n. 1939)
- Tadeusz Szeligowski (1896–1963)
- Albert Szirmai (Sirmay) (1880–1967)
- Władysław Szpilman (1911–2000)
- Maria Agata Szymanowska (1789–1831)
- Karol Szymanowski (1882–1937)

## T
- Emil Tabakov (n. 1947)
- Paul Taffanel (1844–1908)
- Walter Taieb (n. 1973)
- Germaine Tailleferre (1892–1983)
- Ayuo Takahashi (n. 1960)
- Yuji Takahashi (n. 1938)
- Tōru Takemitsu (1930–1996)
- Otar Taktakishvili (1924–1989)
- Tan Yan Zhang (n. 1998)
- Josef Tal (1910–2008)
- Joby Talbot (n. 1971)
- Thomas Tallis (c. 1505–1585)
- Louise Talma (1906–1996)
- Yankel Talmud (1885–1965)
- Eino Tamberg (1930–2010)
- David Tamkin (1906–1975)
- Bertha Tammelin (1836–1915)
- Tan Dun (n. 1957)
- Kohei Tanaka (n. 1954)
- Alexander Taneyev (1850–1918)
- Sergei Taneyev (1856–1915)
- Alexandre Tansman (1897–1986)
- Johannes Tapissier (c. 1370–înainte de 1410)
- Tapšiẖuni (c. 1400 BC)
- Angelo Tarchi (1760–1814)
- Mikael Tariverdiev (1931–1996)
- Vladimir Tarnopolsky (n. 1955)
- Francisco Tárrega (1852–1909)
- Giuseppe Tartini (1692–1770)
- Phyllis Tate (1911–1987)
- Emil Taubert (1844–1895)
- Wilhelm Taubert (1811–1891)
- Franz Tausch (1762–1817)
- Carl Tausig (1841–1871)
- John Tavener (1944–2013)
- John Taverner (c. 1490–1545)
- Deems Taylor (1885–1966)
- Matthew Taylor (n. 1964)
- Raynor Taylor (1747–1825)
- Boris Tchaikovsky (Chaikovsky) (1925–1996)
- Pyotr Ilyich Tchaikovsky (1840–1893)
- Alexander Tcherepnin (1899–1977)
- Ivan Tcherepnin (1943–1998)
- Nikolai Tcherepnin (1873–1946)
- Serge Tcherepnin (n. 1941)
- António Teixeira (1707–1769)
- Jeroen Tel (n. 1972)
- Georg Philipp Telemann (1681–1767)
- Thomas Tellefsen (1823–1874)
- Alec Templeton (1909–1963)
- James Tenney (1934–2006)
- Octave Octavian Teodorescu (n. 1963)
- Domènech Terradellas (1713–1751)
- Claude Terrasse (1867–1923)
- Melchior Teschner (1584–1635)
- John Tesh (n. 1952)
- Flavio Testi (1923–2014)
- George Thalben-Ball (1896–1987)
- Sigismond Thalberg (1812–1871)
- Johann Theile (1646–1724)
- Mikis Theodorakis (n. 1925)
- Károly Thern (1817–1886)
- István Thomán (1862–1940)
- Ambroise Thomas (1811–1896)
- Randall Thompson (1899–1984)
- Robert Scott Thompson (n. 1959)
- César Thomson (1857–1931)
- Virgil Thomson (1896–1989)
- Francis Thorne (n. 1922)
- John Thow (1949–2007)
- Ludwig Thuille (1861–1907)
- Frank Ticheli (n. 1958)
- Otto Albert Tichý (1890–1973)
- Jukka Tiensuu (n. 1948)
- Anton Ferdinand Tietz (1742–1811)
- Ivo Tijardović (1895–1976)
- Frederick C. Tillis (n. 1930)
- Michael Tilson Thomas (n. 1944)
- Christopher Tin (n. 1976)
- Johannes Tinctoris (c. 1435–1511)
- Edgar Tinel (1854–1912)
- Luís Tinoco (n. 1969)
- Dimitri Tiomkin (1894–1979)
- Michael Tippett (1905–1998)
- Boris Tishchenko (1939–2010)
- Jean Titelouze (1562/1563–1633)
- Alexey Nikolayevich Titov (1769–1827)
- Katia Tiutiunnik (n. 1967)
- Rudolf Tobias (1873–1918)
- Helen Tobias-Duesberg (1919–2010)
- Ernst Toch (1887–1964)
- Camillo Togni (1922–1993)
- George Tolhurst (1827–1877)
- Václav Tomášek (1774–1850)
- Henri Tomasi (1901–1971)
- Marko Tomasović (n. 1976)
- Thomas Tomkins (1572–1656)
- Giuseppe Torelli (1658–1709)
- Michael Torke (n. 1961)
- Mel Tormé (1925–1999)
- Francisco de la Torre (cun. 1483–1504)
- Tomás de Torrejón y Velasco (1644–1728)
- José de Torres (1665–1738)
- Federico Moreno Torroba (1891–1982)
- Paul Tortelier (1914–1990)
- Paolo Tosti (1846–1916)
- Charles Tournemire (1870–1939)
- Allen Toussaint (n. 1938)
- Donald Francis Tovey (1875–1940)
- Joan Tower (n. 1938)
- Geoffrey Toye (1889–1942)
- Antonio Tozzi (1736–1812)
- Giovanni Maria Trabaci (1575–1647)
- Tommaso Traetta (1727–1779)
- Cornel Trăilescu (n. 1926)
- Jean Balthasar Tricklir (1750–1813)
- Giacomo Tritto (1733–1824)
- Bartolomeo Tromboncino (c. 1470–după 1534)
- Friedrich Hieronymus Truhn (1811–1886)
- Frankie Trumbauer (1901–1956)
- Harold Truscott (1914–1992)
- Julia Tsenova (1948–2010)
- Eduard Tubin (1905–1982)
- Tui St. George Tucker (1924–2004)
- Erik Tulindberg (1761–1814)
- František Tůma (1704–1774)
- Franz Tunder (1614–1667)
- Joaquín Turina (1882–1949)
- Francesco Turini (1589–1656)
- Daniel Gottlob Türk (1756–1813)
- Mark-Anthony Turnage (n. 1960)
- William Turner (1651–1740)
- Roman Turovsky-Savchuk (n. 1961)
- Marco Tutino (n. 1954)
- Kalervo Tuukkanen (1909–1979)
- Erkki-Sven Tüür (n. 1959)
- Geirr Tveitt (1908–1981)
- Merlijn Twaalfhoven (n. 1976)
- Tyagaraja (1767–1847)
- Christopher Tye (c. 1505–c. 1572)
- Georges Tzipine (1907–1987)

## U
- Friedrich Christian Hermann Uber (1781–1822)
- Marco Uccellini (1603/1610–1680)
- Martin Andreas Udbye (1820–1889)
- Nobuo Uematsu (n. 1959)
- Vincenzo Ugolini (c. 1580–1638)
- Alfred Uhl (1909–1992)
- Viktor Ullmann (1898–1944)
- Chinary Ung (n. 1942)
- Benjamin Carl Unseld (1843–1923)
- Erich Urbanner (n. 1936)
- Urẖiya (c. 1400 BC)
- Guillermo Uribe Holguín (1880–1971)
- Juan de Urrede (c. 1430–după 1482)
- Anton Urspruch (1850–1907)
- Francesco Usper (Spongia, Sponga) (1561–1641)
- Galina Ustvolskaya (1919–2006)
- Alexander Utendal (1543/1545–1581)
- Francesco Uttini (1723–1795)
- Yolande Uyttenhove (1925–2000)

## V
- Nicola Vaccai (1790–1848)
- Pierre Vachon (1731–1803)
- Jacobus Vaet (c.  1529–1567)
- lt⁠(Stasys Vainiūnas)[Vainiūnas&page=lt&targettitle=lt traduceți] (1909–1982)
- Fartein Valen (1887–1952)
- Antonio Valente (cun. 1565–1580)
- Vincenzo Valente (1855–1921)
- Giovanni Valentini (c. 1582–1649)
- Giuseppe Valentini (1681–1753)
- Jean Vallerand (1915–1944)
- Nicolas Vallet (c. 1583–c. 1642)
- Francesco Antonio Vallotti (1697–1780)
- Francisco Valls (1665–1747)
- David Van Tieghem (n. 1955)
- David Van Vactor (1906–1994)
- Jules Van Nuffel (1883–1953)
- Komitas Vardapet (1869–1935)
- Víctor Varela (n. 1955)
- Edgard Varèse (1883–1965)
- Urbán de Vargas (1606–1656)
- Alexander Egorovich Varlamov (1801–1848)
- Alexander Vladimirovich Varlamov (1904–1990)
- Louis Varney (1844–1908)
- Pēteris Vasks (n. 1946)
- Ralph Vaughan Williams (1872–1958)
- Orazio Vecchi (1550–1605)
- Artemy Vedel (c. 1767–1808)
- Claudio Veggio (n. c. 1510)
- Václav Jindřich Veit (1806–1864)
- Pavel Josef Vejvanovský (c. 1633/1639–1693)
- Jacob ter Veldhuis (n. 1951)
- Caetano Veloso (n. 1942)
- Ian Venables (n. 1955)
- Gaetano Veneziano (1665–1716)
- Alexander Veprik (1899–1958)
- Antonio Veracini (1659–1745)
- Carl Verbraeken (n. 1950)
- Francesco Maria Veracini (1690–1768)
- Theo Verbey (n. 1959)
- Philippe Verdelot (c. 1480/1485–c. 1530)
- Giuseppe Verdi (1813–1901)
- Cornelis Verdonck (1563–1625)
- Sándor Veress (1907–1992)
- Johannes Verhulst (1816–1891)
- Gaspar de Verlit (1622–1682)
- Pierre Vermont (c. 1495–c. 1533)
- Matthijs Vermeulen (1888–1967)
- Alexey Verstovsky (1799–1862)
- Michael Vetter (1943–2013)
- Nicolaus Vetter (1666–1734)
- Lodovico Grossi da Viadana (c. 1560–1627)
- Pauline Viardot (1821–1910)
- Tomás Luis de Victoria (c. 1548–1611)
- Gerard Victory (1921–1995)
- Jacobus Vide (cun. 1405?–1433)
- Johann Vierdanck (c. 1605–1646)
- Louis Vierne (1870–1937)
- Henri François Joseph Vieuxtemps (1820–1881)
- Heitor Villa-Lobos (1887–1959)
- Ángel Villoldo (1861–1919)
- Giovanni Battista Viotti (1755–1824)
- Giulio Viozzi (1912–1984)
- Ezequiel Viñao (n. 1960)
- Leonardo Vinci (c. 1690–1730)
- Carl Vine (n. 1954)
- Param Vir (n. 1952)
- Frédéric Viret (undated)
- Robert de Visée (c. 1650–1732/1733)
- Ivan Vïshnegradsky (1893–1979)
- Giovanni Battista Vitali (1632–1692)
- Jan August Vitásek (1770–1839)
- Philippe de Vitry (1291–1361)
- Franco Vittadini (1884–1948)
- Antonio Vivaldi (1678–1741)
- Amadeo Vives (1871–1932)
- Giovanni Buonaventura Viviani (1638–c. 1693)
- Claude Vivier (1948–1983)
- Lucrezia Orsina Vizzana (1590–1662)
- Roman Vlad (1919–2013)
- Pancho Vladigerov (1899–1978)
- Wladimir Vogel (1896–1984)
- Georg Joseph Vogler (1749–1814)
- Johann Caspar Vogler (1696–1763)
- Max Vogrich (1852–1916)
- Hans Vogt (1911–1992)
- Robert Voisey (n. 1969)
- Kevin Volans (n. 1949)
- Robert Volkmann (1815–1883)
- Andrei Volkonsky (1933–2008)
- Alexander Voormolen (1895–1980)
- Andy Vores (n. 1956)
- Jan Václav Voříšek (1791–1825)
- Antonín Vranický (Anton Wranitzky) (1761–1820)
- Jan Vriend (n. 1938)
- Klaas de Vries (n. 1944)
- Alexander Vustin (n. 1943)

## W
- Hubert Waelrant (c.  1517–1595)
- Johan Wagenaar (1862–1941)
- Max Wagenknecht (1857–1922)
- Georg Christoph Wagenseil (1715–1777)
- Ignatz Waghalter (1881–1949)
- Josef Franz Wagner (1856–1908)
- Melinda Wagner (n. 1957)
- Richard Wagner (1813–1883)
- Wolfram Wagner (n. 1962)
- Siegfried Wagner (1869–1930)
- Rudolf Wagner-Régeny (1903–1969)
- Adam z Wągrowca (Adam de Wągrowiec) (d. 1629)
- Émile Waldteufel (1837–1915)
- Ernest Walker (1870–1949)
- George Walker (n. 1922)
- William Walker (1808–1875)
- Michael Waller (n. 1985)
- Stewart Wallace (n. 1960)
- William Vincent Wallace (1812–1865)
- Joelle Wallach (n. 1946)
- Craig Walsh (n. 1971)
- Bruno Walter (1876–1962)
- Johann Walter (Blanckenmüller) (1496–1570)
- Walther von der Vogelweide (c. 1170–c. 1230)
- Johann Gottfried Walther (1684–1748)
- Johann Jakob Walther (1650–1717)
- William Walton (1902–1983)
- Johann Baptist Wanhal (Vaňhal) (1739–1813)
- Johann Wanning (1537–1603)
- John Ward (1571–1638)
- Robert Ward (1917–2013)
- Peter Warlock (1894–1930)
- Harry Warren (1893–1981)
- Rodney Waschka II (n. 1958?)
- Unico Wilhelm van Wassenaer (1692–1766)
- Graham Waterhouse (n. 1962)
- Niel van der Watt (n. 1962)
- Franz Waxman (1906–1967)
- George James Webb (n. 1803)
- Jimmy Webb (n. 1946)
- Samuel Webbe (cel bătrân) (1740–1816)
- Andrew Lloyd Webber (n. 1948)
- William Lloyd Webber (1914–1982)
- Julie von Webenau (1813–1887)
- Vilma von Webenau (1875–1953)
- Ben Weber (1916–1979)
- Carl Maria von Weber (1786–1826)
- Anton Webern (1883–1945)
- Matthias Weckmann (c. 1616–1674)
- Gaspar van Weerbeke (c. 1445–după 1516)
- Thomas Weelkes (1576–1623)
- Joseph Weigl (1766–1846)
- Kurt Weill (1900–1950)
- Mieczysław Weinberg (Moishe Vainberg) (1919–1996)
- Jaromír Weinberger (1896–1967)
- Leó Weiner (1885–1960)
- Felix Weingartner (1863–1942)
- Judith Weir (n. 1954)
- Hugo Weisgall (1912–1997)
- Sylvius Leopold Weiss (1687–1750)
- Michael Weiße (c. 1488–1534)
- Julius Weissenborn (1837–1888)
- Dan Welcher (n. 1948)
- John Weldon (1676–1736)
- Egon Wellesz (1885–1974)
- Johann Baptist Wendling (1723–1797)
- Andreas Werckmeister (1645–1706)
- André Werner (n. 1960)
- Gregor Joseph Werner (1693–1766)
- Richard Wernick (n. 1934)
- Giaches de Wert (1535–1596)
- Charles Wesley (1707–1788)
- Charles Wesley junior (1757–1834)
- Samuel Wesley (1766–1837)
- Samuel Sebastian Wesley (1810–1876)
- Martin Wesley-Smith (n. 1945)
- Mark Wessel (1894–1973)
- Peter Westergaard (n. 1931)
- Johann Paul von Westhoff (1656–1705)
- Richard Wetz (1875–1935)
- Christoph Ernst Friedrich Weyse (1774–1842)
- Paul W. Whear (n. 1925)
- Scott Wheeler (n. 1952)
- Eric Whitacre (n. 1970)
- James Whitbourn (n. 1963)
- Benjamin Franklin White (1800–1879)
- John White (n. 1936)
- José Silvestre White Lafitte (1836–1918)
- Gillian Whitehead (n. 1941)
- Percy Whitlock (1903–1946)
- Thomas Whythorne (1528–1595)
- Erasmus Widmann (1572–1634)
- Jörg Widmann (n. 1973)
- Charles-Marie Widor (1844–1937)
- Henryk Wieniawski (1835–1880)
- Johan Wikmanson (1753–1800)
- Mack Wilberg (n. 1955)
- Philip Wilby (n. 1949)
- John Wilbye (1574–1638)
- Alec Wilder (1907–1980)
- Philip van Wilder (c. 1500–1554)
- Johann Hugo von Wilderer (1670–1724)
- Wilhelmine de Bayreuth (1709–1758)
- Adrian Willaert (c. 1490–1562)
- Healey Willan (1880–1968)
- Grace Williams (1906–1977)
- John Williams (n. 1932)
- Spencer Williams (1889–1965)
- Malcolm Williamson (1931–2003)
- Richard Storrs Willis (1819–1900)
- Arthur Wills (n. 1926)
- Meredith Willson (1902–1984)
- Johann Wilhelm Wilms (1772–1847)
- Charles Wilson (n. 1931)
- Ian Wilson (n. 1964)
- James Wilson (1922–2005)
- John Wilson (1595–1674)
- Richard Wilson (n. 1941)
- Sandy Wilson (1924–2014)
- Thomas Wilson (1927–2001)
- August Wiltberger (1850–1928)
- Heinz Winbeck (n. 1946)
- Herbert Windt (1894–1965)
- Peter Winter (1754–1825)
- Dag Ivar Wirén (1905–1986)
- Michael Wise (c. 1647–1687)
- Peter Wishart (1921–1984)
- Christian Friedrich Witt (c. 1660–1717)
- Franz Xaver Witt (1834–1888)
- Friedrich Witt (1770–1836)
- Robert William Witt (1930–1967)
- Diane Wittry (n. 1964)
- René Wohlhauser (n. 1954)
- Erling Wold (n. 1958)
- Ernst Wilhelm Wolf (1735–1792)
- Hugo Wolf (1860–1903)
- Ermanno Wolf-Ferrari (1876–1948)
- Christian Wolff (n. 1934)
- Joseph Wölfl (1773–1812)
- Joseph Maria Wolfram (1789–1839)
- Oswald von Wolkenstein (c. 1376–1445)
- Stefan Wolpe (1902–1972)
- Hyo-Won Woo (n. 1974)
- Victoria Wood (1953–2016)
- Robert Woodcock (c. 1690–1728)
- John Woolrich (n. 1954)
- Felix Woyrsch (1860–1944)
- Pavel Wranitzky (1756–1808)
- Heinz Wunderlich (1919–2012)
- Charles Wuorinen (n. 1938)
- Alex Wurman (n. 1966)
- Arnold van Wyk (1916–1983)
- Ruth Shaw Wylie (1916–1989)
- Yehudi Wyner (n. 1929)

## X
- Iannis Xenakis (1922–2001)
- Xian Xinghai (1905–1945)
- Xiao Shuxian (1905–1991)
- Spyridon Xyndas (1812–1896)

## Y
- Kosaku Yamada (1886–1965)
- Yehuda Yannay (n. 1937)
- Yanni (n. 1954)
- Christopher Yavelow (n. 1950)
- Yitzhak Yedid (n. 1971)
- Benjamin Yeo (n. 1985)
- Dwight Yoakam (n. 1956)
- Takashi Yoshimatsu (n. 1953)
- Makoto Yoshimori (n. 1969)
- Michèl Yost (1754–1786)
- Christopher Young (n. 1957)
- James Young (n. 1949)
- John Young (n. 1962)
- La Monte Young (n. 1935)
- Polly Young (Maria Barthélemon) (1749–1799)
- Eugène Ysaÿe (1858–1931)
- Théophile Ysaÿe (1865–1918)
- Sergei Yuferov (1865–după 1906)
- Du Yun (n. 1977)
- Isang Yun (1917–1995)
- Yoichiro Yoshikawa (n. 1957)

## Z
- Zacara da Teramo (c. 1350/1360–c. 1413/1416)
- Jan Zach (1699–1773)
- Nicolaus Zacharie (cunoscut din 1420; d. 1466)
- Friedrich Wilhelm Zachow (1663–1712)
- Judith Lang Zaimont (n. 1945)
- Ivan Zajc (1832–1914)
- Giovanni Zamboni (cun. early 18 sec)
- Riccardo Zandonai (1883–1944)
- Andrea Zani (1696–1757)
- Frank Zappa (1940–1993)
- Nikolai Zaremba (1821–1879)
- Gioseffo Zarlino (1517–1590)
- Aleksander Zarzycki (1834–1895)
- Záviš de Zápy (c. 1350–c. 1411)
- Isidora Žebeljan (n. 1967)
- Kristoffer Zegers (n. 1973)
- Friedrich Zehm (1923–2007)
- Jan Dismas Zelenka (1679–1745)
- Władysław Żeleński (1837–1921)
- Carl Zeller (1842–1898)
- Carl Friedrich Zelter (1758–1832)
- Alexander von Zemlinsky (1871–1942)
- Hans Zender (n. 1936)
- Juan García de Zéspedes (c. 1619–1678)
- Zhu Jian'er (n. 1922)
- Marc'Antonio Ziani (c. 1653–1715)
- Otakar Zich (1879–1934)
- Adrian von Ziegler (n. 1989)
- Karl Michael Ziehrer (1843–1922)
- Mikołaj Zieleński (c. 1560–c. 1620)
- Hermann Zilcher (1881–1948)
- Winfried Zillig (1905–1963)
- Hans Zimmer (n. 1957)
- Agnes Zimmermann (1845–1925)
- Anton Zimmermann (1741–1781)
- Bernd Alois Zimmermann (1918–1970)
- Heinz Werner Zimmermann (n. 1930)
- Margrit Zimmermann (n. 1927)
- Pierre-Joseph-Guillaume Zimmermann (1785–1853)
- Udo Zimmermann (n. 1943)
- Walter Zimmermann (n. 1949)
- Niccolò Antonio Zingarelli (1752–1837)
- Domenico Zipoli (1688–1726)
- Farid Zoland (n. 1955)
- Alfred Hans Zoller (1928–2006)
- Carl Friedrich Zöllner (1800–1860)
- Heinrich Zöllner (1854–1941)
- John Zorn (n. 1953)
- Marija Zubova (1749–1799)
- Carlo Zuccari (1703–1782)
- Manuel de Zumaya (c. 1678–1755)
- Emilie Zumsteeg (1796–1857)
- Johann Rudolf Zumsteeg (1760–1802)
- Ralph Zurmühle (n. 1959)
- Bernard Zweers (1854–1924)
- Ellen Taaffe Zwilich (n. 1939)